# Politische und soziale Geschichte des Islams
Die Geschichte des Islams (arabisch تاريخ الإسلام, DMG tārīḫ al-Islām) wird in diesem Artikel aus politischer, kultur- und sozialgeschichtlicher Sicht dargestellt. Aufgrund der langen geschichtlichen Entwicklung und der geografischen Ausdehnung der islamischen Welt werden hier nur die Grundzüge dargestellt. Um den Überblick zu erleichtern, erfolgt eine Gliederung einerseits nach zeitlichen Epochen, andererseits wird innerhalb des Dār al-Islām ein westlicher (Maghreb) von einem östlichen Teil (Maschrek) unterschieden.

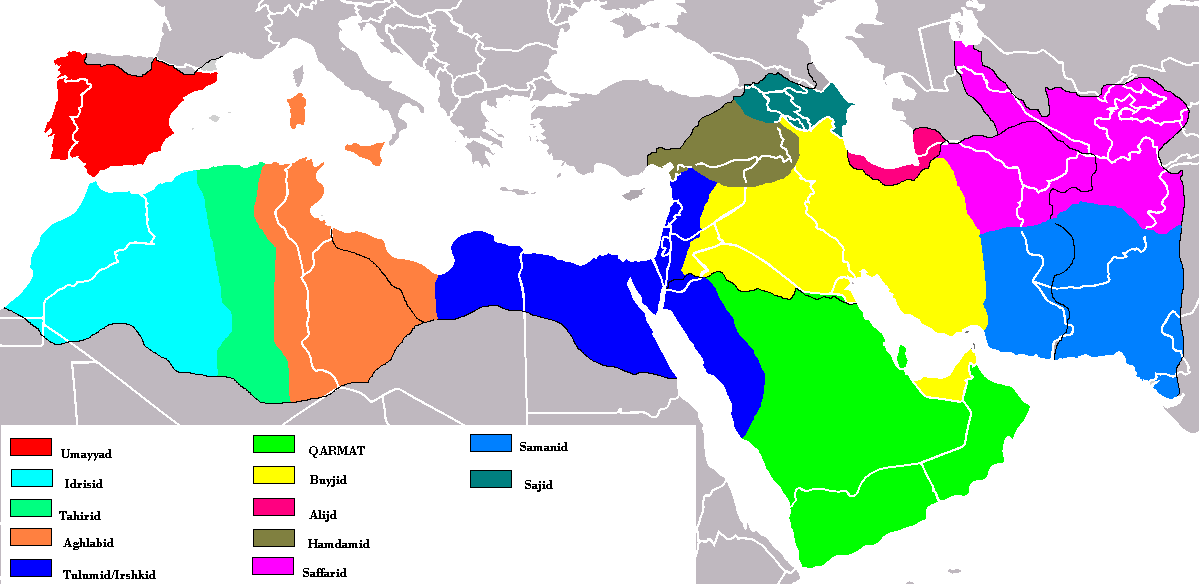
Die Islamische Welt zum Ende der Abbasidendynastie
Umayyaden (Córdoba)
Idrisiden (Berber)
Rustamiden (Ibaditen)
Aghlabiden (Emirat von Ifrīqiya)
Tuluniden/Ichschididen
Qarmaten
Buyiden (Tahiriden)
Alawiden (Ziyariden)
Hamdaniden (Marwaniden/Uqailiden)
Samaniden (Chorasan)
Saffariden (Belutschen)
Schirwanschah

## Historischer Überblick

### Ausbreitung und erste Blütezeit
Ausgehend von der islamischen „Urgemeinde“ in Arabien hatte sich der Islam in den ersten zwei Jahrhunderten seines Bestehens über einen großen Teil der Welt ausgebreitet. Im Laufe ihrer über 1300-jährigen Geschichte bildeten sich innerhalb der islamischen Welt unterschiedliche Glaubensrichtungen, Gesellschaften und Staaten heraus. Die Aneignung und Umformung der Kultur der Antike führte zu einer frühen Blütezeit der islamischen Kultur, die bis ins christliche Europa ausstrahlte. Entscheidend für diese Entwicklung war die Dominanz und integrierende Kraft der islamischen Religion und der allen Gebildeten gemeinsamen arabischen Sprache. Bis zum Aufschwung der modernen Naturwissenschaft im Gefolge der europäischen Aufklärung blieb der Einfluss islamischer Wissenschaftler, insbesondere der Ärzte, auch in Europa ungebrochen.

### Differenzierung
Infolge der Trennung von Sunniten und Schiiten ging die religiöse, mit dem Ende der Umayyadendynastie und der Gründung des Emirats von Córdoba auch die politische Einheit der Islamischen Welt verloren. Die einzelnen Regionen blieben durch Handel und Migration eng verbunden, entwickelten unter wechselnden Herrscherdynastien jedoch teils eigene kulturelle Traditionen. Der Mongolensturm des 13. und die verheerenden Epidemien des 14. Jahrhunderts führten zu tief greifenden Änderungen der politischen Verhältnisse.
Im Verlauf des 11.–15. Jahrhunderts trennten sich Gebiete mit Arabisch als Alltags- und Kultursprache von solchen, in denen Persisch zur wichtigsten Sprache in der weltlichen Kultur wurde und Arabisch die Sprache des religiösen und rechtswissenschaftlichen Diskurses blieb. In großen Teilen der östlichen islamischen Welt wurden die Türken zur herrschenden Elite. Bis zur Zerstörung Bagdads 1258 im Mongolensturm bestand das Abbasiden-Kalifat weiter, das arabischsprachige Gebiet teilte sich aber in drei politisch getrennte Regionen auf: Irak, meist unter einer Herrschaft mit Iran vereint („Beide Irak“), Ägypten als Vormacht auch über Syrien und das westliche Arabien, sowie die Gebiete des Maghreb.
Obwohl die islamischen Herrscher, die Kalifen, für eine gewisse Zeit noch ihre Rolle als regionale Herrscher behielten, in Bagdad, Kairo oder in al-Andalus, und das Kalifenamt immer noch der Legitimation islamischer Herrschaftsausübung dienen konnte, ging die wirkliche Macht auf Sultane, Emire, Maliks und andere Herrscher über. Im 11.–18. Jahrhundert breitete sich der Islam bis tief hinein nach Indien, Westchina, und über die Ozeane nach Ostafrika, die Küstengebiete Südasiens, Südostasiens und Südchinas aus. Eine solche Ausdehnung macht in ihrer kulturellen und politischen Verschiedenheit eine Zentralherrschaft und koordinierte Verwaltung unmöglich. In der weiteren Verbreitung des Islams spielten die Händler und die Sufi-Mystiker der Tarīqa eine ebenso wichtige Rolle wie zuvor ein Heer oder ein Verwaltungsoberhaupt.

### Frühneuzeitliche Großreiche
Im 15. und 16. Jahrhundert entstanden mit der Safawidendynastie, dem Mogulreich und dem Osmanischen Reich drei neue Großmächte. Im Zuge ihrer Selbstvergewisserung und geleitet von dem Bedürfnis nach angemessener kultureller Repräsentation ihrer neuen politischen Rolle erlebte die islamische Kultur in diesen Ländern eine weitere Blütezeit. Gefördert von den Herrschern, angeleitet von Hofmanufakturen unter der Protektion der Herrscher, entstanden Meisterwerke der Kunst sowie Bauten, die heute zum Weltkulturerbe zählen.
Mit Beginn des 12. Jahrhunderts wuchs der Handel zwischen Europa und der Islamischen Welt, besonders mit dem Osmanischen Reich, stark an. Bereits im 15. Jahrhundert war in Kleinasien eine überwiegend auf den Export gerichtete Wirtschaftsstruktur entstanden. Die steigende europäische Nachfrage nach Handelsgütern wie Gewürzen, Orientteppichen, Glas- und Keramikwaren zerstörte infolge der Massenproduktion und Verwendung billigerer Materialien das traditionelle Kunsthandwerk der islamischen Länder. Gleichzeitig schwächte das in Europa aufgrund der Importe aus Südamerika reichlich vorhandene Silber die auf der Silberwährung beruhende Wirtschaft des wichtigsten Handelspartners. Die mit der Einführung der Feuerwaffen erfolgte Revolution der militärischen Technik im 16. Jahrhundert belastete die Staatsfinanzen der Großreiche.

### Kolonialismus und Unabhängigkeit
Mit der Ausbildung der modernen Weltordnung ging die Vorrangstellung der islamischen Kultur verloren: Die westeuropäische Renaissance, Reformation und beginnende wissenschaftliche und industrielle Revolution wurden von der islamischen Welt fast nicht wahrgenommen. Die politische und wirtschaftliche Dominanz Europas im 19. und frühen 20. Jahrhundert führte zu einer von Eigeninteressen geleiteten Politik des Kolonialismus gegenüber den Ländern der islamischen Welt und deren Aufteilung in Interessensphären der jeweiligen Kolonialmächte, beispielsweise im Vertrag von Sankt Petersburg (1907). Mit Unterstützung europäischer Großmächte etablierte sich 1925 in Iran die Pahlavi-Dynastie. Seit der Eroberung des Mogulreichs durch Großbritannien (1858) stand Indien als Kronkolonie unter direkter britischer Herrschaft, seit 1882 war Ägypten britisches Protektorat. Afghanistan, ursprünglich zum Mogulreich gehörig, war seit dem späten 19. Jahrhundert Schauplatz kriegerischer Konflikte im Grenzgebiet der britischen und russischen Einflusssphären, im 20. Jahrhundert des Kalten Kriegs und des amerikanischen Kriegs gegen den Terror.
In den islamischen Ländern entwickelten sich zur Zeit der europäischen Kolonialherrschaft und in der Auseinandersetzung mit ihr zahlreiche Reformbewegungen, unter denen sich eine modernistische und eine traditionalistisch-fundamentalistische Denkrichtung unterscheiden lassen. Im 19. und frühen 20. Jahrhundert gegründet, sind mehrere dieser Organisationen auch heute noch von ideologischer und politischer Bedeutung.
Das Streben nach Unabhängigkeit, beispielsweise in der Griechischen Revolution (1821–1829) oder im Osmanisch-saudischen Krieg (1811–1818) führte zu Gebietsverlusten des Osmanischen Reichs, das 1923 im Türkischen Befreiungskrieg unterging. Indien wurde 1947 auf der Grundlage der Zwei-Nationen-Theorie in den heutigen indischen Staat und die muslimischen Staaten Pakistan und Bangladesch aufgeteilt. Indonesien erklärte 1945 seine Unabhängigkeit von der niederländischen Kolonialmacht. Im Islamischen Westen gewannen die Staaten des Maghreb erst Mitte des 20. Jahrhunderts ihre Eigenständigkeit, beispielsweise im Algerienkrieg. 1979 wurde in der Islamischen Revolution die iranische Monarchie gestürzt. Das Land ist seitdem eine Islamische Republik. Im Osten entstanden nach dem Zusammenbruch der Sowjetunion unabhängige, teils autokratisch regierte Staaten.

### Moderne
Die Hegemonie der modernen westlichen Kultur stellt eine grundlegende Herausforderung für die islamische Welt dar. Die Diskussion fokussiert sich letztlich auf die Frage, inwieweit heutige Muslime westlich-liberale Errungenschaften und politische Konzepte übernehmen sollen, oder ob die islamische Welt einerseits die Mittel habe, andererseits ob sie überhaupt in der Pflicht stünde, eine eigene, islamische Moderne zu schaffen. Dem kurzlebigen arabischen Frühling gegenüber steht die fundamentalistische Position, dass der wirtschaftliche und kulturelle Niedergang eine Folge der Missachtung der Gebote Gottes sei. In diesem Fall, so wird argumentiert, könne nur eine kompromisslose Rückwendung hin zur Schrift und den Traditionen des Propheten eine Lösung des Dilemmas bringen.
Die Idee des Islamischen Erwachens seit den 1970er Jahren steht für die Wiederbesinnung auf islamische Werte und Traditionen in bewusster Abkehr von westlichen Bräuchen. Insbesondere im Kontext von Armut und fehlendem Zugang zu Bildung gewinnt der islamistische Terrorismus an Boden und richtet sich nicht nur gegen die westlich-säkulare, sondern auch gegen die Gesellschaft der eigenen oder der Nachbarländer. Bürgerkriege, beispielsweise der Krieg in Syrien seit 2011, verwüsten einige der ältesten und bedeutendsten Städte der islamischen Kultur überhaupt, und somit einen Teil des materiell-kulturellen Erbes des Islams in den Kernländern seiner Entstehung.

## Islamische Geschichtsschreibung

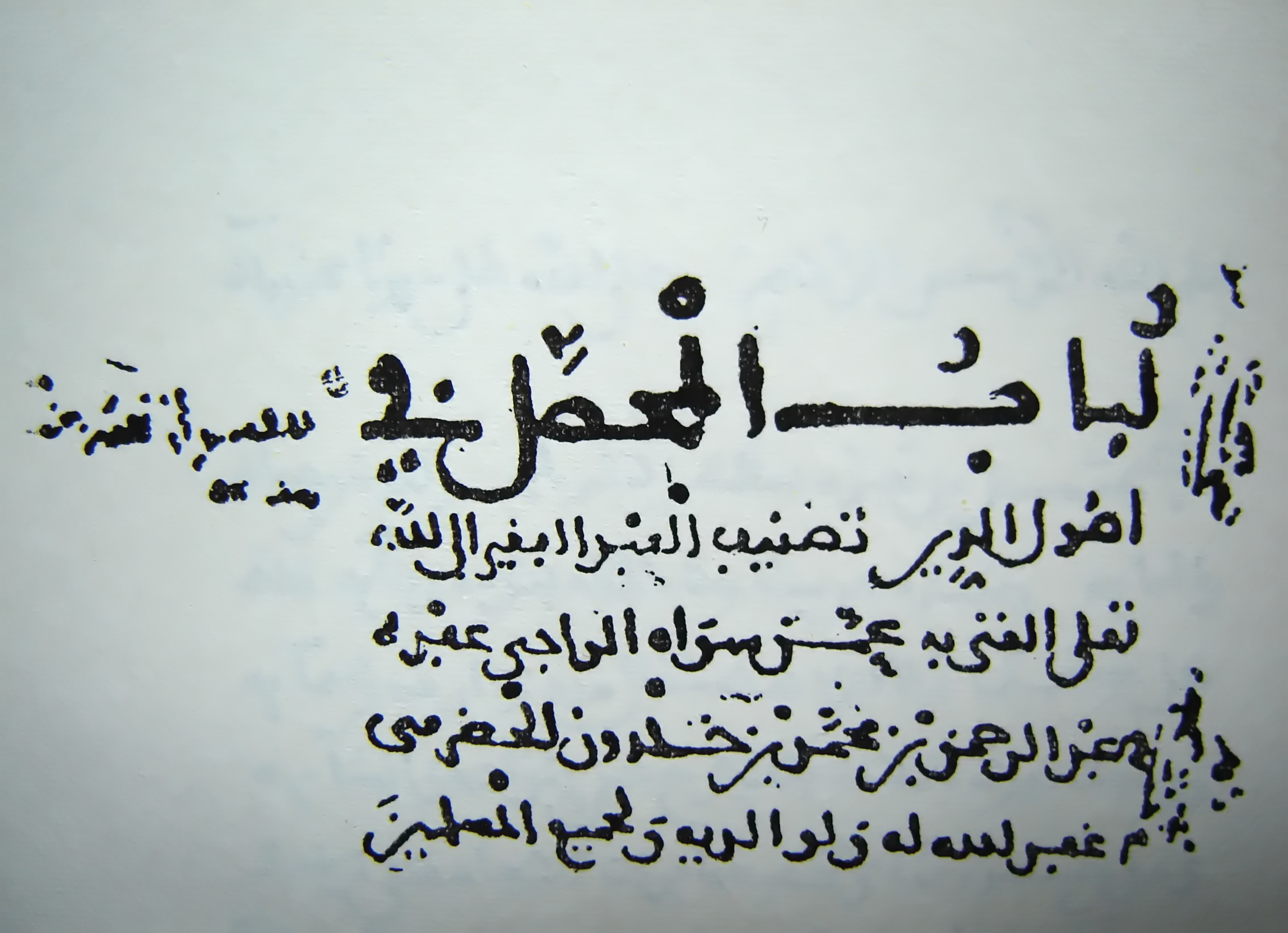
Autograph von Ibn Chaldūn
----
Frühe islamische Geschichtsschreiber
· az-Zubair (634/35–712/13)
· Ibn Ishāq (gest. 761)
· al-Wāqidī (745–822)
· Ibn Hischām (gest. 834)
· ibn Saʿd (gest. 845)
· Ibn ʿAbd al-Hakam (gest. 871)
· ibn Schabba (gest. 877)
· at-Tabarī (839–923)
· al-Masʿūdī (gest. 956 oder 946)
· Ibn ʿAsākir (gest. 1176)
· Ibn al-Athīr (gest. 1233)
· Ibn Chaldūn (1332–1406)
· al-Maqrīzī (gest. 1442)
· al-ʿAsqalānī (1372–1449)

Die Überlieferung der Geschichte des Islams setzte schon bald nach dem Tode Mohammeds ein. Erzählungen über den Propheten, seine Gefährten und die Frühzeit des Islams wurden aus verschiedenen Quellen zusammengetragen; Methoden mussten entwickelt werden, um ihre Zuverlässigkeit zu beurteilen. Die Hadith-Wissenschaft (arabisch علم الحديث, DMG ilm al-ḥadīth) umfasst eine Reihe von Disziplinen, die dem Studium der Aussprüche Mohammeds, den Hadith, zugrunde liegen. Dschalal ad-Din as-Suyūtī beschrieb die Prinzipien, nach denen die Authentizität einer Überlieferungskette (Isnād) eingeschätzt wird. Der Begriff „ʿIlm ar-ridschāl“ bezeichnet die biografische Wissenschaft, deren Ziel es ist, die Zuverlässigkeit der von einer Person überlieferten Information einzuschätzen.
Der in Bagdad wirkende at-Tabarī (839–923) gilt mit seinem annalistischen Ta’rīch / Achbār ar-rusul wal-mulūk (Geschichte/Nachrichten der Gesandten und Könige) als der bekannteste Autor auf dem Gebiet der Universal- bzw. Reichsgeschichte. At-Tabarī versteht sich als Überlieferer, der sich eigener Schlussfolgerungen und Erläuterungen enthalten sollte.
Die ersten detaillierten Studien zur Methodenkritik der Geschichtsschreibung und Geschichtsphilosophie erschienen in den Werken des Politikers und Historikers Ibn Chaldūn (1332–1406), vor allem in der Muqaddima (Einleitung) zum Kitāb al-ʿIbar („Buch der Hinweise“, eigentlich „Weltgeschichte“). Er betrachtet die Vergangenheit als fremd und interpretationsbedürftig; bei der Betrachtung eines vergangenen Zeitalters müsse das relevante historische Material nach bestimmten Grundsätzen beurteilt werden. Oft sei es vorgekommen, dass ein Geschichtsschreiber unkritisch von vorausgegangenen Autoren abgeschrieben habe, ohne sich Gedanken darüber zu machen, ob die jeweilige Überlieferung in das Gesamtbild einer Epoche oder mit anderen von einer Person überlieferten Informationen zusammen passe. Er begreift die von ihm geforderte Geschichtsschreibung als völlig neue Methode und bezeichnet sie wiederholt als „neue Wissenschaft“.

## 6.–10. Jahrhundert

### Arabien vor dem Islam
Muslime bezeichnen die Zeit vor dem Islam als Dschāhilīya, Epoche der „Unwissenheit“. Der Islam hat seinen Ursprung auf der Arabischen Halbinsel, einem hauptsächlich von Beduinen bewohnten Steppen- und Wüstengebiet. Arabien war zur damaligen Zeit keine politisch und gesellschaftlich einheitliche Gemeinschaft, sondern lag am Rande des Einflussgebiets des Byzantinischen Reichs auf der einen und des Perserreichs auf der anderen Seite, sowie deren Vasallenstaaten, der den Byzantinern angeschlossenen Ghassaniden und der mit den Persern verbündeten Lachmiden.
Mekka, die Heimat Mohammeds, hatte sich aufgrund seiner günstigen Lage an der Weihrauchstraße, die von Südarabien nach Syrien verlief, zu einer Handelsmetropole entwickelt, die von den Quraisch, einem arabischen Stamm von Kaufleuten, dominiert wurde, dem auch Mohammeds Sippe, die Haschimiten, angehörten.
Obwohl auch zahlreiche Juden (vor allem in Mekka und dem nahen at-Ta’if, Yathrib (dort beispielsweise die Stämme der Banū Qainuqāʿ, Banū n-Nadīr und Banū Quraiza), Wadi l-Qura, Chaibar, Fatal und Taima) und Christen auf der arabischen Halbinsel lebten, bekannte sich nach islamischer Überlieferung die Mehrheit der Bewohner zu einer Vielzahl heidnischer Stammesgötter, wie beispielsweise al-Lāt, Manāt und al-ʿUzzā. In Mekka wurde die Lokalgottheit Hubal verehrt. Die Kaaba – arabisch auch baytu llāh, das heißt „Haus Gottes“ – in Mekka war bereits in vorislamischer Zeit ein bedeutender Wallfahrtsort und stellte eine Quelle wirtschaftlichen, religiösen und politischen Einflusses für die Quraisch dar. Informationen über altarabische Gottheiten wurden von Hišām b. Muḥammad b. as-Sāʾib al-Kalbī, bekannt als Ibn al-Kalbī (gest. 819–821) überliefert.

#### as-Sīra an-Nabawīya – Die Prophetenbiografie

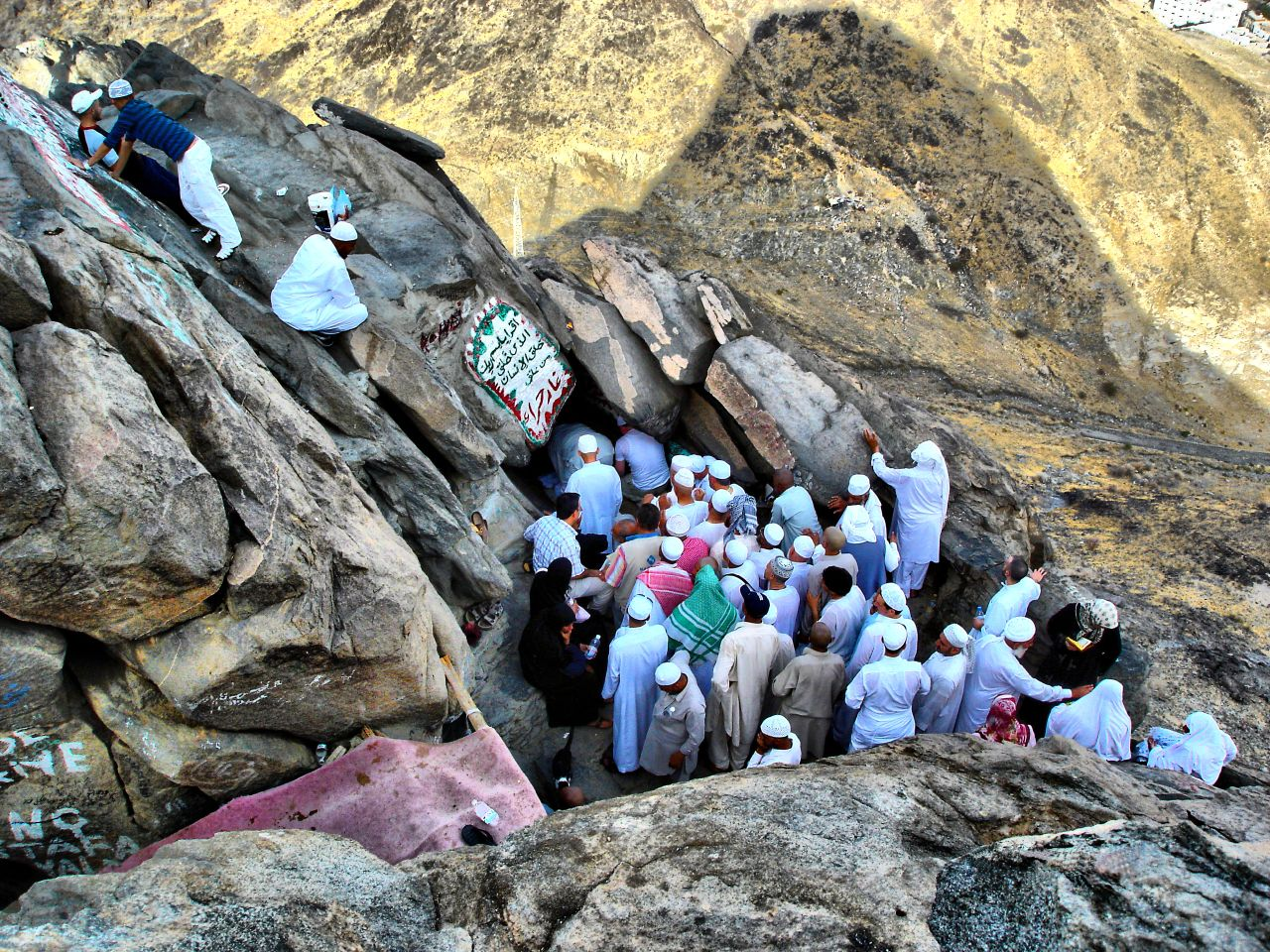
Die Höhle von Hira, die Stätte der ersten Visionen Mohammeds

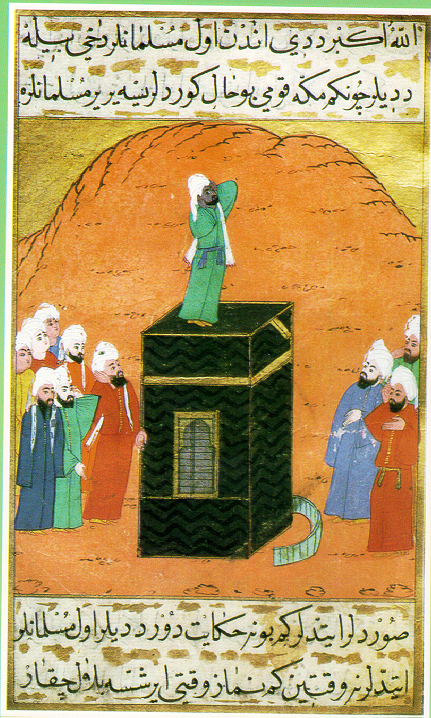
Persische Miniaturmalerei:
Bilāl ibn Rabāh, der erste Muezzin

Die früheste bekannte Prophetenbiografie (arabisch السيرة النبوية, DMG as-sīra an-nabawīya) ist Ibn Ishāqs Sirat Rasul Allah („Das Leben des Gesandten Gottes“). Sie wird in Auszügen in späteren Werken und Bearbeitungen von Ibn Hischām und at-Tabarī zitiert.
Um 570 wurde der Prophet Mohammed in Mekka geboren. Im Alter von etwa vierzig Jahren (609) hatte Mohammed in der Höhle von Hira erstmals Visionen. Der Erzengel Gabriel (Ĝibrīl) gebot ihm, das Wort Gottes (Allahs) niederzuschreiben. Zunächst teilte er seine Erfahrung nur einem kleinen Kreis von Vertrauten mit, gewann aber bald Anhänger. Als diese die alte polytheistische Religion zu bekämpfen begannen, kam es zum Bruch zwischen Mohammed und den Quraisch. Mohammed unterstellte sich 620 mit seinen Anhängern dem Schutz der beiden medinensischen Stämme der Aus und Banu Chazradsch, die einen Schlichter (arabisch hakam) suchten. Im September 622 zog Mohammed mit seinen Anhängern von Mekka nach Yathrib (Medina), ein Ereignis, das als Hidschra den Beginn der islamischen Zeitrechnung markiert.
Die Übersiedlung nach Medina markiert zugleich auch den Beginn der politischen Tätigkeit Mohammeds. Er hatte in der medinensischen Gesellschaft die angesehene Stellung eines Schlichters und wurde zugleich als Oberhaupt der islamischen Gemeinde (Umma) angesehen. Der Islam erfuhr in Medina eine erste gesellschaftliche Ausformung. Die medinensischen Suren des Korans nehmen stärker Bezug auf konkrete Regelungen des Lebens und der Organisation der islamischen Gemeinschaft. Mohammed führte seit 623 mehrere Feldzüge gegen Mekka (Sieg der Muslime in der Schlacht von Badr (624), die Schlacht von Uhud (625) und die Grabenschlacht (627)), bis im März 628 ein Waffenstillstand geschlossen wurde. 629 traten die Muslime zum ersten Mal die Pilgerreise nach Mekka (Haddsch) an. 630 übergaben die Führer von Mekka die Stadt an Mohammed, der daraufhin die heidnischen Götterbilder aus der Kaaba entfernen ließ.
In den Jahren vor dem Tode Mohammeds 632 weitete sich der Einfluss des Islams auf die ganze arabische Halbinsel aus. Mit den Stammesführern wurden Verträge geschlossen, die teils eine Tributpflicht, teils die Anerkennung Mohammeds als Propheten enthielten. Die in Ibn Hischāms Bearbeitung von Ibn Ishāqs Prophetenbiographie überlieferte Gemeindeordnung von Medina ist ein Vertrag, den Mohammed im Jahr 622 zwischen den Auswanderern aus Mekka und seinen Helfern in Yathrib, dem späteren Medina, schloss. Er definiert eine Reihe von Rechten und Pflichten und schuf somit die Grundlage für den Gemeinschaftsbegriff der Umma.
Als Mohammed am 8. Juni 632 in Medina starb, hinterließ er keinen männlichen Erben. Seine einzige Tochter war Fatima.

#### Die Ära der rechtgeleiteten Kalifen (632–661)
Der Begriff „Rechtgeleitete Kalifen“ (arabisch الخلفاء الراشدون, DMG al-ḫulafāʾ ar-rāšidūn) bezeichnet nach sunnitischer Auffassung die vier ersten Kalifen, welche zwischen 632 und 661 die Umma, die Gemeinschaft der Gläubigen, vor deren Spaltung führten. Die vier Nachfolger sind Abdallah Abū Bakr (r. 632–634), ʿUmar ibn al-Chattāb (r. 634–644), ʿUthmān ibn ʿAffān, (r. 644–655) und ʿAlī ibn Abī Tālib (r. 656–661). Während dieser dreißig Jahre breitete sich der Islam weiter aus, gleichzeitig traten Nachfolgestreitigkeiten auf, die letztlich zur Spaltung des Islams in Sunna und Schia führten.
In die kurze Regierungszeit Abū Bakrs fallen die Ridda-Kriege. Das Kalifat ʿUmar ibn al-Chattābs markiert entscheidende Siege über das Byzantinische Reich und die persischen Sassaniden und somit die Ausdehnung des Islams auf Syrien und Palaestina (Bilad al-Scham), Ägypten, Teile Mesopotamiens und Irans. Ausschlaggebend für die schnelle Eroberung der ehemals byzantinischen und persischen Gebiete war nicht allein die Motivation und Beweglichkeit der arabischen Truppen, sondern vor allem die Tatsache, dass Byzanz und Persien von den erst 628/29 beendeten langen und blutigen Römisch-Persischen Kriegen und den Auszehrungen der Justinianischen Pest erschöpft waren. Die arabischen Eroberer profitierten anschließend erheblich von der bereits vorhandenen höheren kulturellen Entwicklung in den ehemaligen byzantinischen Gebieten und in Persien; ebenso wurde die effektive byzantinische und persische Verwaltungspraxis weitgehend übernommen bzw. adaptiert.
Die bedeutendste kulturelle Leistung ʿUthmān ibn ʿAffāns war die abschließende und bis heute maßgebliche Redaktion des Koran, etwa zwanzig Jahre nach dem Tod des Propheten Mohammed. Um 651 kam die erste islamische Expansionswelle im Westen in der Kyrenaika (Libyen) und im Osten am Amudarja (Nordpersien, Turkmenistan, Afghanistan) zum Erliegen. Kleinasien blieb bis ins 11. Jahrhundert unter byzantinischer Herrschaft.
Die Wahl ʿAlī ibn Abī Tālibs führte zur offenen Auseinandersetzung in der Nachfolgefrage. 656 kam es zur Kamelschlacht, dem ersten Bürgerkrieg Fitna und 657 zur Schlacht von Siffin am mittleren Euphrat zwischen ʿAli und seinem Rivalen Mu’awiya. Mit der Ermordung ʿAlīs durch Charidschiten 661 endet die Reihe der „rechtgeleiteten Kalifen“.

### Islamwissenschaftliche Konzepte zur Entstehungsgeschichte
Die moderne Islamwissenschaft hinterfragt die traditionelle islamische Geschichtsschreibung. In den 1970er Jahren kritisierte die Revisionistische Schule der Islamwissenschaft die klassische islamische Darstellung als religiös und politisch motiviert. Vor allem für die Frühzeit des Islams ergab sich hieraus ein Bild der geschichtlichen Abläufe, das von den Darstellungen des 8. und 9. Jahrhunderts teilweise abweicht:
Der Islamwissenschaftler G. R. Hawting geht davon aus, dass der Islam nicht in einem Umfeld der Unwissenheit und des heidnischen Polytheismus entstanden sei. Vielmehr setzten die vielfachen Bezüge zu den Texten der Bibel Kenntnisse der jüdischen und christlichen Lehre voraus. Die Lehren des Korans sollten beispielsweise der christlichen Trinitätslehre, die nach islamischem Verständnis der Einheit Gottes unangebrachte Attribute beigesellten einen kompromissloseren Begriff von Monotheismus gegenüberstellen. Um die Reinheit der islamischen Lehre besonders klar hervortreten zu lassen, sei die vorislamische Zeit polemisch als unwissend und der heidnischen Vielgötterei verfallen dargestellt worden. In späteren Korankommentaren und in der traditionellen islamischen Literatur sei diese Polemik wörtlich genommen und den arabischen Zeitgenossen Mohammeds zugeschrieben worden. Vom Gesichtspunkt der vergleichenden Religionswissenschaft aus stellt Hawting die historische Wahrheit der traditionellen Darstellung der vorislamischen arabischen Religion in Frage.
Die historische Authentizität der Prophetenbiographien von Ibn Ishāq bzw. Ibn Hischām, die erst im 8. und 9. Jahrhundert entstanden sind, wurde von Hans Jansen angezweifelt. Es wurde vermutet, dass die Geschichtswerke dem Zweck dienen sollten, die politische Herrschaft des Abbasiden-Kalifats religiös zu legitimieren. Die Gemeindeordnung von Medina wird jedoch für authentisch gehalten. Mit Hilfe der historisch-kritischen Methode wurde die Geschichte des Korantextes erforscht. Einige Forscher ziehen Mohammed als Verfasser in Zweifel und nehmen spätere Überarbeitungen und Hinzufügungen an. Fred Donner nimmt an, dass der Islam als eine „Bewegung von Gläubigen“ entstand, in der ursprünglich auch Christen und Juden als gleichberechtigte Mitglieder eingeschlossen waren, und dass eine Abgrenzung des eigentlichen Islams erst seit dem späten 7. Jahrhundert stattfand. Einzelne Autoren wie Yehuda Nevo, Karl-Heinz Ohlig vertreten hinsichtlich der Frühzeit des Islams umstrittene Positionen wie etwa, dass Mohammed als historische Person nicht existiert habe, oder für die Entstehung des Islams unwichtig gewesen sei. Durch sprachwissenschaftliche Analysen des Koran belegt Christoph Luxenberg seine Hypothese, das Buch sei in einer aramäisch-arabischen Mischsprache verfasst. Folglich stellt er die traditionelle Sichtweise einer von der Zeit Mohammeds bis zur schriftlichen Niederlegung des Korans unter ʿUthmān ibn ʿAffān lückenlosen mündlichen Überlieferung in Frage. Er geht von einer älteren Schriftfassung aus. Der Koran beruhe demnach auf einer zum Teil missverstandenen Übersetzung eines syrischen, christlich-antitrinitarischen Lektionars. Diese aus der Perspektive der kritischen Koranwissenschaft relevante Hypothese sei für die vom traditionellen Koranverständnis geprägte religiöse oder politische Geschichte der islamischen Welt von geringerer Bedeutung.
Das wissenschaftliche Interesse richtet sich auf die geschichtliche Entwicklung der heute als „islamische Welt“ oder „islamischer Kulturraum“ bekannten Weltregion, sowie auf die Entstehung islamisch geprägter gesellschaftlicher und politischer Strukturen in den eroberten Ländern. Die islamische Expansion wurde während der ersten Jahrhunderte wesentlich von Arabern getragen und wird deshalb synonym auch als „arabische Expansion“ bezeichnet. Abweichend von den Beschreibungen der frühen islamischen Historiker geht man heute davon aus, dass die Schwäche des byzantinischen und des persischen Sassanidenreichs die Eroberungen erleichterte. In der Frühzeit herrschte eine islamische Minderheit über eine überwiegend noch jüdisch oder christlich geprägte Mehrheit. Die neuen islamischen Herrscher übernahmen in den eroberten Gebieten zunächst die bestehenden wirtschaftlichen und Verwaltungsstrukturen ihrer Vorgänger. Die frühesten bekannten Bauten der islamischen Architektur zeigen deutlich die Übernahme und kulturelle Umformung architektonischer und künstlerischer Gestaltungsprinzipien der syrisch-byzantinischen Tradition. Bauten wie der unter dem Umayyadenkalifen Abd al-Malik in Jerusalem errichtete Felsendom wurden in ihrer Bedeutung als frühe Symbole eines islamischen Herrschaftsbewusstseins ebenso analysiert wie die wenig später auftretenden islamischen Münzprägungen, die den Machtanspruch der Kalifen im Alltag sichtbar machten.

### Verlust der religiösen Einheit
Bereits 660 errichtete Muʿāwiya I. in Damaskus ein Gegen-Kalifat. Die Auseinandersetzung zwischen Muʿāwiya und ʿAlī brachte die Oppositionsbewegung der Charidschiten 661 dazu, Anschläge zugleich auf ʿAlī und Muʿāwiya durchzuführen. Muʿāwiya überlebte, wurde Kalif, und gründete die Dynastie der Umayyaden. Die Schlacht von Kerbela am 10. Oktober 680 manifestierte die Spaltung der Muslime in Sunniten und Schiiten, als der Enkel Mohammeds und Sohn ʿAlis, Hussein, getötet wurde. In der Folge kam es bis 692 zu Bürgerkriegen (Fitna).
Nach der Spaltung wurden die Schiiten von Imamen geführt, die Nachkommen des ʿAlī ibn Abī Tālib und Fatimas, der Tochter Mohammeds waren. Die Frage der rechtmäßigen Nachfolge blieb umstritten. Bis zum 9. Jahrhundert waren die schiitischen Hauptzweige entstanden, die Imamiten („Zwölfer-Schiiten“), Ismailiten („Siebener-Schiiten“) und Zaiditen („Fünfer-Schiiten“). Die Ismailiten erkannten als rechtmäßigen Nachfolger Dschaʿfar as-Sādiqs nicht Mūsā al-Kāzim, sondern Ismāʿīl ibn Dschaʿfar an – daher ihr Name. Ismāʿīls Sohn Muhammad wurde von seinen Anhängern als siebenter Imam betrachtet (daher der Begriff „Siebener-Schiiten“) und soll nicht gestorben, sondern in eine Verborgenheit gegangen sein, aus der er als Qā’im („der sich Erhebende“, „der Aufstehende“) oder Mahdi wiederkehren würde.
In der Mitte des 9. Jahrhunderts begann ʿAbdallāh al-Akbar (gest. nach 874), als Stellvertreter für Mahdi Muhammad ibn Ismāʿīl aufzutreten. Er verkündete das Erscheinen des verborgenen siebenten Imams, durch den die Abbasiden gestürzt, alle Gesetzesreligionen (neben dem Christentum und Judentum auch der Islam) abgeschafft und die kultlose Urreligion hergestellt werden sollte. Er scharte eine Gemeinde um sich und entsandte in alle Teile der islamischen Welt Missionare (Dāʿī). Nach ʿAbdallāhs Tod übernahmen sein Sohn Ahmad und sein Enkel Abu sch-Schalaghlagh die Leitung. Letzterer fand vor allem im Maghreb Anhänger, wo auch Abū ʿAbdallāh asch-Schīʿī wirkte. Abu sch-Schalaghlagh designierte seinen Neffen Said ibn al-Husain als Nachfolger, der als der wahre Mahdi auftrat. Damit löste er wiederum eine Spaltung der Ismailiten aus, da die Qarmaten und andere Gruppen weiterhin an der Erwartung des verborgenen Mahdis Muhammad ibn Ismāʿīl festhielten.
Nachdem Abū ʿAbdallāh asch-Schīʿī unter den Berbern des Maghreb Anhänger gewonnen hatte, stürzte er die Dynastie der Aghlabiden in Ifrīqiya, die das Gebiet des heutigen Ost-Algerien, Tunesien und Nord-Libyen beherrscht hatten. Damit ebnete er den Weg für Abdallah al-Mahdi, der in Ifrīqiya die Dynastie der Fatimiden begründete.

### Islamische Expansion und Dynastien bis 1000

Ausbreitung des Islams bis zum Jahr 750:
Ausbreitung unter Mohammed, 612–632
Ausbreitung unter den ersten drei Kalifen, 632–655
Ausbreitung unter dem Umayyaden-Kalifat 661–750

#### Arabisch-Byzantinische Kriege (632–718)
- 635: Eroberung Syriens;
- 636: Schlacht am Jarmuk im heutigen Jordanien;
- 639: Eroberung Armeniens und Ägyptens;
- 642–697/8: Eroberung des Maghreb;
- 674–678: Erste Belagerung von Konstantinopel;
- 717–718: Zweite Belagerung von Konstantinopel;

Zu Beginn des 8. Jahrhunderts war das Byzantinische Reich somit auf Kleinasien, die Stadt Konstantinopel und einige Inseln und Küstenbereiche in Griechenland beschränkt.

#### Eroberung des Sasanidenreichs
Nach dem Tod Chosraus II. befand sich das in den Kriegen mit dem Byzantinischen Reich erschöpfte Perserreich den arabischen Invasoren gegenüber in einer Position der Schwäche. Zu Beginn suchten die Araber, der von den Lachmiden beherrschten Randgebiete habhaft zu werden. Die Grenzstadt Al-Hīra fiel 633 in muslimische Hand. Unter der Herrschaft des letzten Großkönigs Yazdegerd III. reorganisierten sich die Perser und errangen im Oktober 634 einen letzten Sieg in der Schlacht an der Brücke.
Nach dem Sieg gegen Byzanz in der Schlacht am Jarmuk 636 konnte ʿUmar Truppen in den Osten verlegen und die Offensive gegen die Sasaniden verstärken. Im Südirak kam es (wahrscheinlich 636) zur Schlacht von al-Qādisīya, die mit der Niederlage und dem Rückzug der sasanidischen Truppen endete. Die Hauptstadt Ktesiphon musste aufgegeben werden. 642 wurde das persische Heer in der Schlacht bei Nehawand erneut besiegt. Yazdegerd III. wurde im Zuge interner Machtkämpfe im Jahre 651 in Merw ermordet. Um die Mitte des 7. Jahrhunderts befand sich ganz Chuzestan unter arabischer Kontrolle.
1980 verwendete das irakische Regime Saddam Husseins die Schlacht von al-Qādisīya zur propagandistischen Unterstützung der Invasion Chuzestans, die den Beginn des Iran-Irak-Krieges (1980–1988) markiert.

#### Expansion nach Indien
Schon 664, 32 Jahre nach Mohammeds Tod, stieß der Statthalter von Chorasan, al-Muhallab ibn Abī Sufra, bis nach Multan im heutigen Punjab vor. Die umayyadischen Heere erreichten 712 den Indus, weitere Eroberungen wurden vorerst mit der Niederlage Muhammad ibn al-Qasims in der Schlacht um Rajasthan im Jahr 738 aufgehalten. Gleichzeitig erweiterten sich Handelskontakte zwischen Arabern und Indern, wobei vor allem in den Hafenstädten der indischen Westküste Niederlassungen arabischer Händler entstanden. Bereits im Jahr 642 wurde in Kasaragod eine erste Moschee errichtet. Weniger friedlich gestalteten sich die Verhältnisse am oberen Indus, wo die muslimischen Machthaber in Persien immer wieder in Konflikte mit den Herrschern von Sindh gerieten, ohne dabei zunächst territoriale Gewinne zu erzielen.
Besondere Bedeutung erlangte die nach der im heutigen Afghanistan gelegenen Stadt Ghazni benannte turkstämmige Dynastie der Ghaznawiden. Sie wurde 977 gegründet und attackierte unter Mahmud von Ghazni (998–1030) in insgesamt 17 Feldzügen das Industal, wobei die bewegliche Kavallerie der Invasoren sich dem indischen Fußheer mit seinen Elefanten in der Schlacht überlegen zeigte, allerdings entstanden durch die klimatischen Bedingungen Indiens erhebliche Versorgungsprobleme besonders für die Pferde der Invasoren. Den Ghaznawiden gelang es so, sich im Punjab festzusetzen. Am Hof der Ghaznawiden stellte sich zugleich eine erste kulturelle Blüte ein; so wirkten dort der Dichter Firdausi und der Gelehrte und Arzt al-Bīrūnī, der neben einer berühmten Arzneilehre auch ein Buch über die Geschichte Indiens (Kitab Tarich al-Hind) schrieb. Neben den kriegerischen Auseinandersetzungen lässt sich also bereits hier auch ein kultureller Austausch beobachten.
1186 stürzten die Ghuriden, im Jahr 1192 konnte Muhammad von Ghur eine Konföderation der indischen Rajputen unter Führung des Fürsten von Delhi, Prithviraj III. Chauhan in der Schlacht von Taraori besiegen. Muhammad zog daraufhin in Delhi ein. 1206 wurde er von seinem General Qutb-ud-Din Aibak ermordet, der damit das Sultanat von Delhi begründete.

#### Expansion nach Ostasien

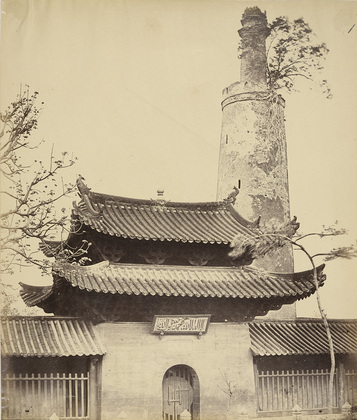
Huaisheng-Moschee, Guangzhou, Fotografie von 1860

Der Islam erreichte das maritime Südostasien im 7. Jahrhundert durch arabische Händler aus Jemen, die vor allem im westlichen Teil des heutigen Indonesien und auf Sri Lanka Handel trieben. Sufi-Missionare übersetzten Werke ihrer Literatur aus dem Arabischen und Persischen in die malaiische Sprache; hierzu wurde mit der Jawi-Schrift ein arabisches Schriftsystem entwickelt, in dem die malaiische Sprache geschrieben werden kann. 1292 besuchte Marco Polo auf seiner Rückreise per Schiff aus China Sumatra, und berichtete von dort, dass die überwiegende Zahl der Einwohner sich zum Islam bekehrt hätte.
1402 gründete Parameswara das Sultanat von Malakka. Von Malakka aus verbreitete sich der Islam weiter auf dem Malaiischen Archipel. 1511 eroberten die Portugiesen mit der Stadt Malakka den Regierungssitz, worauf das Sultanat zerfiel. Während Malakka 130 Jahre lang ein koloniales Zentrum der Portugiesen in Ostasien blieb, entstanden auf der Malaiischen Halbinsel verschiedene kleinere Sultanate, wie die Sultanate von Johor und Perak. 1641 eroberten die Niederländer das portugiesische Malakka. Es war der Beginn des Niedergangs des portugiesischen Kolonialreichs in Südostasien und der Aufstieg der Kolonie Niederländisch-Indien. 1824 fiel Malakka an die Engländer.
Mit der Südküste Chinas hatte bereits das präislamische Arabien in Handelsaustausch gestanden. Verbindungen bestanden auch zwischen den zentralasiatischen Völkern und der islamischen Welt, nicht zuletzt über den alten Handelsweg der Seidenstraße. Spätestens zur Zeit der Tang-Dynastie, wenige Jahrzehnte nach der Hidschra, erreichten islamische Diplomaten auch China. Eine der ältesten Moscheen Chinas, die Huaisheng-Moschee, wurde schon im 7. Jahrhundert erbaut.

### Umayyaden und Abbasiden

#### Umayyaden (Damaskus: 661–750, Córdoba –1031)
Die Umayyaden gehörten zum arabischen Stamm der Quraisch aus Mekka. Die Dynastie herrschte von 661 bis 750 n. Chr. als Kalifen von Damaskus aus und begründete die erste dynastische Herrscherfolge der islamischen Geschichte (siehe Zeittafel islamischer Dynastien). Bei den Umayyaden von Damaskus wird zwischen zwei Linien unterschieden, den Sufyāniden, die sich auf Abū Sufyān ibn Harb zurückführen, und den ab 685 herrschenden Marwāniden, den Nachkommen von Marwan I.
Unter der Regierung der Umayyaden wurden die Grenzen des Reiches im Osten bis zum Indus und im Westen bis zur Iberischen Halbinsel vorgeschoben, wo die neue Provinz Al-Andalus entstand. Nach ihrer Vertreibung aus dem Maschrek durch die Abbasiden gründeten sie im Jahr 756 in al-Andalus das Emirat von Córdoba, wo sie bis 1031 herrschten, seit 929 auch wieder mit dem Titel eines Kalifen. Im Osten wurde im gleichen Jahr der Indus erreicht. Transoxanien mit den Städten Buchara und Samarkand und die Landschaft Choresmien südlich des Aralsees gerieten ebenfalls unter islamische Herrschaft.
Die Schlacht von Tours und Poitiers 732 wurde von europäischer Seite als „Rettung des Abendlandes vor dem Islam“ durch Karl Martell angesehen, war aber wohl eher ein Scharmützel zwischen fränkischen Truppen und einer kleineren muslimischen Truppe auf einem Raubzug (ghazwa) gegen Eudo von Aquitanien. Die Festungen Narbonne, Carcassonne und Nîmes und Teile der Provence blieben vorerst muslimisch.

##### Münzreform des Abd al-Malik (696)

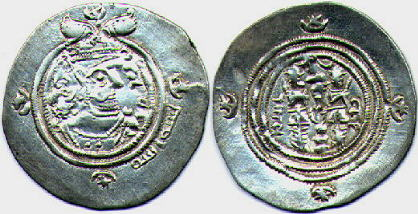
Umprägung einer sassanidischen Münze durch Hinzufügen der Basmala, Mitte 7. Jh. (ʿUthmān ibn ʿAffān)

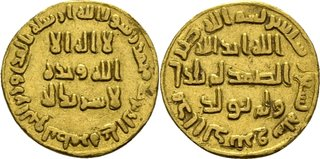
Golddinar des Abd al-Malik, Syrien 697/98

Die ersten Jahrzehnte der Umayyadenherrschaft sind gekennzeichnet durch die aktive Aneignung und Umformung der antiken Kunst und Architektur, die die Eroberer in den neu angeeigneten Gebieten vorgefunden hatten. Anhand von Münzprägungen lässt sich das entstehende politische, wirtschaftliche und religiöse Selbstbewusstsein der islamischen Herrscher nachvollziehen.
In den ersten fünfzig Jahren der Islamischen Expansion verwendeten die islamischen Eroberer zunächst die vorhandenen Münzen der Kaiser Herakleios und seines Nachfolgers Konstans II. weiter. Münzen dieser beiden Kaiser wurden in fast allen syrischen Fundstätten aus dieser Zeit archäologisch nachgewiesen und müssen in Byzanz geprägt worden und nach Syrien exportiert worden sein. Im spätantiken iranischen Sassanidenreich war dabei eine weitgehend monometallische Silberwährung verwendet worden, die Oströmer prägten Gold-, Bronze- und Kupfermünzen. In den früheren sassanidischen Provinzen wurden nach der arabischen Eroberung weiterhin silberne Drachmen und goldene Dinare mit den Porträts von Chosrau II. oder Yazdegerd III. auf dem Avers und einem Feuertempel auf dem Revers verwendet. Geändert wurde nur das Datum, hinzugesetzt wurde eine kurze fromme Legende, oft die Basmala, und der Name des Herrschers. Vereinzelt finden sich auch islamische Symbole oder Porträts muslimischer Herrscher.
Der Münzimport aus dem byzantinischen Reich kam etwa 655–658 zum Erliegen. Ab 696, dem Jahr der Münzreform des Umayyaden Abd al-Malik, wurde in seinem Herrschaftsbereich ein bimetallisches Währungssystem, bestehend aus Gold- (Dinar) und Silbermünzen (Dirham), verwendet. Bei dem 696 eingeführten Dinar handelt es sich um eine Goldmünze nach dem Vorbild des byzantinischen Solidus. Das Porträt des byzantinischen Kaisers wurde durch das Bild des Kalifen, später vollkommen durch anikonische, rein epigraphische Stücke ersetzt.
Die Prägung eigener, genormter Münzen setzt die Existenz einer gut organisierten und differenzierten Verwaltung schon zu Abd al-Maliks Zeit voraus. Die neuen Münzen erreichten jeden Einwohner der beherrschten Gebiete, die Verteilung der bildlosen neuen Münzen demonstriert den Machtanspruch der Kalifen. Die Ausgabe eigener Münzen erleichtert das Eintreiben von Steuern und somit die Finanzierung der immensen Bautätigkeit der Kalifen von Damaskus im Bilad al-Scham ebenso wie die Besoldung des stehenden Heeres, welches nach in Registern festgelegten Löhnen bar, in Dirham, bezahlt wurde.
Gold- und Silbermünzen der islamischen Herrscher waren schon im 8. Jahrhundert ein verbreitetes Zahlungsmittel. In großer Zahl finden sie sich in skandinavischen Hortfunden wie beispielsweise im schottischen Skaill-Hort und Grabbeigaben der Wikingerzeit und zeugen von den weit reichenden Handelsbeziehungen der islamischen Welt.

#### Abbasiden (750–1258)

Kalligrafie „Allah“
----
Rechtsgelehrte aus Abbasidischer Zeit
· Abū Hanīfa
· Mālik ibn Anas
· asch-Schāfiʿī
· Ahmad ibn Hanbal
· Dschaʿfar as-Sādiq

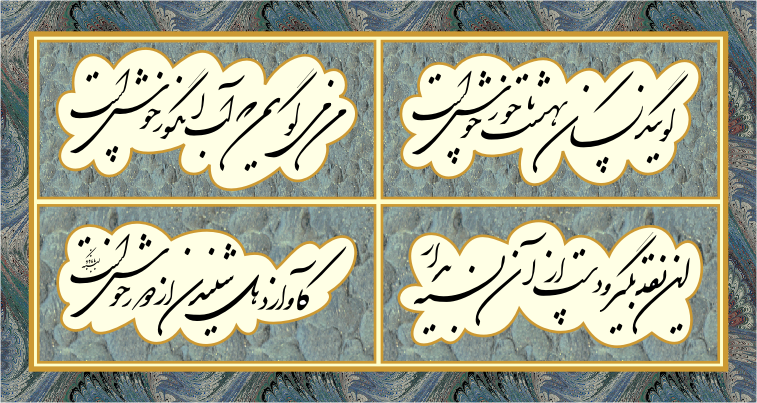
ʿOmar Chayyām zugeschriebener Vierzeiler
----
Wissenschaftler und Dichter des Abbasidenreichs
· Hunain ibn Ishāq
· Ibn Fadlān
· al-Battani
· at-Tabari
· al-Battani
· Rhazes
· al-Fārābī
· Alhazen
· al-Bīrūnī
· Omar Chayyām
· al-Hallādsch
· al-Kindī
· Avicenna

Die Dynastie der Abbasiden regierte von 749 bis 1258. Sie stammt von al-ʿAbbās ibn ʿAbd al-Muttalib, einem Onkel Mohammeds, ab und gehört also zur Sippe der Haschimiten. Sie erlangte im Zuge der Revolution des Abū Muslim die Macht. Zu Beginn ihrer Herrschaft eroberten sie die Mittelmeerinseln mitsamt den Balearen und 827 Sizilien. Abu l-Abbas as-Saffah (gest.754) war der erste abbasidische Herrscher.
Im 9. und 10. Jahrhundert etablierten sich in einigen Provinzen erste islamische Lokaldynastien:
- die arabischen Idrisiden (789–985) im westlichen Maghreb, dem heutigen Marokko,
- die arabischen Aghlabiden (800–909) in Tunesien und Tripolitanien,
- die türkischen Tuluniden (868–906) und Ichschididen (935–969) im Niltal (Ägypten),
- die persischen Tahiriden (821–873) und Samaniden (873–999) in Nordostpersien und Transoxanien.

Die Grenzen des Reiches blieben dabei stabil, es kam jedoch immer wieder zu Konflikten mit Byzanz, so 910 um Zypern, 911 um Samos und 932 um Limnos.
As-Saffars Nachfolger al-Mansur (reg. 754–775) gründete die Stadt Bagdad und machte sie zum neuen Zentrum des islamischen Reichs. Mansurs Enkel Harun ar-Raschid (reg. 786–809) ist der wohl bekannteste Herrscher der Abbasidendynastie, verewigt in den Märchen von Tausendundeine Nacht. Der Kalif al-Ma’mūn (813–833) und einige seiner Nachfolger förderten die theologische Richtung der Muʿtazila, die stark von der Philosophie der Antike beeinflusst war und Willensfreiheit und Rationalität in den Vordergrund ihrer Lehre stellte, sowie von der Erschaffenheit des Korans ausging. Intellektuelle wie al-Kindī (800–873), ar-Razi (864–930), al-Fārābī (870–950) und Avicenna (980–1037) sind Vertreter des islamischen Geisteslebens ihrer Zeit, die als Blütezeit des Islams bezeichnet wird.

## Einheit und Vielfalt der muslimischen Gesellschaft
Ein grundlegendes Kennzeichen der islamischen Gesellschaft war und ist die Spannung zwischen dem Ideal der Einheit des Glaubens und der Realität der kulturellen Vielfalt in der riesigen islamischen Welt. Diese Spannung ist auch in der heutigen Zeit sehr präsent. Seit der Zeit des Propheten und seiner unmittelbaren Nachfolger erreichte die religiöse Botschaft des Islams unterschiedliche Völker mit verschiedenen Traditionen. Es war und bleibt eine Herausforderung, auf dem Boden unterschiedlichster Traditionen allen gemeinsame Normen festzulegen und durchzusetzen. Dennoch war und ist diese Vielfalt eine Quelle bedeutender kultureller Vitalität.

### Normenfindung
Der Koran und die in den Hadith überlieferten Aussprüche und Handlungen (Sunna) des Propheten bilden die Grundlage der islamischen Normenfindung (Fiqh). Weitere kanonische Quellen der Rechtsfindung sind der Konsens qualifizierter Gelehrter (Idschmāʿ) und der Analogieschluss (Qiyās). Auch einzelne Gelehrte (Mudschahid) können aus eigenständigem Urteil heraus (Idschtihād) Normen setzen. Die islamische Rechtstheorie (Usūl al-fiqh) befasst sich mit den Quellen und methodischen Grundlagen der Normenfindung. Das hieraus entstanden Regelwerk für einen gottgefälligen Lebensweg, die Scharia, umfasst das als Einheit verstandene religiöse und säkulare Leben. Den sozialen Pflichten nicht nachzukommen, wiegt daher als Abfall vom Islam ebenso schwer wie die Leugnung der Einheit Gottes (Tauhīd) oder der Rechtmäßigkeit der Lehre des Propheten.

### Staatsbegriff
Im Gegensatz beispielsweise zum Christentum, das in den ersten Jahrhunderten seiner Existenz keine politische Macht besaß, verfügte der Islam schon in seiner frühesten Epoche über einheitliche politische und administrative Strukturen. Im Zuge ihrer schnellen Ausbreitung gewann die islamische Gemeinschaft unmittelbaren Zugang zu den Konzepten der antiken Philosophie und ihrer logischen Arbeitsweise und konnte auf bestehende administrative und wirtschaftliche Strukturen zurückgreifen. In einem langsamen Prozess entwickelte sich unter dem Einfluss der vorbestehenden präislamischen Kulturen die islamische Gesellschaft.
Erhalt und Durchsetzung der Scharia, Verteidigung der Umma gegen äußere Feinde sowie die Ausbreitung des Islams im „Heiligen Krieg“ (Dschihad) setzen politische Macht voraus. Politisches Handeln war demnach religiöse Pflichterfüllung. Der Verlust der religiösen Einheit des Islams machte eine detaillierte Ausarbeitung des islamischen Herrschaftsverständnisses notwendig. Seit dem 8. Jahrhundert entwickelten islamische Philosophen und Rechtsgelehrte wie al-Fārābī (um 872–950) Theorien zum idealen Gemeinwesen. Im 10./11. Jahrhundert stellten der schafiitische Rechtsgelehrte al-Māwardī (972–1058) sowie der aschʿaritische Gelehrte al-Dschuwainī (1028–1085) grundlegende Betrachtungen zum Staatsmodell des Kalifats (Imamat) vor. Der hanbalitische Gelehrte Ibn Taimiya (1263–1328) entwickelte den Gedanken, dass das Recht auf Aussagen des Korans und der Prophetenüberlieferung (Sunna) zu beruhen und ein Staat die Durchsetzung der Scharia zu garantieren habe.

### Stadt- und Landbevölkerung
Der Historiker und Politiker Ibn Chaldūn (1332–1406) analysierte im 14. Jahrhundert die politischen und gesellschaftlichen Verhältnisse im Maghreb. In seinem Buch al-Muqaddima analysierte er ausführlich das Verhältnis von ländlich-beduinischem und städtisch-sesshaftem Leben, das einen für ihn zentralen sozialen Konflikt abbildet. Die Gesellschaft der arabisch-islamischen Welt des Mittelalters war in ihrer historischen Entwicklung von zwei sozialen Kontexten bestimmt, dem Nomadentum einerseits und dem städtischen Leben andererseits. Mit Hilfe des Konzepts der ʿAsabīya (zu übersetzen als „innere Bindung, Sippenloyalität, Solidarität“) erklärt er den Aufstieg und Fall von Zivilisationen, wobei der Glaube und die ʿAsabīya sich ergänzen können, wie zum Beispiel während der Herrschaft der Kalifen. Die Beduinen und andere nomadische Bewohner der Wüstenregionen (al-ʿumrān al-badawī) haben eine starke ʿAsabīya und sind fester im Glauben, während der innere Zusammenhalt der Stadtbewohner (al-ʿumrān al-hadarī) im Verlauf mehrerer Generationen immer mehr an Kraft verliert. Nach einer Spanne von mehreren Generationen ist die auf der ʿAsabīya gründende Macht der städtischen Dynastie derart geschrumpft, dass sie Opfer eines aggressiven Stammes vom Land mit stärkerer ʿAsabīya wird, der nach Eroberung und teilweiser Zerstörung der Städte eine neue Dynastie errichtet.
Ab dem 10. Jahrhundert prägte der Gegensatz zwischen den hochentwickelten dynastischen Erbmonarchien persischer Prägung und den nomadischen Traditionen der ab dieser Zeit in großer Zahl einwandernden Turkvölker mit ihren Prinzipien der Nachfolge gemäß der Seniorität und der Abhängigkeit des Herrschers in erster Linie von der Loyalität seines Stammes die politische Entwicklung der islamischen Welt. Unter den Seldschukenherrschern Alp Arslan (1063–1072) und seinem Nachfolger Malik Şâh (1072–1092), beide unterstützt durch ihren fähigen Großwesir Nizām al-Mulk gelang es, die beiden unterschiedlichen Traditionen in einem politischen System zu vereinigen.
Im Zuge der Auseinandersetzung mit dem Kolonialismus gewann der politische Gegensatz zwischen der städtisch-modernen Stadt- und der den Traditionen stärker verhafteten Landbevölkerung insbesondere nach dem Ersten Weltkrieg erneut an Bedeutung und sollte die politischen Ereignisse vieler Gesellschaften der islamischen Welt prägen. Koloniale Verwaltungsstrukturen bezogen erstmals die gesamte Bevölkerung ein; dies führte zu einer neuen Wahrnehmung der eigenen Gesellschaft innerhalb der von den Kolonialherren diktierten Landesgrenzen, und letztlich zur Entstehung nationalstaatlicher Konzepte, die bis zum Ende des 20. Jahrhunderts den politischen Diskurs stärker prägen sollte als die Berufung auf die Einheit der islamischen Welt.

### Islamische Eliten

#### ʿUlamā' – die Rechtsgelehrten
Koran und Hadith waren seit dem 9. (3. islamischen) Jahrhundert als Hauptquellen der göttlichen Ordnung allgemein anerkannt. Die Scharia kodifiziert die Leitlinien zur Frömmigkeit und religiösen Hingabe. Seit dem 9. Jahrhundert war auch ein Netzwerk von Gelehrten der Rechtswissenschaft (Fiqh) entstanden, die ʿUlamā', deren Aufgabe es ist, die Einzelheiten der göttlichen Gebote auszulegen und durchzusetzen. Im Gegensatz zur zentralisierten Hierarchie der christlichen Kirche ist die Teilhabe an der ʿUlamā' nicht an eine Ordination gebunden und wurde nie von einer zentralen Institution geleitet und überwacht. Vielen Muslimen genügt die Kombination aus göttlicher Führung und Anleitung durch die ʿUlamā' (Taqlid) als Grundlage ihres religiösen Lebens.

#### Sufis – die Mystiker
Manche Muslime entwickelten das Bedürfnis, das Göttliche noch auf eine andere Weise zu erfahren als durch Gesetz und Auslegung. Der Sufismus bietet einen emotionalen, leichter zugänglichen Weg zu religiösem Erleben und wird gelegentlich als bewusste Gegenbewegung gegen die rationalistischen Tendenzen der Rechtsgelehrsamkeit und der systematischen Theologie angesehen. Die Sufimeister (Scheichs, pir, baba) und ihre Schüler boten eine Ergänzung und teilweise auch eine Alternative zur Rechtsgelehrsamkeit der ʿUlamā'. In Nordindien im 11., Senegal im 16., und Kasachstan im 17. Jahrhundert waren es Sufi-Missionare, die der Bevölkerung den Islam nahebrachten, auch indem sie lokale Traditionen der „Volksfrömmigkeit“ unbefangener aufgriffen als die Rechtsgelehrten. Diese bekämpften teilweise die Lehren der Sufis, die Bewegung kam aber nie vollständig zum Erliegen. In den letzten Jahrzehnten des 20. Jahrhunderts fand der Sufismus wieder vermehrt Interesse, vor allem in der gebildeten Mittelklasse.

#### Herrscher
Eine dritte Strömung des islamischen Selbstverständnisses stellt neben ʿUlamā' und Sufis der „herrscherliche“ Islam der islamischen Monarchen dar. Mit dem Verlust der politischen Einheit am Ende der Abbasidenherrschaft und der Zerstörung Bagdads 1258 im Mongolensturm verlor das Kalifenamt seine ursprüngliche Bedeutung. Die Staatsform des Sultanats brachte die politische Macht in die Hände von Herrschern, die ihre Macht auf Militär und Administration stützten, und deren erstes Ziel der Erhalt ihrer Monarchie (mulk) war. Vom Sultan erlassene Gesetze waren vom Staatsinteresse geleitet und wurden von der politischen Elite durchgesetzt. Formal wurde der Sultan, nachdem er die Herrschaft ererbt oder an sich gerissen hatte, vom Kalif eingesetzt und in der Zeremonie der Baiʿa anerkannt. Die ursprünglich umfassende Gesellschaftsordnung der Scharia wandelte sich eher zu einem negativen Prinzip, einer Ordnung, die der Herrscher nicht übertreten sollte. In den Augen der ʿUlamā' bestand die Aufgabe des säkularen Herrschers darin, die Gesellschaft nach innen und außen so abzusichern, dass die Scharia durchgesetzt werden und die Gemeinde gedeihen konnte. Der Monarch garantierte den Bestand der ʿUlamā' und errichtete und förderte die Hochschulen. Um seine Interessen auch gegen die ʿUlamā' durchsetzen zu können, ernannten die Herrscher Muftis, deren Aufgabe es war, Rechtsgutachten (Fatwa) zu erstellen. Dennoch stellte sich die Frage, ob ein säkularer Monarch legitimes Oberhaupt der islamischen Gemeinschaft sein konnte.
Nach al-Māwardī hatte der Kalif das Recht, die militärische Macht an einen Feldherrn (amir) in den Außenbereichen seines Territoriums zu delegieren, sowie durch Stellvertreter (wasir) im Inneren zu regieren. Zweihundert Jahre später definierte al-Ghazālī die Rolle des Imam als – nach sunnitischem Verständnis – legitimen Machthaber der Umma, der die reale Macht an den Monarchen delegiert und die Gläubigen auffordert, Gehorsam zu leisten und so die Einheit der Umma zu erhalten. Im Gedankengut al-Ghazālīs finden Elemente der klassisch-griechischen Philosophie, besonders aus Platons „Politik“ und der Ethik des Aristoteles mit dem altpersischen Herrscherbegriff des Großkönigs Eingang in die islamische Gesellschaftsphilosophie. In seinem Werk „Siyasatnama“ beschreibt Nizām al-Mulk, der persische Großwesir der Seldschukensultane Alp Arslan und Malik Schāh nach Art eines Fürstenspiegels den neuen Herrschaftsbegriff.
Ein islamischer Monarch verfügte aufgrund der ihm zufließenden Steuern aus Zakāt und Dschizya über erhebliche Ressourcen, die es ihm erlaubten, Hofmanufakturen zu unterhalten, die die Kultur und Kunst ihrer Zeit prägten. Aus der Sichtweise des herrscherlichen Islam dienten erfolgreiche Kriege, repräsentative Kunst, prächtige Architektur und Literatur letztlich der Darstellung der Vorrangstellung des Islams. In dieser Rolle schufen islamische Herrscher einige der bemerkenswertesten Errungenschaften der vormodernen islamischen Zivilisation.

#### Autoritätskonflikte zwischen den Eliten
Die Frage, inwieweit von der Zeit der Umayyaden (661–750) an von einer Trennung der politischen und religiösen Autorität auszugehen ist, wird kontrovers diskutiert. Eindeutig führte jedoch die fehlende, etwa der christlichen Kirche vergleichbare zentrale Leitung zu einer ausgeprägten und zeitweise lähmenden Vielfalt in religiösen und rechtlichen Fragen. Deutlich wird, dass die Institution der ʿUlamā' sich vor Übergriffen des Herrschers auf ihre Autorität in der Rechtsprechung bewahren musste. Die einerseits dem Ideal der religiösen Einstimmigkeit widersprechende Pluralität der ʿUlamā' schützte diese andererseits vor der direkten Einflussnahme des Staats. Die unscharfe Trennung von politischer und religiöser Rechtsgewalt basiert auf der nie grundsätzlich in Frage gestellten Idee, dass Mohammed und seine Nachfolger die politische Ordnung abschließend festgelegt hätten. Dies unterscheidet die politische Ordnung islamischer Gesellschaften von der Entwicklung in Europa, wo mit dem Aufkommen der Idee der Gewaltenteilung, formuliert von John Locke, letztlich eine Trennung der politischen und religiösen Verantwortlichkeit und die Unabhängigkeit der Rechtsprechung erreicht wurde.
Die Spannung zwischen dem charismatischen Ideal der Einheit von Religion und Staat und der Erfahrung der alltäglichen politischen Realität bildet eine in der islamischen Kultur latente Quelle für dynamische Reformen, aber auch für Rebellion und Krieg im Namen der Einheit des Islams. Das moderne politische Denken in Teilen der islamischen Welt hat diese Spannung aufgegriffen und teilweise bis zu terroristischer Gewalt übersteigert.

### Dhimmi – Christen und Juden
Vor allem während der Frühzeit der arabischen Expansion herrschte eine muslimische Minderheit über eine Bevölkerung, die mehrheitlich christlichen Glaubens war. Gleichzeitig bestanden in den nun islamisch beherrschten Gebieten seit Alters her bedeutende jüdische Gemeinden. Christliche Autoren brachten die Eroberung der christlichen Gebiete teilweise mit der nahe erwarteten Apokalypse in Verbindung. Weite Teile der eroberten Gebiete blieben zunächst noch christlich bzw. zoroastrisch. Ein nestorianischer Bischofs schreibt: „Diese Araber, denen Gott in unseren Tagen die Herrschaft gegeben hat, sind auch unsere Herren geworden; sie bekämpfen jedoch nicht die christliche Religion. Vielmehr schützen sie unseren Glauben, achten unsere Priester und Heiligen und machen Zuwendungen an unsere Kirchen und unsere Klöster.“
Seit dem späten 7. Jahrhundert stieg mit dem Erstarken des Selbstbewusstseins der muslimischen Herrscher der Assimilationsdruck auf die christliche Bevölkerung. Es kam zu Diskriminierungen, dem Ausschluss von Nichtmuslimen aus der Verwaltung, zur Einmischung in innerchristliche Angelegenheiten und zur Konfiszierung von Kirchengütern sowie einzelnen Übergriffen auf Kirchen.
In der islamischen Rechtstradition der Dhimma werden Monotheisten wie Juden oder Christen als „Dhimmi“ (arabisch ذمّي, DMG ḏimmī) mit eingeschränktem Rechtsstatus geduldet und staatlicherseits geschützt. Demnach hatten Dhimmi Anspruch auf den Schutz des Sultans und auf die freie Ausübung ihrer Religion, wofür sie eine besondere Steuer zu entrichten hatten, die „Dschizya“, da sie nicht der nur für Muslime geltenden Zakāt unterworfen werden konnten.

### Polytheistische Religionen
Die religiöse Rechtsprechung zählt „heidnische“, polytheistische Religionen in nicht islamisch beherrschten Ländern zum Dār al-Harb und regelt die Bedingungen, unter denen ein Dschihad geführt werden kann. Diesem Ideal stand häufig die politische Realität entgegen: Insbesondere in der Anfangszeit stand die herrschende islamische Minderheit in den neu eroberten Gebieten einer nicht-islamischen Mehrheit gegenüber.
In der Situation des Sultanats von Delhi wird der Umgang mit dem Problem beispielhaft deutlich. Einerseits äußert sich Amir Chusrau in seinen Werken häufig abwertend über Hindus, andererseits mussten Muslime in Alltag und Handel friedlich mit Anhängern polytheistischer Religionen („Muschrikūn“) wie beispielsweise Hindus und Jains umgehen. Von Muhammad bin Tughluq ist überliefert, dass er als Herrscher gute Beziehungen zu seinen hinduistischen Untertanen unterhielt und sich auf ihren Festen zeigte. Jackson sieht die Zerstörung hinduistischer Tempel durch muslimische Herrscher und den Einbau von Spolien aus den Tempelbauten in Moscheen wie beispielsweise im Qutb Minar in Delhi eher in der Tradition hinduistischer Herrscher, die durch die Zerstörung der Tempelbauten ihrer Rivalen deren Herrschaft weiter schwächen wollten. Es ist aber auch überliefert, dass die Sultane von Delhi ihren Schutz auch auf Hindu- und Jaintempel ausdehnten. Spätestens zu Zeiten Firuz Schah Tughluqs im 14. Jahrhundert ist dokumentiert, dass einige Hindu-Untertanen eine der Dschizya vergleichbare Kopfsteuer entrichteten.

## 10.–15. Jahrhundert

### Der Westen im 10.–15. Jahrhundert

#### Al-Andalus (711–1492)

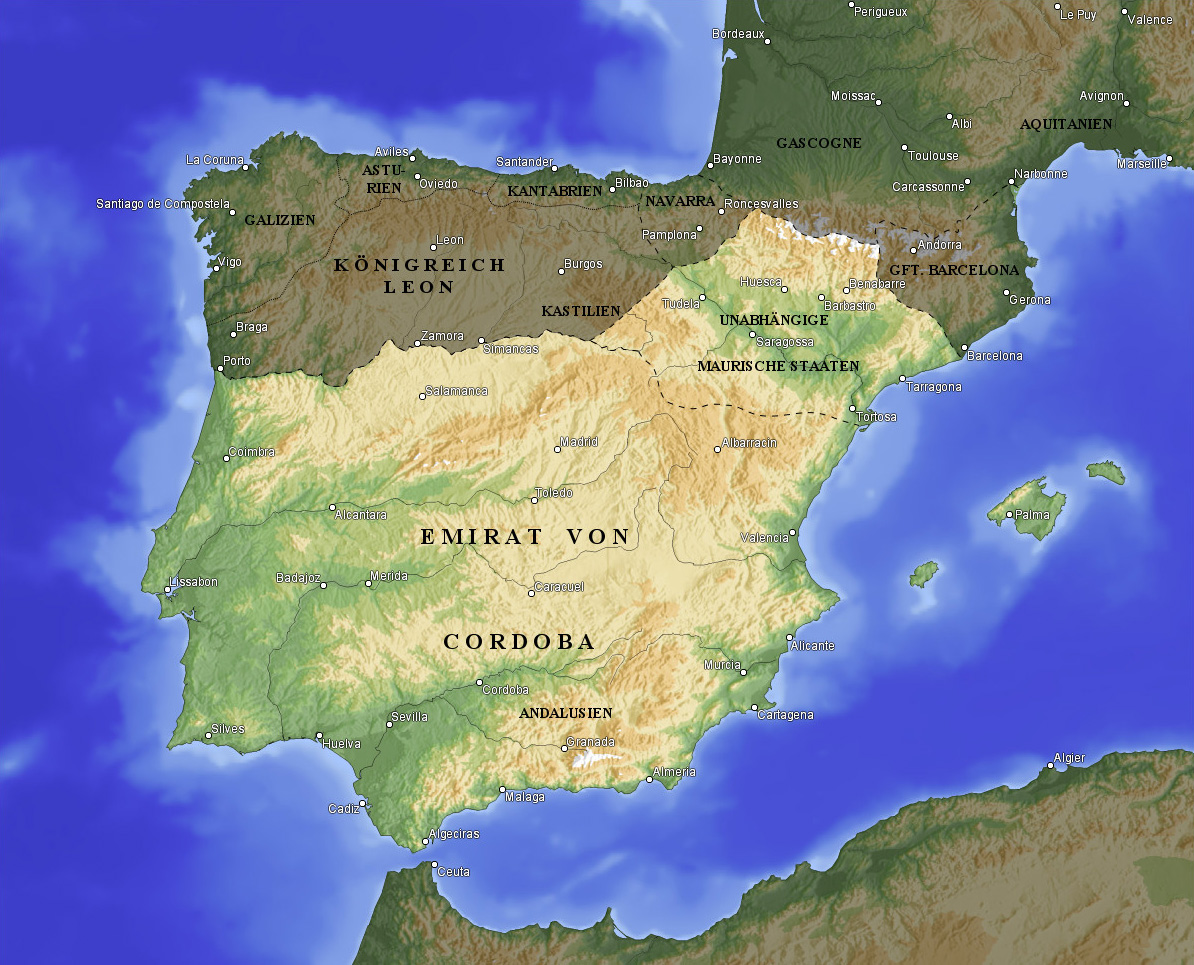
al-Andalus um 910

Zwischen 711 und 1492 stand ein großer Teil der Iberischen Halbinsel unter islamischer Herrschaft. Kalif al-Walid I. gründete dort eine Provinz des Umayyaden-Kalifats (711–750). Der umayyadische Prinz Abd ar-Rahman ibn Mu’awiya landete auf der Flucht vor den Abbasiden 755 mit Berbertruppen in Almuñécar in Andalusien. Im Mai 756 stürzte er den regierenden Statthalter von Al-Andalus Yusuf al-Fihri in Córdoba. Mit seiner Erhebung zum Emir (756–788) begann die politische Organisation des umayyadischen Reichs in Spanien. Abd ar-Rahman gründete die Markgrafschaften Saragossa, Toledo und Mérida, um die Grenze gegen die christlichen Reiche in Nordspanien zu sichern.
Al-Andalus wurde nacheinander von den Emiren von Córdoba (um 750–929), dem Kalifat von Córdoba (929–1031), einer Gruppe von „Taifa“-(Nachfolger-)Königreichen beherrscht, wurde dann zu einer Provinz der nordafrikanischen Berber-Dynastien der Almoraviden und Almohaden; schließlich zerfiel es wiederum in Taifa-Königreiche. Während langer Perioden, vor allem zur Zeit des Kalifats von Córdoba, war al-Andalus ein Zentrum der Gelehrsamkeit. Córdoba wurde ein führendes kulturelles und wirtschaftliches Zentrum sowohl des Mittelmeerraums als auch der islamischen Welt.
Schon ab dem frühen 8. Jahrhundert stand al-Andalus in Konflikt mit den christlichen Königreichen im Norden, die ihr Herrschaftsgebiet im Rahmen der Reconquista militärisch ausweiteten. 1085 eroberte Alfons VI. von Kastilien Toledo. Schließlich blieb nach dem Fall von Córdoba 1236 das Emirat von Granada als letztes muslimisch beherrschtes Gebiet im heutigen Spanien übrig. Die portugiesische Reconquista endete mit der Eroberung der Algarve durch Alfons III. 1249/1250. Granada wurde 1238 tributpflichtig an das von Ferdinand III. regierte Königreich Kastilien. Schließlich übergab der letzte Emir Muhammad XII. am 2. Januar 1492 Granada an Ferdinand II. von Aragonien und Isabella von Kastilien, die „Katholischen Könige“, womit die muslimische Herrschaft auf der Iberischen Halbinsel ihr Ende fand.

##### Zeitlinie
Emire von Córdoba
Kalifen von Córdoba

#### Maghreb

##### Almoraviden (670–1149)

Expansion der Almoraviden

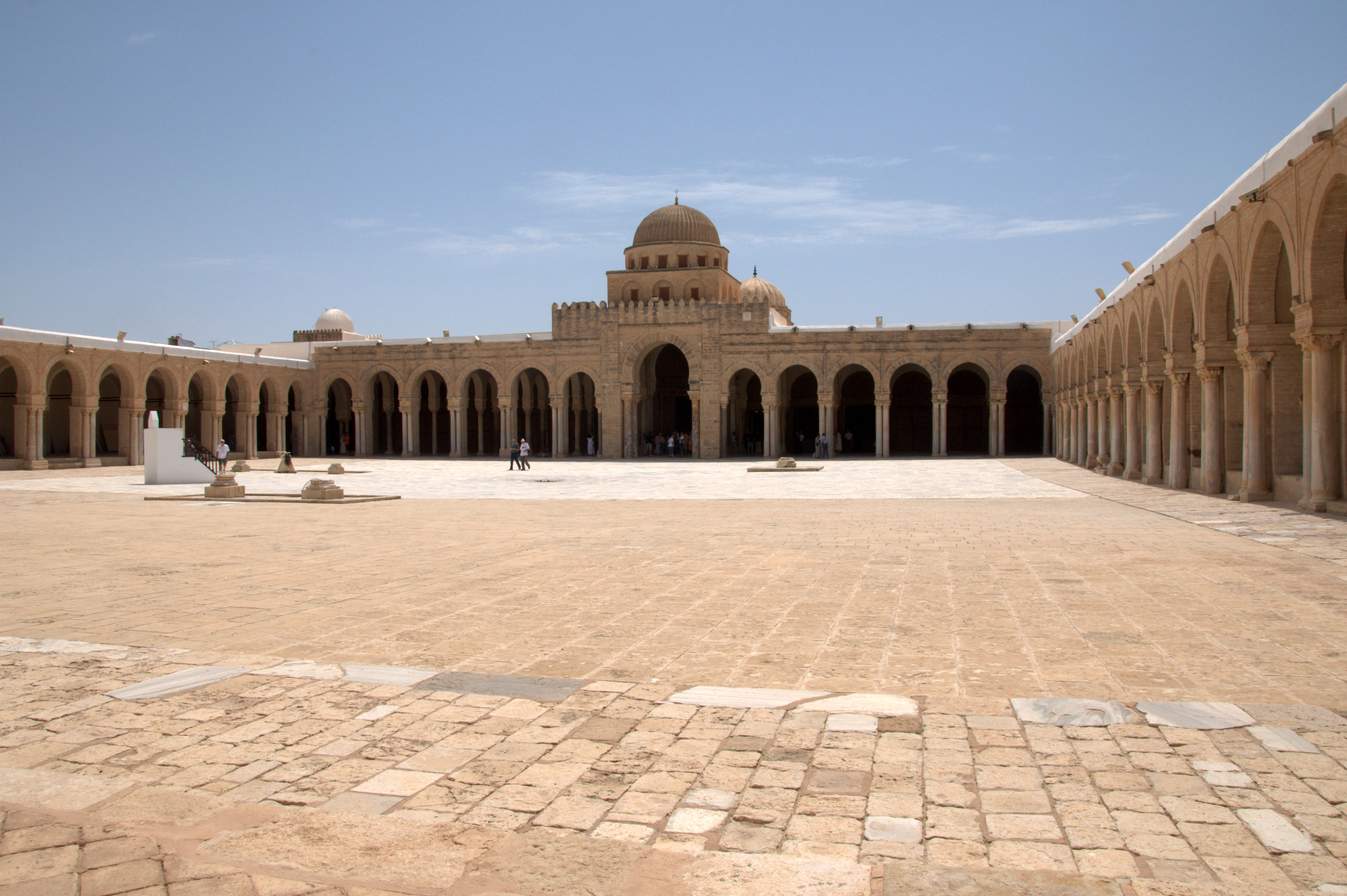
Hauptmoschee von Kairouan, Tunesien, um 670.

Kairouan in Tunesien wurde um 670 von dem arabischen Feldherrn ʿUqba ibn Nāfiʿ gegründet, und war die erste muslimische Stadtgründung im Maghreb. Kairouan entwickelte sich nach dem 8. Jahrhundert zum Zentrum der arabischen Kultur und der islamischen Rechtswissenschaft in Nordafrika. Die Stadt spielte auch bei der Arabisierung der Berber eine bedeutende Rolle. Kairouan war Hauptsitz der arabischen Statthalter von Ifrīqiya und später die Hauptstadt der Aghlabiden. Im Jahr 909 übernahmen die Fatimiden, ismailitische Schiiten, unter Führung von Abū ʿAbdallāh asch-Schīʿī die Macht in Ifrīqiya und machten Kairouan zur Residenz. Die religiös-ethnischen Spannungen mit der streng sunnitischen Bevölkerung der Stadt zwangen sie allerdings, ihre Hauptstadt nach Mahdia an der östlichen Meeresküste auszubauen; gegen 973 verlagerten sie das Zentrum ihres Kalifats nach Kairo.
Die Almoraviden, eine streng orthodox islamische Berberdynastie aus der Sahara, übernahmen die Herrschaft von den Ziriden und weiteten ihr Einflussgebiet aus bis in das heutige Marokko, die westlichen Randgebiete der Sahara, Mauretanien, Gibraltar, die Region um Tlemcen in Algerien sowie einen Teil des heutigen Senegal und Mali im Süden. Die Almoraviden spielten eine wichtige Rolle bei der Verteidigung von Al-Andalus gegen die christlichen nordiberischen Königreiche: 1086 schlugen sie die Koalition der Könige von Kastilien und Aragón in der Schlacht bei Zallaqa. Die Herrschaft der Dynastie dauerte jedoch nur kurz, und wurde durch die Rebellion der Masmuda-Berber unter Ibn Tūmart gestürzt.
1146 nahmen die Almohaden die Stadt Fès ein und erlangten so die Kontrolle über Nordmarokko. Als 1147 auch die Hauptstadt Marrakesch erobert wurde, beseitigte der Almohadenkalif Abd al-Mu’min die Almoravidendynastie, indem er im April 1149 den letzten Almoravidenherrscher Ishaq ibn Ali in der Hauptstadt Marrakesch töten ließ. In al-Andalus fand die Almoravidenherrschaft 1148 ein Ende.

##### Almohaden (1121–1269)

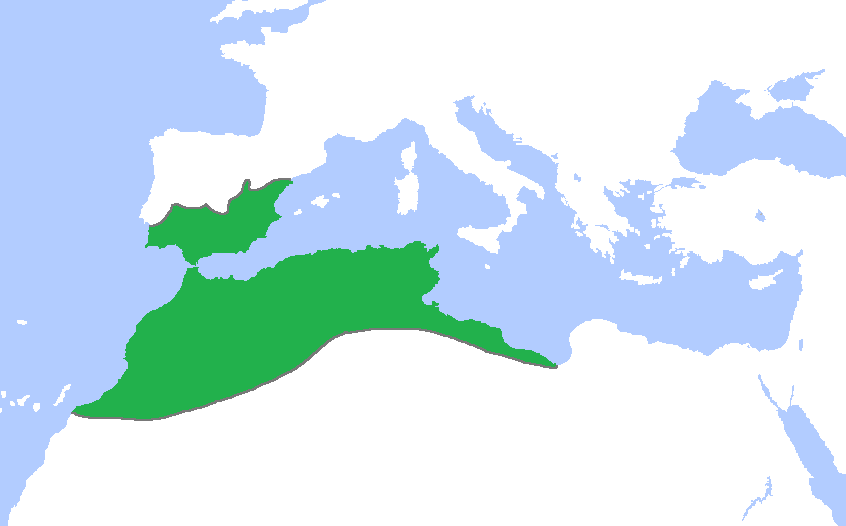
Das Almohadenreich

Die Dynastie der Almohaden wurde von Ibn Tūmart 1121 unter den Masmuda-Berbern des Hohen Atlas gegründet. Sie stand im ideologischen Gegensatz zu den Almoraviden. Ibn Tūmarts Nachfolger Abd al-Mu’min (1130–1163) gelang es mit der Eroberung von al-Andalus (1148) und Marrakesch (1149), die Dynastie der Almoraviden zu stürzen. Nach Marokko eroberten die Almohaden das Reich der Hammadiden in heutigen Algerien (1152) sowie das Reich der Ziriden in Tunesien (1155–1160), womit sie den gesamten Westen der islamischen Welt beherrschten. Durch die Umsiedlung arabischer Beduinenstämme von Ifrīqiya und Tripolitanien nach Marokko wurde die Arabisierung der Berber auch in diesem Teil des Maghrebs gefördert.
Unter Abū Yūsuf Yaʿqūb al-Mansūr (1184–1199) konnten in al-Andalus die Vorstöße Kastiliens in der Schlacht bei Alarcos (1195) abgewehrt werden. In der Folgezeit gewannen unter Kalif Muhammad an-Nasir (1199–1213) einige Provinzen an Autonomie. In al-Andalus wurde die islamische Herrschaft durch die Niederlage in der Schlacht bei Las Navas de Tolosa (1212) gegen die vereinigten christlichen Königreiche erschüttert. Als Yusuf II. al-Mustansir (1213–1224) minderjährig an die Macht kam und Auseinandersetzungen unter den Führern der Almohaden ausbrachen, begann der Niedergang des Reiches. Bis 1235 hatten die Almohaden die Herrschaft über al-Andalus an Ibn Hud, Ifrīqiya an die Hafsiden, und Algerien an die Abdalwadiden verloren.
Die Almohaden führten den durch die Abbasiden angelegten Architekturstil für Moscheen fort, der durch die T-Disposition aus hervorgehobenem Mittelschiff und Querschiff vor der Qiblawand gekennzeichnet ist. Beispiele sind die Kutubiyya-Moschee in Marrakesch und die Moschee von Tinmal im Atlasgebirge.
In Marokko begannen die Meriniden ihre Macht auszudehnen, um nach der Eroberung von Fès (1248) eine neue Dynastie zu begründen. Zwar konnten sich die Almohaden in Marrakesch noch bis 1269 gegen die Meriniden behaupten, doch hatten sie ihre Bedeutung seit dem Fall von Fès weitgehend verloren.

##### Meriniden (1196–1464), Abdalwadiden (1236–1556), Hafsiden (1228–1574)
Nach dem Sturz der Almohaden wurde der Maghreb von drei Dynastien beherrscht, die einander bekämpften. In Marokko residierten die Meriniden (1196–1464). Westalgerien wurde von den Abdalwadiden (1236–1556) beherrscht und die Hafsiden (1228–1574) regierten Ostalgerien, Tunesien und die Kyrenaika.

#### Ägypten

##### Türkische Tuluniden (869–905), letztmalige Herrschaft der Abbasiden (905–935)

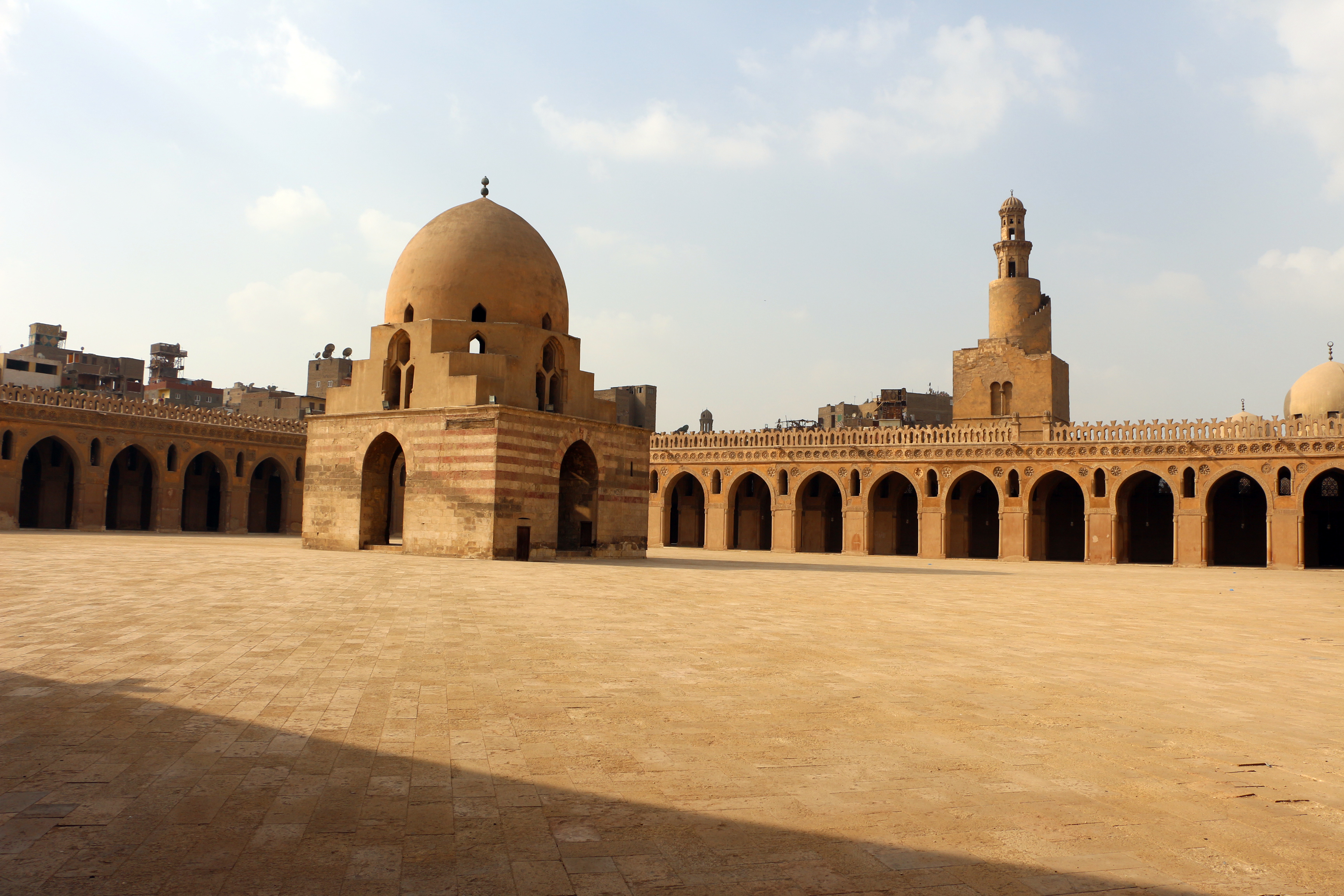
Ibn-Tulun-Moschee, Kairo

Um 750 begann ein Prozess, in dem sich die Randgebiete aus der Zentralherrschaft des Kalifats lösten. Schon 740–42 kam es im äußersten Westen zum Aufstand des Maysara, einige Berbergruppen machten sich unabhängig, schließlich lösten sich 789 die Idrisiden (789–985) vom Reich, im Jahr 800 folgten die Aghlabiden. In Ägypten wurde 868 der ehemalige türkische Sklave Ahmad ibn Tulun (868–884) zunächst Statthalter, 870 proklamierte er die Unabhängigkeit vom Kalifat. Da die Steuereinnahmen nun nicht mehr an die Kalifen abgeführt wurden, war der Ausbau der Bewässerungsanlagen und der Aufbau einer Flotte möglich, durch die der Handel gefördert und der Schutz vor Angriffen der byzantinischen Marine verbessert wurde. 878 wurden Palästina und Syrien besetzt. Ibn Tulun bekräftigte seine Herrschaft durch die Errichtung repräsentativer Bauwerke wie der Ibn-Tulun-Moschee in Kairo.
Unter Chumarawaih (884–896) konnten die Abbasiden Nordsyrien noch einmal kurzfristig zurückgewinnen. In einem Friedensabkommen verzichtete Chumarawaih auf Ansprüche in Mesopotamien und stimmte der Zahlung von Tributen zu. Dafür erkannte Kalif al-Mu’tadid (892–902) die Herrschaft der Tuluniden in Ägypten und Syrien an. Unter al-Mu’tadids Herrschaft breiteten sich die ismailitischen Qarmaten in Syrien aus. 905 wurde Ägypten von den Truppen der Abbasiden wieder unterworfen, womit eine lange Kette von Auseinandersetzungen begann. Ägypten gelangte 935 unter die Herrschaft der Ichschididen.

##### Ichschididen (935/39–969)
Die Ichschididen lassen sich auf das Ferghana-Gebiet zurückführen, dessen Prinzen den Titel „Ichschid“ trugen. Einer von ihnen trat in die Dienste al-Mu’tasims. Er war der Großvater des Dynastiegründers Muhammad ibn Tughdsch. Dieser wurde 930 vom Kalifen zum Statthalter von Syrien, 933 auch von Ägypten erhoben. Er erkannte zunächst weiterhin die Oberhoheit des Abbasiden-Kalifats an, von denen er sich Unterstützung gegen die Fatimiden aus Ifrīqiya und bei der Niederschlagung schiitischer Aufstände im Inneren versprach. Ab 939 agierte er zunehmend unabhängig von der Zentralverwaltung und gründete letztlich die Dynastie der Ichschididen. Ibn Tughdsch besetzte zwischen 942 und 944 Palästina, den Hedschas und Syrien bis nach Aleppo. 945 schloss er ein Abkommen mit den Hamdaniden über die Aufteilung der Herrschaft in Syrien.
Den Fatimiden gelang es schon unter dem Ichschididenherrscher Abu l-Fawaris 969 Ägypten zu erobern und den letzten Vertreter der kurzlebigen Dynastie, den zwölfjährigen Abu l-Fawaris, zu stürzen.

##### Fatimiden (969–1171)

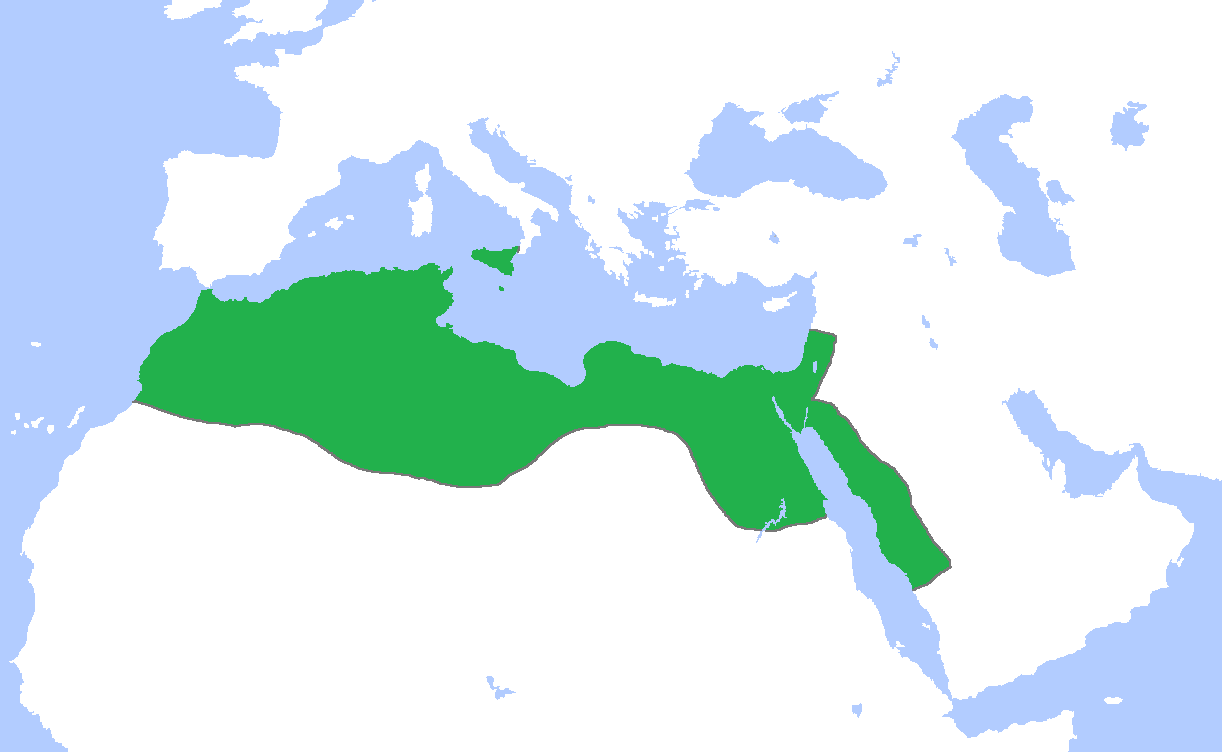
Das Kalifat der Fatimiden
----
Fatimiden in Nordafrika:
· Abdallah al-Mahdi (910–934)
· al-Qa’im (934–946)
· Ismail al-Mansur (946–953)
· al-Muʿizz (953–975)
Fatimiden in Ägypten:
· al-Muʿizz (953–975)
· al-ʿAzīz (975–995)
· al-Hākim (995–1021)
· az-Zāhir (1021–1036)
· Al-Mustansir (1036–1094)
· al-Mustaʿlī bi-Llāh (1094–1101)
· Al-Amir (1101–1130)
· Al-Hafiz (1130–1149)
· Az-Zafir (1149–1154)
· al-Fa’iz (1154–1160)
· al-ʿĀdid (1160–1171)

909 rief Abdallah al-Mahdi sich zum Kalifen aus und gründete damit die Fatimiden-Dynastie, die ihren Namen von Fātima bint Muhammad ableitete. Unter seinem Sohn al-Qa’im bi-amri 'llah begann 917 die Eroberung des westlichen Maghrebs. Unter Abu l-Qasim al-Qaim (934–946) wurde Sizilien unterworfen und die Küsten Italiens und Frankreichs geplündert. Nachfolger des 946 verstorbenen zweiten Fatimidenherrschers wurde Ismail al-Mansur (946–953). Nach dem Ende der Revolte der charidschitischen Banu Ifran (944–947) nahm der dritte Fatimidenkalif den Beinamen „al-Mansur“ an. Bei Kairouan entstand mit al-Mansuriya eine neue Residenz. Nach der Reorganisation des Reiches durch Ismail al-Mansur und al-Muʿizz (953–975) gelang den Fatimiden zwar der Vorstoß bis zum Atlantik, doch konnte die Herrschaft über Marokko nicht behauptet werden.
969 eroberte der fatimidische General Dschauhar as-Siqillī Ägypten und stürzte die Ichschididen-Dynastie. Kalif al-Muʿizz verlegte 972 seine Residenz in die neu gegründete Stadt Kairo und setzte die Ziriden als Vizekönige im Maghreb ein. Bis 978 waren auch Palästina und Syrien unterworfen; auch gewannen sie mit der Schutzherrschaft über Mekka und Medina die Aufsicht über die wichtigsten Heiligtümer des Islams.
Unter ihrer Herrschaft nahm die Wirtschaft Ägyptens durch den Bau von Straßen und Kanälen und durch Förderung des Handels zwischen Indien und dem Mittelmeerraum einen großen Aufschwung. Auch Kultur und Wissenschaft wurden von den Fatimiden gefördert, wobei die Gründung der al-Azhar-Universität größte Bedeutung erlangte. Sie ist bis heute ein sunnitisches Zentrum und eine der bedeutendsten Universitäten der islamischen Welt. Im 10. Jahrhundert begründete al-Qādī an-Nuʿmān die ismailitische Rechtsschule, die neben den vier sunnitischen und der zwölferschiitischen Rechtsschule zu den sechs bedeutendsten Rechtstraditionen (Madhhab) des Islams gehört.
Unter al-Hākim (995–1021) verschärfte sich die vorher tolerante Haltung der ismailitischen Fatimiden gegenüber Nichtmuslimen deutlich. So wurden öffentliche Kulthandlungen der Christen und Juden ebenso wie der Genuss von Alkohol untersagt. Wohlhabende Haushalte des arabisch-islamischen Mittelalters ließen dann dennoch einen beträchtlichen Weinkonsum zu. Christliche Kirchen und Klöster wurden geplündert, um Geldmittel für das Heer und den Bau von Moscheen zu beschaffen. 1009 wurde die Grabeskirche in Jerusalem zerstört. Um 1017 entstand in Ägypten eine Sekte, die al-Hākim als die Inkarnation Gottes ansah. Aus dieser entwickelte sich später die Religionsgemeinschaft der Drusen.
az-Zāhir (1021–1036) gelang die Befriedung des Reiches und die Niederschlagung einiger Beduinenaufstände in Syrien. Den Höhepunkt ihrer Macht erreichten die Fatimiden unter al-Mustansir (1036–1094), als ismailitische Missionare im Jemen die Macht ergriffen und die Abbasiden in Bagdad 1059 kurzzeitig ihre Machtposition verloren.
1076 gingen Syrien und Palästina an die Seldschuken verloren. Die Eroberung von Jerusalem 1099 durch die Kreuzfahrer während des Ersten Kreuzzugs und die Gründung des Königreichs Jerusalem konnten die Fatimiden nicht mehr verhindern. Nach erfolglosen Rückeroberungsversuchen (Schlacht von Ramla) gerieten sie ab 1130 zunehmend unter den militärischen Druck der Kreuzfahrer. Mit der Eroberung von Askalon durch König Balduin III. von Jerusalem ging 1153 der letzte Stützpunkt in Palästina verloren. Um einer Eroberung Ägyptens durch die Kreuzfahrer zuvorzukommen, führte Nur ad-Din, der Herrscher von Damaskus, 1163 einen Feldzug nach Ägypten. Sein Heerführer Saladin stürzte 1171 die Fatimiden und gründete die Dynastie der Ayyubiden.
Auch wenn mit dem Erstarken der orthodoxen Sunniten vor allem in Iran seit dem 11. Jahrhundert ihr Einfluss geringer wurde, bestanden die ismailitischen Gemeinden auch nach dem Ende der Fatimidendynastie fort.
Schon Anfang des 11. Jahrhunderts spalteten sich in Ifrīqiya die Ziriden ab, die zum sunnitischen Islam zurückkehrten und den abbasidischen Kalifen in Bagdad anerkannten. Die Fatimiden setzten gegen sie die Beduinen der Banū Hilāl und Sulaim ein, die den Maghreb verwüsteten. Die Ziriden konnten sich nur noch an der Küste halten (bis 1152).

##### Ayyubiden (1174–1250)

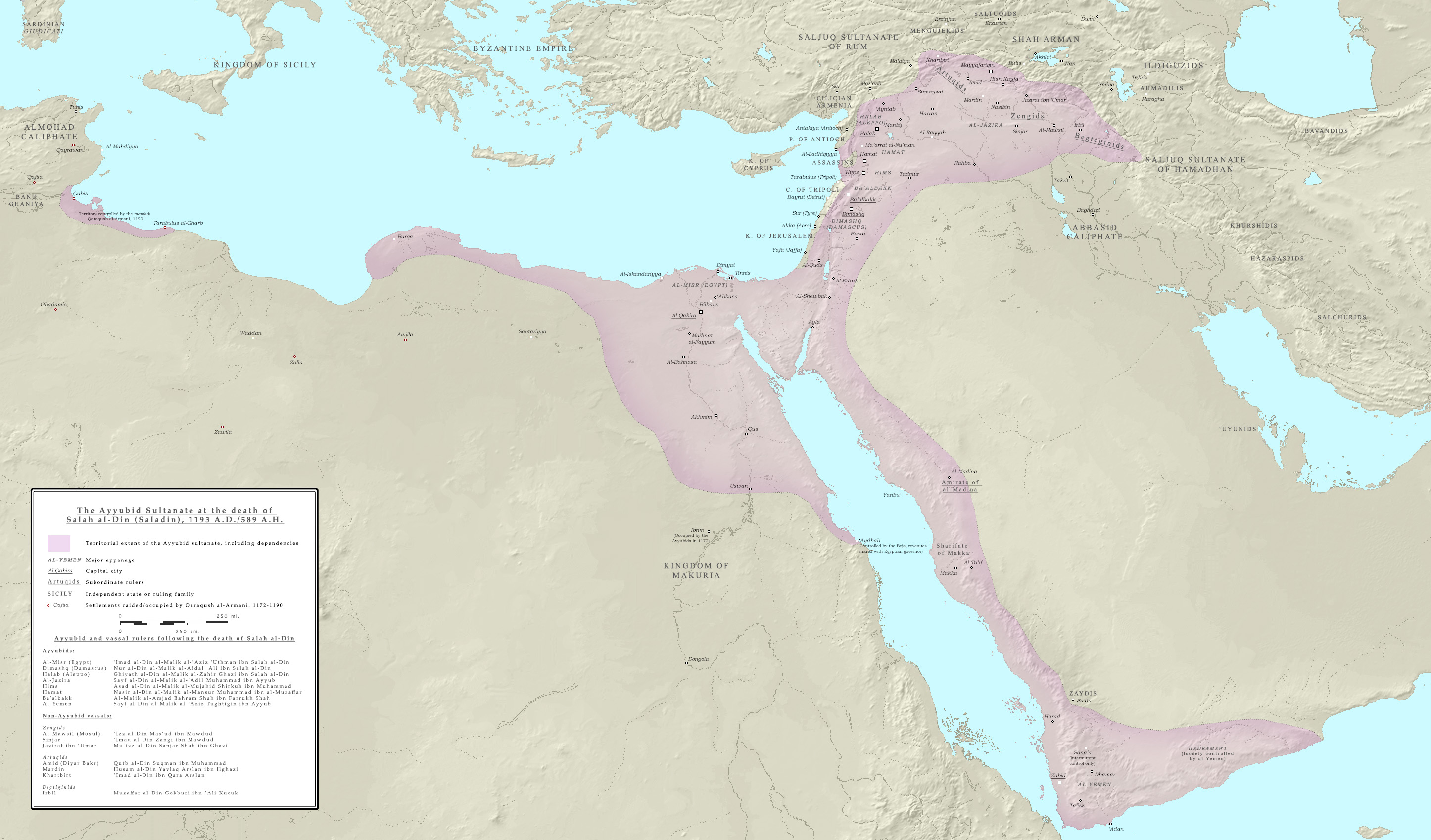
Das Reich der Ayyubiden, 1193

Die Ayyubiden waren eine islamisch-kurdische Dynastie, welche unter Saladin gegen die christlichen Kreuzfahrer kämpfte. 1174 proklamierte sich Saladin zum Sultan. Die Ayyubiden beherrschten Ägypten bis ca. 1250. Sie konnten Tripolis (1172), Damaskus (1174), Aleppo (1183), Mossul (1185/86) und Jerusalem (1187) von den Kreuzrittern zurückerobern und beherrschten während des 12. und 13. Jahrhunderts Ägypten, Syrien, Nordmesopotamien, die Hedschas, Jemen und die nordafrikanische Küste bis zur Grenze des heutigen Tunesien. Nach Saladins Tod übernahm sein Bruder al-Adil I. die Macht. Um 1230 strebten die ayyubidischen Herrscher in Syrien nach Unabhängigkeit von Ägypten, doch dem ägyptischen Sultan As-Salih Ayyub gelang es, einen Großteil Syriens – mit Ausnahme Aleppos – 1247 zurückzugewinnen. 1250 wurde die Dynastie von Mamlukenregimentern gestürzt. Der Versuch an-Nasir Yusufs, von Aleppo aus das Reich zurückzugewinnen, scheiterte. 1260 plünderten die Mongolen Aleppo und bereiteten der Dynastie endgültig das Ende.

##### Mamluken (1250–1517)
Mamluken, auch Ghilman, waren in viele islamisch beherrschte Gebiete importierte Militärsklaven türkischer Herkunft. Auch verschiedene Herrscherdynastien, welche von solchen (ehemaligen) Militärsklaven gegründet wurden, werden als Mamluken bezeichnet. So gelangten Mamluken im Jahre 1250 in Ägypten an die Herrschaft, dehnten diese zehn Jahre später auch auf die Levante aus und konnten sich ab 1260 sogar erfolgreich gegen die Mongolen behaupten. 1517 wurden die ägyptischen Mamluken zwar von den ebenfalls türkischen Osmanen unterworfen, beherrschten Ägypten aber im Auftrag der Osmanen faktisch noch bis zur Schlacht bei den Pyramiden.

#### Kreuzzüge (1095–1272)
Im 8. Jahrhundert begannen die Iberischen christlichen Königreiche mit der Reconquista, um Al-Andalus von den Mauren zurückzugewinnen. 1095 rief Papst Urban II., veranlasst durch erste Erfolge der Reconquista und bestärkt durch die Bitte des byzantinischen Kaisers Alexios I. Komnenos um Hilfe bei der Verteidigung des Christentums im Osten, auf der Synode von Clermont zum Ersten Kreuzzug auf. Die Grafschaft Edessa, Antiochia am Orontes, die Region der späteren Grafschaft Tripolis und Jerusalem wurden erobert. Das christliche Königreich Jerusalem und andere kleinere Kreuzfahrerstaaten spielten während der folgenden 90 Jahre eine Rolle in der komplizierten Politik der Levante, stellten aber weder für das Kalifat noch für andere Mächte in der Region eine Bedrohung dar. Nach dem Ende der Fatimidenherrschaft im Jahr 1169 sahen sich die Kreuzfahrerstaaten zunehmend der Bedrohung durch Saladin ausgesetzt, der bis 1187 einen Großteil der Region zurückerobern konnte.
Im Dritten Kreuzzug gelang es nicht, Jerusalem zu erobern, dennoch existierten die Kreuzfahrerstaaten noch einige Jahrzehnte weiter. Die Reconquista in Al-Andalus war 1492 mit der Eroberung des Königreiches Granada abgeschlossen. Der Vierte Kreuzzug erreichte die Levante nicht, sondern richtete sich stattdessen gegen Konstantinopel. Hierdurch wurde das Byzantinische Reich weiter geschwächt. Nach Wilhelm von Malmesbury hatten die Kreuzzüge immerhin zur Folge, dass das weitere Vordringen des Islams in Richtung Europa aufgehalten worden sei.
Nach heutigem Verständnis übten die Kreuzzüge, die letztlich nur einen kleinen Teil der islamischen Welt direkt betrafen, eine vergleichsweise geringe Wirkung auf die islamische Kultur an sich aus, erschütterten aber nachhaltig das Verhältnis zwischen den christlichen Gesellschaften Westeuropas und der islamischen Welt. Umgekehrt brachten sie aber zum ersten Mal in der Geschichte Europäer in engen Kontakt mit der hoch entwickelten Islamischen Kultur, mit weit reichenden Konsequenzen für die Kultur Europas.

### Der Osten im 11.–15. Jahrhundert

#### Seldschuken (1047–1157)

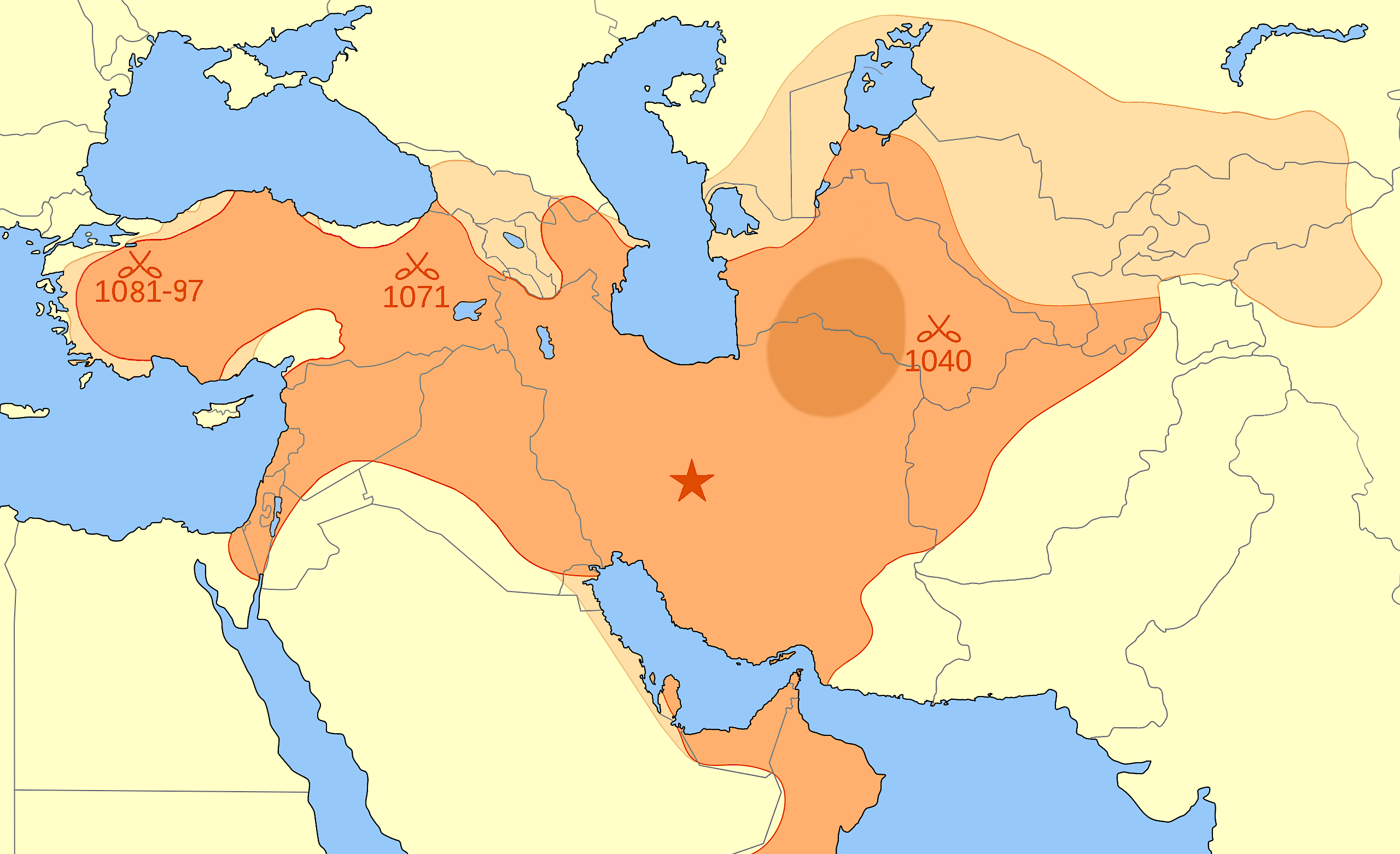
Karte des Seldschukenreichs

##### Einwanderung von Turkvölkern
Im 8. Jahrhundert wanderte eine Gruppe der zu den Turkvölkern gehörenden Oghusen, die Seldschuken, aus der heutigen Kasachensteppe nach Transoxanien ein und nahm die Gegend um den Fluss Syrdarja und den Aralsee in Besitz. Namensgeber der Stammesgruppe war Seldschuk (um 1000), Khan des oghusischen Stammes der Kınık. Gegen Ende des 10. Jahrhunderts waren die Seldschuken zum Islam übergetreten. In den Auseinandersetzungen zwischen den türkischen Karachaniden und den persischen Samaniden dienten Oghusen als Söldner in den Armeen. 1025 nahm der Ghaznawide Mahmud von Ghazni Seldschuks Sohn Arslan gefangen; dieser starb kurz darauf.
Unter den Söhnen Mîka’îls, Tughrul Beg und Tschaghri Beg, brachten die Seldschuken 1034 Chorâsân unter ihre Herrschaft. 1040 besiegten sie in der Schlacht von Dandanqan, einer der entscheidenden Schlachten in der Geschichte der östlichen islamischen Welt, die Ghaznawiden. 1055 zog Tughrul in Bagdad ein, beendete die Herrschaft der Buyidendynastie und beanspruchte für sich die Schutzmacht über das Kalifat der Abbasiden sowie den Titel eines Sultans. Es gelang Tughrul Beg, große Teile Persiens, sowie 1055 den Irak zu erobern. Er bestimmte die Stadt Rey in der Nähe des heutigen Teheran zur Hauptstadt seiner Dynastie. Das entstehende Reich der Großseldschuken begründete die Dominanz turkstämmiger Völker in der islamischen Welt und markierte einen Wendepunkt in der Geschichte der islamischen Zivilisation.

##### Großseldschukisches Reich
Alp Arslan (1063–1072) besiegte 1071 in der Schlacht bei Manzikert den byzantinischen Kaiser Romanos IV. und leitete somit die türkische Besiedlung Kleinasiens ein. Alp Aslan und sein Nachfolger Malik Schah I. (1072–1092) führten das Reich der Großseldschuken zu seinem politischen und kulturellen Höhepunkt. Unter direkter Verwaltung durch die Seldschuken standen die Gebiete der Dschazīra, Nordsyrien, bis hin nach Choresmien und an den Amudarja, in wechselnd starker Abhängigkeit standen turkmenische Gruppen in Anatolien, die mittelasiatischen Gebiete der Karachaniden, während die Fatimiden aus dem südlichen Syrien und Palästina (dem alten Bild al-Scham) verdrängt wurden. Erfolgreiche Feldzüge wurden auf der arabischen Halbinsel bis in den heutigen Jemen geführt.

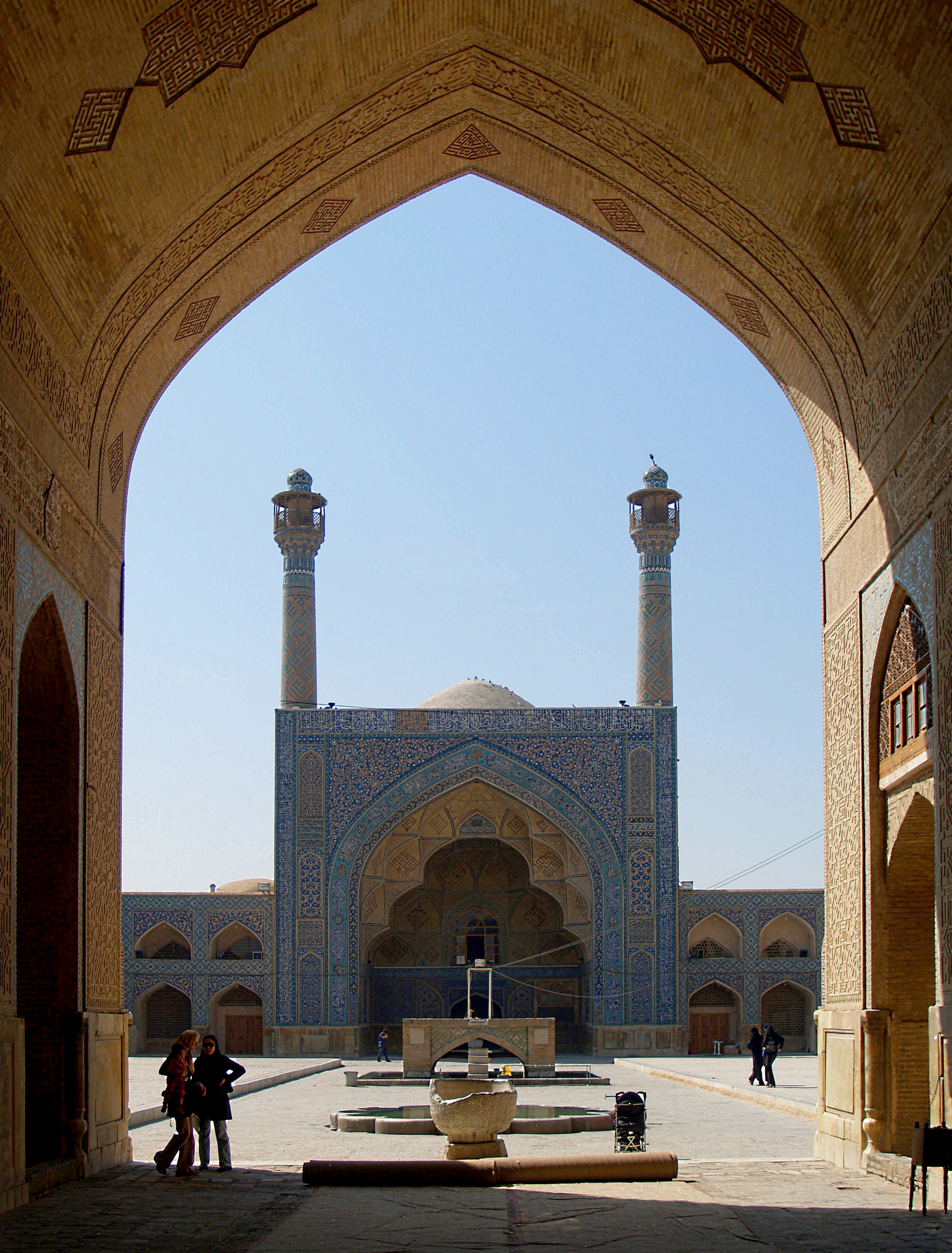
Freitagsmoschee von Isfahan

##### Einführung persischer Verwaltungsstrukturen durch Nizām al-Mulk

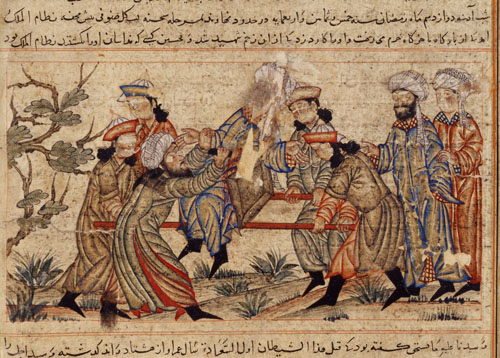
Die Ermordung Niẓām al-Mulks, Miniatur, 14. Jh.

Sowohl Alp Arslan als auch Malik-Schah verdanken einen Großteil ihres Erfolges der fähigen Politik ihres persischen Wesirs Nizām al-Mulk, der als Tutor (Atabeg) Malik-Schahs diesen auch später während seiner zwanzigjährigen Herrschaft unterstützte. al-Mulk regierte das Reich mit Hilfe des Dīwan al-Wāzīr, des großen Rats, der seinen Sitz in der neuen Hauptstadt Isfahan hatte. Die Loyalität der Verwaltungsbehörden sicherte er sich, indem er die Ämter mit seinen zahlreichen Söhnen und Verwandten besetzte. Er führte den persisch-islamischen Verwaltungsstil mit mehreren Dīwānen in einer Dynastie ein, die nur drei Generationen von ihren turkisch-nomadischen Ursprüngen trennte. Im Gegensatz zur traditionellen Nachfolgeregelung der Turkvölker, die auf Seniorität beruhte, etablierte er in der Seldschukendynastie das persische Konzept des von seinen Untertanen weit abgehobenen Großkönigs (Schahinschah, persisch شاهنشاه, DMG šāhān-šāh, ‚König der Könige‘). Die Regierung sollte die Untertanen einerseits in Ehrfurcht versetzen, andererseits musste der Herrscher die Traditionen der weiterhin nicht-sesshaften Turkmenen berücksichtigen, die nach der Tradition der Steppenvölker seine wichtigsten Unterstützer waren.
Schon Toghrul erkannte, wie andere islamische Herrscher vor ihm, die Bedeutung eines stehenden Heers, das sie neben ihren turkmenischen Unterstützern unterhielten, die jeweils bei Bedarf herbeigerufen werden mussten. Kern dieser Armee bildeten turkstämmige Söldner, ghulām, die Armee rekrutierte aber auch Söldner von kriegerischen Stämmen des Reichs und seiner Randgebiete, wie den Arabern, Armeniern und Griechen. Finanziert wurde die Armee durch Landzuteilung (Iqtāʿ), aber auch durch Steuern. Als die Macht der Seldschukensultane im 12. Jahrhundert abnahm, errichteten einige Anführer der ghulām-Truppen eigenständige Machtbereiche, wie beispielsweise die Atabegs in Aserbaidschan oder die Salghuriden-Atabegs von Fars.
Seine Ideen zur Staatskunst hielt Nizām al-Mulk in einem Buch, dem Siyasatnama fest. Er gründete eine Reihe von Universitäten, nach ihm als Nizāmīya benannt, um Gelehrte und Beamte in der sunnitischen Tradition heranzubilden, und somit einen attraktiven Gegenpol zu der in ismailitisch-schiitischer Tradition stehenden fatimidischen al-Azhar in Kairo zu bilden. Er ließ 1086–1087 die Südkuppel über der Mihrabnische der Freitagsmoschee von Isfahan errichten, die heute mit dem im Südosten angrenzenden Großen Basar Teil des UNESCO-Welterbes ist, und aufgrund ihrer langen Baugeschichte als Schlüsselwerk der Architektur des islamischen Ostens gilt.

##### Reichsteilung und Ende
Nach der Ermordung Nizām al-Mulks durch die Assassinen und dem Tod Malik-Schahs kurze Zeit später (1092) brach ein Nachfolgestreit aus. 1118 kam es zur Teilung des Reiches in Chorasan/Transoxanien und die beiden Irak, im Gebiet des westlichen Iran und des Iraks. Um 1077 gründete Suleiman ibn Kutalmiş in Anatolien das Sultanat der Rum-Seldschuken mit der Hauptstadt Konya. Auf Alp Arslans Bruder Qawurd Beg geht die 1048 begründete Dynastie der Kerman-Seldschuken zurück.
Der in Chorasan regierenden Sultan Sandschar (1118–1157), Sohn Malik-Schahs II., wurde 1141 bei Samarkand von den Kara Kitai geschlagen. Die Choresm-Schahs eroberten mit Hilfe kiptschakischer und oghusischer Söldner bis Ende des 12. Jahrhunderts Mittelasien und Iran. 1194 beseitigten sie den letzten Seldschukenherrscher von Rey. Das anatolische Sultanat der Rum-Seldschuken bestand noch bis zur Eroberung durch die Ilchane (1243). Die zu Beginn des 14. Jahrhunderts aufstrebenden Osmanen bereiteten dem letzten Seldschuken-Sultanat in Konya 1307 ein Ende.

#### Choresm-Schahs (1077–1231)

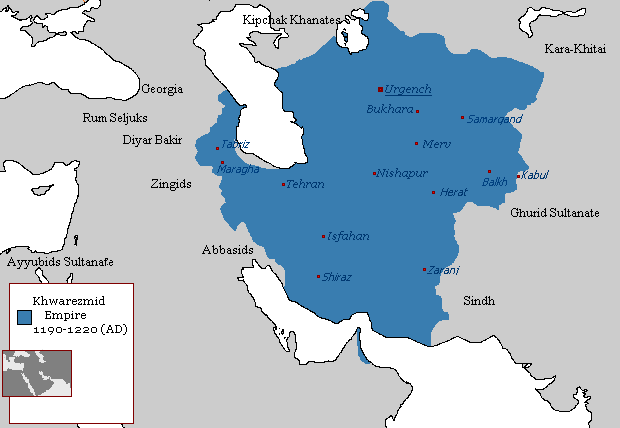
Das Anuschteginidenreich zu Beginn des 13. Jahrhunderts

Choresmien (persisch خوارزم, DMG Ḫwārizm) ist eine Großoase im westlichen Zentralasien. Sie liegt am Unterlauf und der Mündung des Amudarjas, wird im Norden durch den Aralsee, den Wüsten Karakum und Kysylkum sowie dem Ustjurt-Plateau begrenzt. Nachbarprovinzen waren in islamischer Zeit Chorasan und Transoxanien. Schon 712 wurde Choresmien von den Arabern unterworfen und islamisiert. Ab dem 10. Jahrhundert wurde das Land dann nacheinander von den Samaniden, Mamuniden, Ghaznawiden, Altuntaschiden, Oghusen und Großseldschuken beherrscht. Im 12. Jahrhundert erlebte das durch ein ausgefeiltes Bewässerungssystem fruchtbar gemachte Land, dessen Städte günstig an den Handelswegen zwischen den islamischen Ländern und der zentralasiatischen Steppe lagen, eine Zeit wirtschaftlicher Stärke. Die gleichzeitige politische und militärische Schwäche der Karachaniden und der Seldschuken ermöglichte es den Choresm-Schahs aus der Dynastie der Anuschteginiden ein mächtiges Militärreich zu errichten.
Begründet wurde die Dynastie der Anuschteginiden von Anusch-Tegin Ghartschai, einem türkischen Militärsklaven (Ġulām oder Mamlūk), welcher um 1077 von Malik-Schah I. zum Statthalter von Choresmien ernannt wurde. Im Gegensatz zu ihrer sonstigen Gewohnheit ließen die Seldschuken es in Choresmien zu, dass das Amt des Statthalters erblich wurde: Anusch-Tegins Sohn Qutb ad-Din Muhammad gelang es während seiner rund 30-jährigen Regierung, seine Macht so weit zu festigen, dass sein Sohn Ala ad-Din Atsiz 1127/8 Amt und Titel des Vaters erben konnte. Ab 1138 lehnte er sich immer mehr gegen die Seldschuken unter deren letztem großen Sultan Ahmad Sandschar auf. Im Rahmen einer konsequent vorangetriebenen Expansionspolitik eroberte Atsiz das Ustjurt-Plateau mit der Halbinsel Mangischlak sowie die Region am Unterlauf des Syrdarjas mit der wichtigen Stadt Dschand (Ǧand). Atsiz’ Sohn und Nachfolger Il-Arslan konnte nach dem Tod Sultan Sandschars (1157) weitgehend unabhängig von den Seldschuken regieren, Choresmien war aber bis etwa 1210 noch den aus China nach Westen vertriebenen heidnischen Kara Kitai tributpflichtig, deren Gür-Khan Yelü Dashi Sandschar in der Schlacht von Qatwan (September 1141) eine Niederlage zugefügt und somit fast ganz Turkestan unterworfen hatte.
Gemeinsam mit Uthman Chan, dem karachanidischen Herrscher von Samarkand, gelang es Ala ad-Din Muhammad (1200–1220) um 1210 in der Schlacht bei Taras, die Kara Kitai zu besiegen. Um 1210 unterwarf Ala ad-Din Muhammad die Dynastie der Bawandiden von Mazandaran, sowie Kirman, wo die von den Kara Kitai abstammenden Qutlughchaniden 1222–1306 eine lokale Dynastie etablierten, Makran und Hormuz. Bis 1215 waren alle nichtindischen Gebiete des zerfallenen Ghuridenreiches – im Wesentlichen das heutige Afghanistan mit den Städten Balch, Termiz, Herat und Ghazni – erobert. 1217 gewann ad-Din Muhammad den persischen Irak zurück, wobei auch die Atabegs von Fars, die Salghuriden und die Atabegs von Aserbaidschan, unterworfen wurden. Zudem mussten die nasridischen Herrscher von Sistan die Oberhoheit der Anuschteginiden anerkennen. Das Reich der Choresm-Schahs umfasste schließlich das ganze Iranische Hochland, Transoxanien sowie das heutige Afghanistan. Der Choresm-Schah fühlte sich sogar mächtig genug, in einen offenen Konflikt mit dem Abbasidenkalifen an-Nasir einzutreten.
Ab 1219 fielen die von Dschingis Khan geeinten Mongolen in das westliche Zentralasien ein, wobei Metropolen wie Samarkand, Buchara, Merw und Nischapur zerstört wurden. Muhammads Sohn Dschalal ad-Din leistete zwar von Aserbaidschan aus Widerstand, wurde aber im August 1230 zunächst von den verbündeten Rum-Seldschuken und Ayyubiden in der Schlacht von Yassı Çemen bei Erzincan besiegt und ein Jahr später ermordet.

#### Einfall der Mongolen
Die Mongolen waren schon in den 1230er Jahren in Kleinasien eingedrungen und hatten Kai Kobad I., Sultan der Rum-Seldschuken, getötet. Nach 1241 begannen sie unter Baiju von Aserbaidschan aus weitere Gebiete des Nahen Ostens zu erobern. Gemeinsam mit georgischen und armenischen Kräften eroberten sie 1242 Erzurum. Der Seldschukensultan Kai Chosrau II. wurde in der Schlacht vom Köse Dağ von den Mongolen besiegt.
Der mongolische Khan Möngke beauftragte seinen Bruder Hülegü mit einem weiteren Westfeldzug. 1255 erreichte er Transoxanien. Am 20. Dezember 1256 eroberte Hülegü die Assassinenfestung Alamut, nördlich von Qazvin. 1258 eroberten die Mongolen Bagdad und beendeten die Herrschaft des letzten Abbasidenkalifen Al-Musta'sim bi-'llah. Im Januar 1260 eroberten die Mongolen Aleppo und Homs. Nach dem Tod Großkhan Möngkes am 12. August 1258 zog sich Hülegü mit dem größten Teil des mongolischen Heeres nach Zentralasien zurück. Die in Syrien verbliebenen Truppen unter dem Feldherrn Kitbukha konnten noch Damaskus einnehmen und den letzten Sultan von Syrien aus der Dynastie der Ayyubiden, an-Nasir Yusuf, unterwerfen. Sie unterlagen jedoch noch im September den Mamluken von Ägypten in der Schlacht bei ʿAin Dschālūt, sowie erneut im Dezember 1260, als eine Koalition der Ayyubiden-Emire von Homs und Hama sie in der Schlacht bei Homs schlugen. Fortan bildete der Euphrat die Grenze zum Mamlukensultanat.

#### Ilchanat (1256–1335)

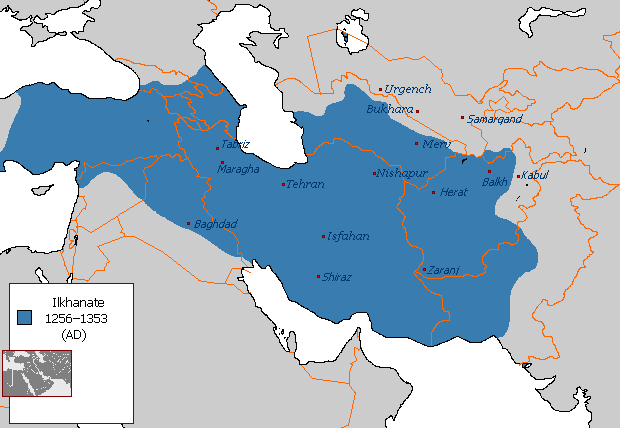
Das Reich der Ilchane in seiner größten Ausdehnung

Nach dem Tod Großkhan Möngkes 1258 entstanden unabhängige mongolische Staaten in China und Iran. Während seiner Herrschaft hatte das durch Ackerbau und Handel gestiegene Einkommen das Machtgleichgewicht zwischen den Steppenbewohnern und den Siedlern verschoben, so dass die Zentralherrschaft schwieriger aufrechtzuerhalten war. Hülegü nutzte den Machtkampf zwischen seinen Brüdern Arigkbugha Khan in der Mongolei und Kublai Khan in China zu seinen Gunsten. 1269 ernannte Kublai Khan Hülegü zum offiziellen Machthaber über den mongolischen Mittleren Osten unter dem Titel Ilchan. Somit war neben der Goldenen Horde, dem mongolischen China der Yuan-Dynastie und dem Tschagatai-Khanat ein weiteres mongolisch beherrschtes Reich entstanden.

##### Allianzen

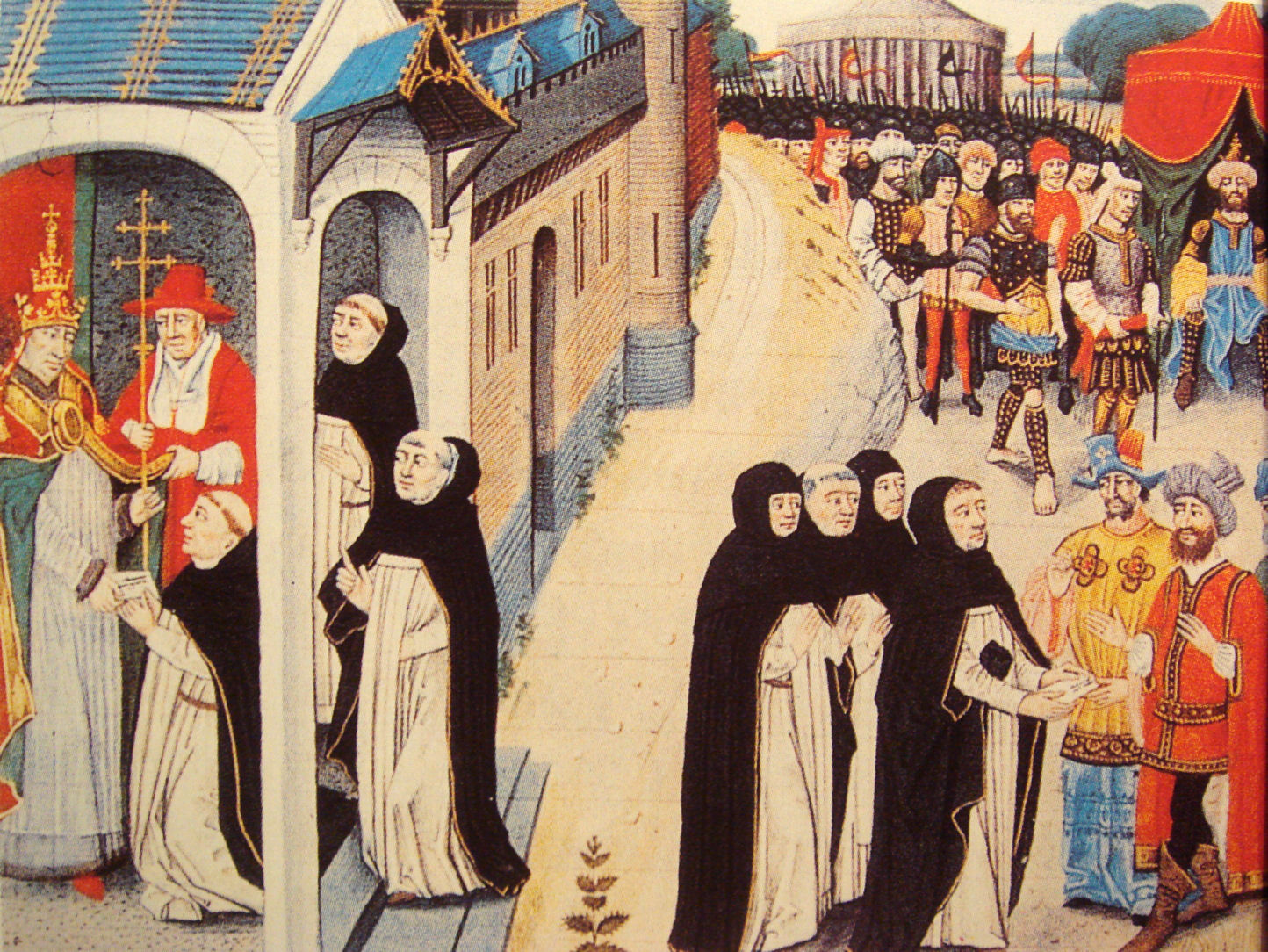
Ascelin von Cremona erhält einen Brief von Papst Innozenz IV. (links) und übergibt ihn an den mongolischen General Baiju (rechts).

Hülegü musste sich zunächst mit Berke Khan auseinandersetzen, unter dem Ende 1261 ein Heer der Goldenen Horde in den Kaukasus vorgedrungen war. 1262 schlug Hülegü Berke zurück und konnte somit seine Herrschaft über Nordwestpersien behaupten. Berke war zum Islam übergetreten und schloss nun eine Allianz mit den Mamluken. Die Mongolen waren schon eine Zeit lang in diplomatischen Kontakt mit dem Papst und europäischen Herrschern gestanden; 1262 schickte Hülegü eine Gesandtschaft an den Hof des französischen Königs Louis IX. und schlug ihm ein Bündnis gegen die Mamluken vor. Die beiden gegensätzlichen Allianzen bestanden während der gesamten Herrschaft der Ilchane fort. Hülegü musste auch Revolten im Inneren seines Reiches befrieden. 1262 eroberte er Mossul und bereitete der lokalen Dynastie der Zengiden unter dem Atabeg von Mossul ein Ende.

##### Herausforderungen, Übertritt zum Islam
Als Hülegü 1265 starb, hinterließ er ein Reich, das nach mehreren Jahrzehnten regionaler Konflikte innerlich zerrissen war. Mitglieder anderer Zweige der Familie Dschingis Khans hatten noch Besitz innerhalb des Gebiets der Ilchaniden. Frühere mongolische Feldherren (noyan) besaßen Land und Machtansprüche, die sie vererbten, und mischten sich in die Verwaltung des Landes durch persische Beamte ein, mit denen sie Bündnisse oder Klientelverhältnisse unterhielten. Auch die Frauen der Mongoleidynastien verfügten über eigenes Einkommen aus Landbesitz und beträchtlichen politischen Einfluss. All dies machte es der Zentralregierung schwierig, die Finanzmittel einzusammeln, die sie für den Erhalt der Macht brauchten. Die politische Einflussnahme der Noyan und der Frauen der Dynastie war, wie Raschīd ad-Dīn in seiner „Geschichte der Mongolen“ (Dschāmiʿ at-tawārīch) berichtet, in Regeln festgelegt, die jeweils zum Amtsantritt eines Khans bestätigt wurden. Das Mitspracherecht so vieler unterschiedlicher Gruppen brachte es mit sich, dass Streitigkeiten zwischen einzelnen Fraktionen immer auch andere Interessengruppen betrafen, die in den Konflikt eingriffen.
Die größte Bedrohung erstand 1277 im Westen, als der Mamlukensultan Baibars I. Kayseri, die Hauptstadt des Sultanats der Rum-Seldschuken in Kleinasien eroberte und anfing, in eigenem Namen Münzen zu prägen. Er ging eine Allianz mit Pervâne Mu‘in al-Din Suleyman ein, der unter Baiju zu Ansehen gelangt war. Am 30. Oktober 1281 wurde das Heer von Hülegüs Sohn Abaqa (1234–1282) bei Homs von den Mamluken geschlagen. Durch den Tod Abaqas konnte ein erneuter Feldzug nach Westen nicht mehr stattfinden, und die Expansion des Ilchanats war im Westen beendet.
Die Nachfahren Hülegüs herrschten etwa ein Jahrhundert lang als Ilchane über ihre Eroberungen im Nahen und Mittleren Osten. Ilchan Aḥmad Tegüder war der erste Ilchan, der zum Islam übertrat. 1284 wurde Ahmad Tegüder durch Arghun gestürzt, und der Buddhismus gewann wieder an Einfluss. Unter Ghazan Ilchan konvertierte ein Großteil der mongolischen Oberschicht zum sunnitischen Islam. Unterstützt von seinem berühmten Wesir, dem Universalgelehrten Raschīd ad-Dīn Hamadāni, führte Ghana eine Reihe von Reformen durch, die als der entscheidende Moment der Assimilation der Mongolen und ihre Anpassung an die islamische Gesellschaft angesehen wurde. Der in einem offiziellen Akt begangene Übertritt sicherte Ghazan die Loyalität der mongolischen Truppen, von denen sich viele bereits zum Islam bekehrt hatten. Nach seiner Machtübernahme ließ er zahlreiche mächtige Anführer hinrichten, darunter Taghachar und Nāwruz, die Feldherren Baidus. Er unterhielt diplomatische Beziehungen sowohl zu den Mamluken als auch zu den europäischen Mächten. Sein neuer Titel Pādischāh-i Islām unterstreicht seine Unabhängigkeit von mongolischen Traditionen und seinen Anspruch auf eine Vorrangstellung in der islamischen Welt. Sein Versuch, die heiligen Stätten des Islams unter seine Herrschaft zu bringen, scheiterte jedoch am Widerstand der Mamluken.

##### Raschīd ad-Dīn Hamadāni, Ch’eng Hsiang, und die Reformen Ghazans
Raschīd ad-Dīn stammte aus einer Familie jüdischer Ärzte, und diente Ghazan als Ratgeber und Wesir (ṣāhib dīwān). Im Auftrag seines Herrschers verfasste er eine „Geschichte der Mongolen“ (Dschāmiʿ at-tawārīch), in der er auch Ghazans Reformen beschreibt und den Text vieler Dekrete wiedergibt. Unter anderem wurden nun regelmäßig Steuern auf Grundbesitz erhoben, dessen Wert auf Tafeln angegeben war, die an den Gebäuden befestigt waren. Weder Gesandten noch Militär war es gestattet, sich nach Belieben dort einzuquartieren. Verlassenes Land wurde wieder kultiviert, die Währung, Gewicht und Maße wurden vereinheitlicht. Zu ihrem Unterhalt wurde den Soldaten Land entsprechend ihrem Rang zugeteilt. Die beiden letztgenannten Maßnahmen weisen deutliche Parallelen zur chinesischen Verwaltungspraxis unter Kublai Khan auf. Einer von dessen Ratgebern, Minister (bolad) Ch’eng Hsiang, befand sich noch an Ghazans Hof in Täbris.

##### Spätzeit

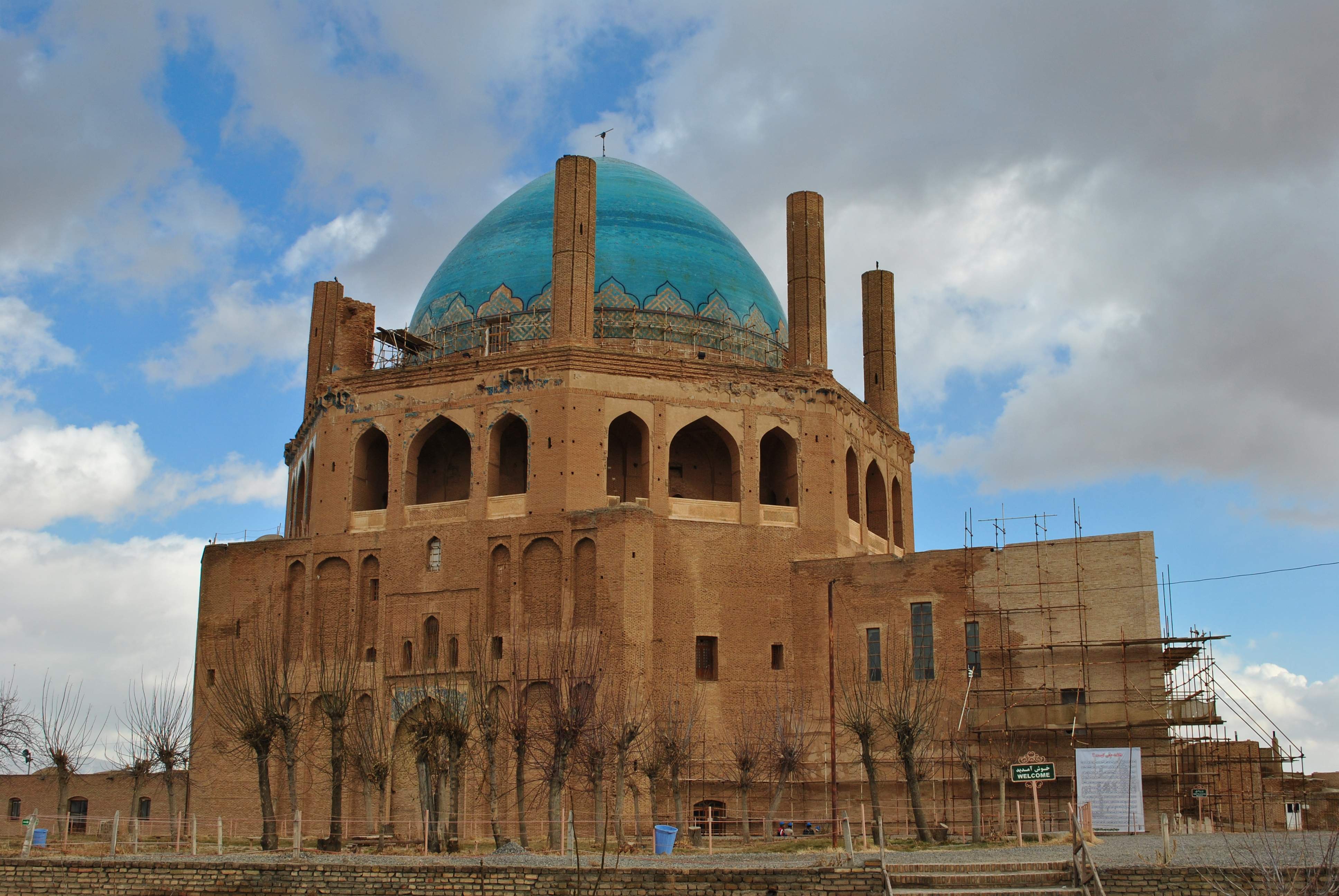
Weltkulturerbe Mausoleum des Öldscheitü, frühes 14. Jh.

Ghazans Nachfolger war sein Bruder Charbanda, der nach seinem Regierungsantritt – nach traditionellem mongolischem Ritus – am 12. Juli 1304 den Namen Öldscheitü annahm. Er wandte sich der Zwölfer-Schia zu, ohne diese Richtung des Islams jedoch in seinem Herrschaftsgebiet durchzusetzen. In seine Regierungszeit fiel eine Periode relativer politischer Ruhe, so dass er im Frühjahr 1305 an den französischen König Philipp den Schönen schreiben konnte, er habe das Mongolenreich wiederhergestellt. 1306 eroberte er Herat, 1307 führte er einen Feldzug in Gilan, der mit dem Tod des bisherigen Feldherrn, Amir Qutlugh Schah, den Aufstieg Amir Tschupans ermöglichte. Ein Vorstoß gegen das Tschagatai-Khanat blieb 1313 erfolglos.
Öldscheitüs Nachfolger wurde sein zwölfjähriger Sohn Abū Saʿīd (reg. 1316–1335), die Macht lag jedoch in den Händen Amir Tschupans. Nach Abu Sa’ids Tod zerfiel das Ilchanat. Einzelne Provinzen gewannen ihre Selbständigkeit unter eigenen Herrscherdynastien, von denen die bedeutendsten die Tschupaniden (im persischen Irak und Aserbaidschan), die Dschalairiden (im arabischen Irak), die Kartiden (im östlichen Chorasan), die Muzaffariden (in Südpersien) und die Sarbedaran (im westlichen Chorasan) waren. Ab 1360 eroberte Timur die Region; seine Nachfolger begründeten die Dynastie der Timuriden.

#### Timuriden (1370–1507)

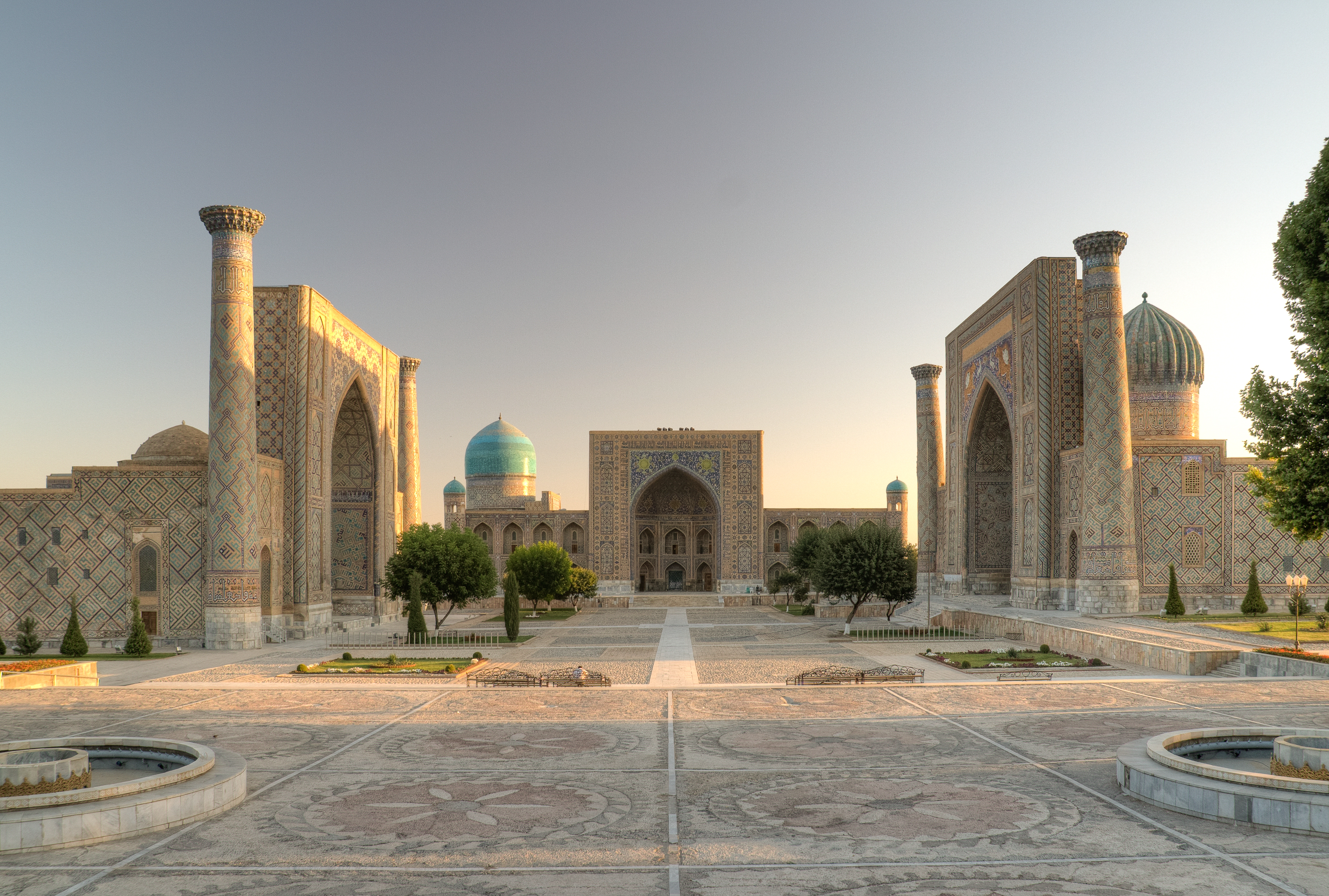
Der Registan-Platz in Samarkand
----
Bedeutende Personen
· Sakkākī – Dichter
· Lutfī – Dichter
· Nawa’i – Dichter
· Dschami – Sufi und Dichter
· Mansur ibn Ilyas – Anatom

Begründer und Namensgeber der Dynastie war Timur (eigentlich Temür, genannt „Timur-i Lang“; 1336–1405). 1370 in Transoxanien allgemein als Herrscher anerkannt, regierte er zunächst als Statthalter der Tschagatai-Khane. Ab 1380 eroberte er den Südens Chorasans, Teile Irans und des Iraks und übernahm die Herrschaft von den lokalen Dynastien wie den Kartiden, Sarbedaran, Muzaffariden und Dschalairiden. 1391 und 1395 besiegte Timur die mongolischen Herrscher der Goldenen Horde an der Wolga, deren Reich danach in einzelne Khanate zerfiel. Timur herrschte 1394 über Teile des Iraks, Irans, Aserbaidschans, Usbekistans, Armeniens, Georgiens, Syriens und der Türkei. Im Osten grenzte sein Reich an das Tschagatai-Khanat der Mongolen. 1398 eroberte Timur das Sultanat von Delhi, 1401 Damaskus sowie erneut Bagdad. Am 20. Juli 1402 besiegte Timur in der Schlacht bei Ankara ein osmanisches Heer unter Sultan Bayezid I. Bayezid wurde gefangen genommen und starb in mongolischer Gefangenschaft. Während Timurs Feldzüge zu erheblichen Zerstörungen führten, wurde die Hauptstadt Samarkand prächtig ausgebaut und durch die Förderung von Kunst und Kultur zu einem bedeutenden Kulturzentrum in Mittelasien.
Unter den Timuriden kam es zu einem erheblichen kulturellen Aufschwung in Mittelasien und Chorasan. Es vermischten sich die turkomongolischen Traditionen mit der iranisch-islamischen Kultur. Es entstand Literatur in Persisch und Tschagataisch, den beiden linguae francae der timuridischen Elite, sowie in Arabisch, der traditionellen Sprache der islamischen Welt. Offizielle Hof-, Administrations- und Gelehrtensprache der Timuriden war aber Persisch. Die persische Sprache und lyrische Formen wie die Dīwāndichtung beeinflussten auch die zeitgenössische türkische Literatur. Herausragend ist die Architektur in Städten wie Herat, Maschhad oder Samarkand. In Samarkand stehen noch die Bibi-Chanum-Moschee, die Medresen am Registan-Platz und die Gräberstraße von Shohizinda. In Herat ist der Musalla-Komplex zu nennen.
1526 eroberte der Timuride Babur das indische Sultanat von Delhi und begründete das Mogulreich, das bis zur Eroberung durch die Briten 1858 bestand.

## Großreiche der Frühen Neuzeit: 15.–18. Jahrhundert
Kennzeichnend für die drei Großreiche des „Islamischen Mittelalters“ ist ihre lange Beständigkeit, verglichen mit früheren Herrscherdynastien, die sich in schneller Folge abwechselten. Ein wesentlicher Grund hierfür war die Einführung moderner Feuerwaffen, weshalb diese Reiche auch als „Schießpulvermächte“ (englisch „gunpowder empires“) bezeichnet werden. Der Gegensatz zwischen dem osmanischen Sunnismus und der unter den persischen Safawiden als Staatsreligion eingeführten Schiismus prägte die Politik und Geschichte beider Reiche.

### Osmanisches Reich (1299–1922)

Osmanisches Reich zwischen 1481 und 1681

#### Geschichtlicher Überblick
Die Überlieferungen über die Anfangszeit des Osmanischen Reichs (osmanisch دولت علیه İA Devlet-i ʿAlīye, deutsch ‚der erhabene Staat‘, ab 1876 amtlich osmanisch دولت عثمانيه İA Devlet-i ʿOs̲mānīye, deutsch ‚der osmanische Staat‘) sind nur spärlich, wohl weil es sich zu Beginn nur um eines unter vielen Beyliks handelte, die nach dem Ende der Herrschaft der Rum-Seldschuken in Kleinasien entstanden waren. Der Namensgeber Osman I. beherrschte zu Anfang des 14. Jahrhunderts den nomadischen Stamm der Kynyk bei Söğüt im nordwestlichen Kleinasien, der turkmenischer Herkunft und islamischen Glaubens war. Um 1299 erklärte Osman die Unabhängigkeit seines Beyliks von den Rum-Seldschuken. Zur Zeit seiner größten Ausdehnung im 17. Jahrhundert beherrschten die osmanischen Sultane neben den Kernlanden Kleinasien und Rumelien das Gebiet um das Schwarze und das Asowsche Meer, große Teile des Balkans, mit Syrien, dem Gebiet des heutigen Irak und dem Hedschas (mit den heiligen Städten Mekka und Medina) die historischen Kernlande des Islams, Nordafrika mit Nubien, Oberägypten und westwärts bis zum mittleren Atlasgebirge. Hauptstadt des Reiches war ab 1326 Bursa, ab 1368 Adrianopel, schließlich seit 1453 Konstantinopel.
Fast 500 Jahre lang, bis in die moderne Zeit, beherrschte das Osmanische Reich einen Großteil der islamischen Welt. Die Organisation und Geschichte seiner Verwaltung ist in den Archiven des Topkapı-Palasts genau dokumentiert. Da Istanbul – im Gegensatz zu anderen Städten – nach 1453 nie wieder erobert und geplündert, und die Sultansresidenz nie zerstört wurde, sind die Dokumente weitestgehend erhalten und werden immer eingehender erforscht. Zahlreiche Kriege führte das Osmanische Reich mit dem Heiligen Römischen Reich im Westen, dem Perserreich unter der mächtigen Safawidendynastie, ab dem 18. Jahrhundert mit dem Russischen Reich. Hauptgegner im Mittelmeer waren die Republik Venedig, Spanien, die Republik Genua, der Kirchenstaat und die Malteserritter. Im Indischen Ozean rang das Reich mit Portugal um den Vorrang im Fernhandel mit Indien und Indonesien. Durch die ununterbrochen intensiven politischen, wirtschaftlichen und kulturellen Beziehungen ist die Geschichte des Osmanischen Reichs mit derjenigen Westeuropas eng verbunden.
Im Laufe des 18. und vor allem im 19. Jahrhundert erlitt das Reich in Auseinandersetzungen mit den europäischen Mächten sowie durch nationale Unabhängigkeitsbestrebungen in seinen europäischen Kernlanden erhebliche Gebietsverluste. Sein Territorium verkleinerte sich auf das europäische Thrakien sowie auf Kleinasien. Die Niederlage der Habsburger- und Hohenzollernmonarchie, mit denen sich das Osmanische Reich im Ersten Weltkrieg verbündet hatte, führte innerhalb weniger Jahre zum fast gleichzeitigen Ende dreier großer Monarchien, die die Geschichte Europas über Jahrhunderte hinweg geprägt hatten. Im Türkischen Befreiungskrieg setzte sich eine Nationalregierung unter Mustafa Kemal Pascha durch; 1923 wurde als Nachfolgestaat die Republik Türkei gegründet.

### Safawiden- und Mogulreich

#### Safawidenreich (1501–1722)

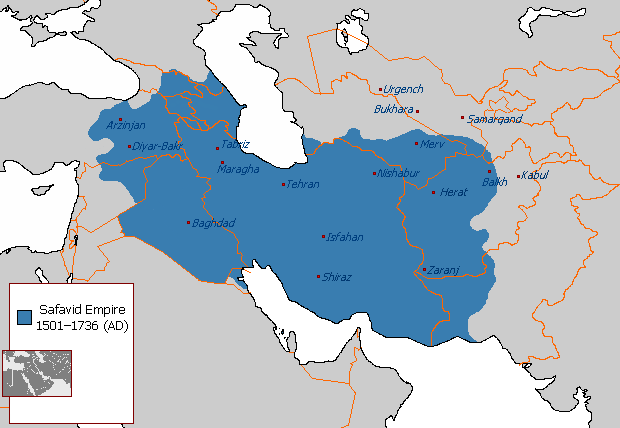
Das Reich der Safawiden um 1510
----
Schahs der Safawidendynastie
· Ismail I., 1501–1524
· Tahmasp I., 1524–1576
· Ismail II., 1576–1577
· Mohammed Chodabande, 1577–1587
· Abbas I., der Große 1587–1629
· Safi I., 1629–1642
· Abbas II., 1642–1666
· Safi II. (Sulaiman I.), 1666–1694
· Sultan Hosein, 1694–1722
· Tahmasp II., 1729–1732
· Abbas III., 1732–1736
· Sulaiman II., 1749–1750
· Ismail III., 1750–1765

Im Jahr 1499 kam im Perserreich eine neue Dynastie an die Macht, die Safawiden. Ihr Begründer, Schah Ismail I. (1484–1524), wird als der erste nationale Herrscher Persiens seit der arabischen Expansion angesehen, und etablierte den schiitischen Islam als Staatsreligion.
Unter der Herrschaft der Safawiden erlebte Persien eine kulturelle Blütezeit; in den Hofmanufakturen entstanden Meisterwerke der Islamischen Kunst und Architektur.
Der Name der Safawiden leitet sich von Scheich Safi ad-Din Ardabili (1252–1334) ab, der 1301 einen Sufi-Orden, die Safawiyya in Ardebil gründete. Ismail I. gelang 1501 die Eroberung von Täbris und der Sturz der turkmenischen Aq Qoyunlu. Nachdem der Nordosten Irans mit einem Sieg über die Usbeken bei Herat (1510) gesichert worden war, kam es zum Konflikt mit den Osmanen im Westen. Diese besiegten 1514 die Safawiden in der Schlacht bei Tschaldiran und eroberten die Hauptstadt Täbris. Auch der Nachfolger Ismails, Tahmasp I. (1524–1576), befand sich im Konflikt mit den Osmanen und Usbeken. Während er Chorasan behaupten konnte, gingen der Irak und Aserbaidschan nach 1534 an die Osmanen verloren.
Abbas I., „der Große“ (1587–1629) gelang die Konsolidierung des Reiches. Unter ihm konnte 1601 Bahrain besetzt werden. 1603 konnten die Osmanen aus Aserbaidschan, Armenien und Georgien vertrieben werden, 1623 wurde der Irak zurückerobert. Damit gerieten die schiitischen Wallfahrtszentren Nadschaf und Kerbela wieder unter persische Kontrolle. 1595 wurden die Übergriffe des Usbeken Abdullah II. gestoppt. Wirtschaftspolitisch gelang der Ausbau der Infrastrukturen, insbesondere der neuen Hauptstadt Isfahan, die nun ein hervorragendes Straßensystem und repräsentative Baukomplexe und Plätze wie den Meidān-e Emām aufwies, Meisterwerke der Persischen Architektur.
Unter den Nachfolgern von Abbas I. verlor die Zentralverwaltung an Einfluss. Unter Schah Abbas II. (1642–1666) reformierte und konsolidierte sich das Reich. Enge Handelskontakte entstanden mit den europäischen Seemächten England und Holland. 1649 konnte Kandahar in Chorasan besetzt werden, das sowohl Persien als auch das indische Mogulreich beanspruchten.
Gegen Ende des 17. Jahrhunderts kam es unter Sultan Husain (1694–1722) zum wirtschaftlichen Niedergang. Da gleichzeitig die Sunniten im Reich zwangsweise zum schiitischen Islam bekehrt werden sollten, brach 1719 ein Aufstand der paschtunischen Ghilzai aus. Diese eroberten 1722 Isfahan und setzen den amtierenden Schah ab. Diese neue Hotaki-Dynastie konnte sich nur einige Jahre halten. Sein Nachfolger Tahmasp II. und dessen General Nader Schah konnten 1729 die Macht zurückgewinnen. Doch blieben Tahmasp II. und sein Sohn Abbas III. politisch dem Einfluss der Afschariden unterworfen. Nader Schah stürzte 1736 die Dynastie. In einigen Provinzen konnten sich der Safawide Ismail III. bis 1773 behaupten.
Als zweite islamische Großmacht neben dem Osmanischen Reich waren die beiden Reiche während des 16. und 17. Jahrhunderts immer wieder in kriegerische Auseinandersetzungen verwickelt. In den Osmanisch-Safawidischen Kriegen (1532–1555 und 1623–1639) ging es nicht nur um Gebietsstreitigkeiten in Kleinasien, Mesopotamien und dem Kaukasus, sondern auch um die religiösen Gegensätze innerhalb des Islams: Gegenseitige religiöse Toleranz und die Gewährleistung der Sicherheit der Pilger auf dem Weg zu den heiligen Stätten des Islams und der Schia waren Gegenstand der Friedensverträge von Amasya (1555), Istanbul (1590), und Qasr-e Schirin (1639).

#### Mogulreich (1526–1858)

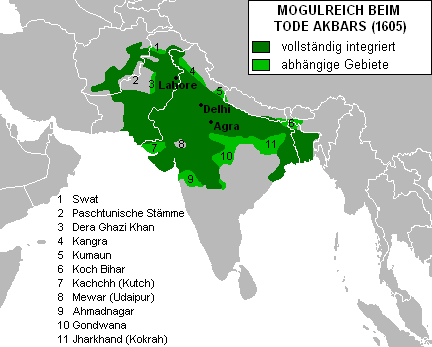
Ausdehnung des Mogulreiches beim Tode Akbars (1605)

Das Mogulreich bestand von 1526 bis 1858 auf dem indischen Subkontinent. Das Kernland des Reiches lag in der nordindischen Indus-Ganges-Ebene um die Städte Delhi, Agra und Lahore. Auf dem Höhepunkt seiner Macht im 17. Jahrhundert umfasste das Mogulreich fast den gesamten Subkontinent und Teile des heutigen Afghanistans.
Der erste Großmogul Babur (reg. 1526–1530), ein aus Zentralasien stammender Fürst der Timuriden-Dynastie, eroberte, ausgehend vom Gebiet der heutigen Staaten Usbekistan und Afghanistan, das Sultanat von Delhi. Als bedeutendster Mogulherrscher gilt Akbar (reg. 1556–1605). Unter Aurangzeb (reg. 1658–1707) erfuhr das Imperium der Moguln seine größte territoriale Ausdehnung. Mehrere schwere militärische Niederlagen gegen die Marathen, Perser und Afghanen sowie die Verschärfung der religiösen Gegensätze im Inland zwischen der moslemischen „Herrscherkaste“ und der unterworfenen Mehrheitsbevölkerung der bäuerlichen Hindus schwächten das Mogulreich im Lauf seiner Geschichte. 1858 wurde der letzte Großmogul von Delhi von den Briten abgesetzt. Sein Territorium ging in Britisch-Indien auf.

## 18. Jahrhundert: Entstehung regionaler islamischer Reformbewegungen
Im 18. Jahrhundert entstanden in verschiedenen Teilen der islamischen Welt reformorientierte Gruppierungen in Form lokaler Netzwerke um einzelne Gründerpersonen. Die ältere Forschung hatte Napoleons Ägyptische Expedition als geschichtlichen Wendepunkt angesehen, an dem durch den Kontakt mit modernen Ideen und fortschrittlicher Technologie aus Westeuropa Reformbewegungen innerhalb der islamischen Welt angestoßen worden seien. Mit genauerer Kenntnis der Quellenlage gewinnen Forschungsansätze an Bedeutung, die schon im 18. Jahrhundert Reformbemühungen aus religiösen und gesellschaftlichen Herausforderungen heraus entstehen sehen, ohne dass zu dieser Zeit schon eine intensive intellektuelle Auseinandersetzung mit Westeuropa stattgefunden hätte.
Die regionalen inner-islamischen Reformbestrebungen sind in der politischen Geschichte des Islams vor allem deshalb bedeutsam, weil sich heutige neofundamentalistische und terroristische Vereinigungen teilweise auf die Gründer dieser Bewegungen berufen. Es wird, beispielsweise im von Abū Muhammad al-Maqdisī publizierten Gründungsmanifest der Organisation Islamischer Staat, eine transnationale Kontinuität der Tradition unterstellt, die vor allem von den informellen Netzwerken der Gelehrten der „Provinz al-Ḥaramayn“ (in Mekka und Medina) in vielen Teilen der islamischen Welt propagiert worden seien.

### Reformbewegungen im Sufismus

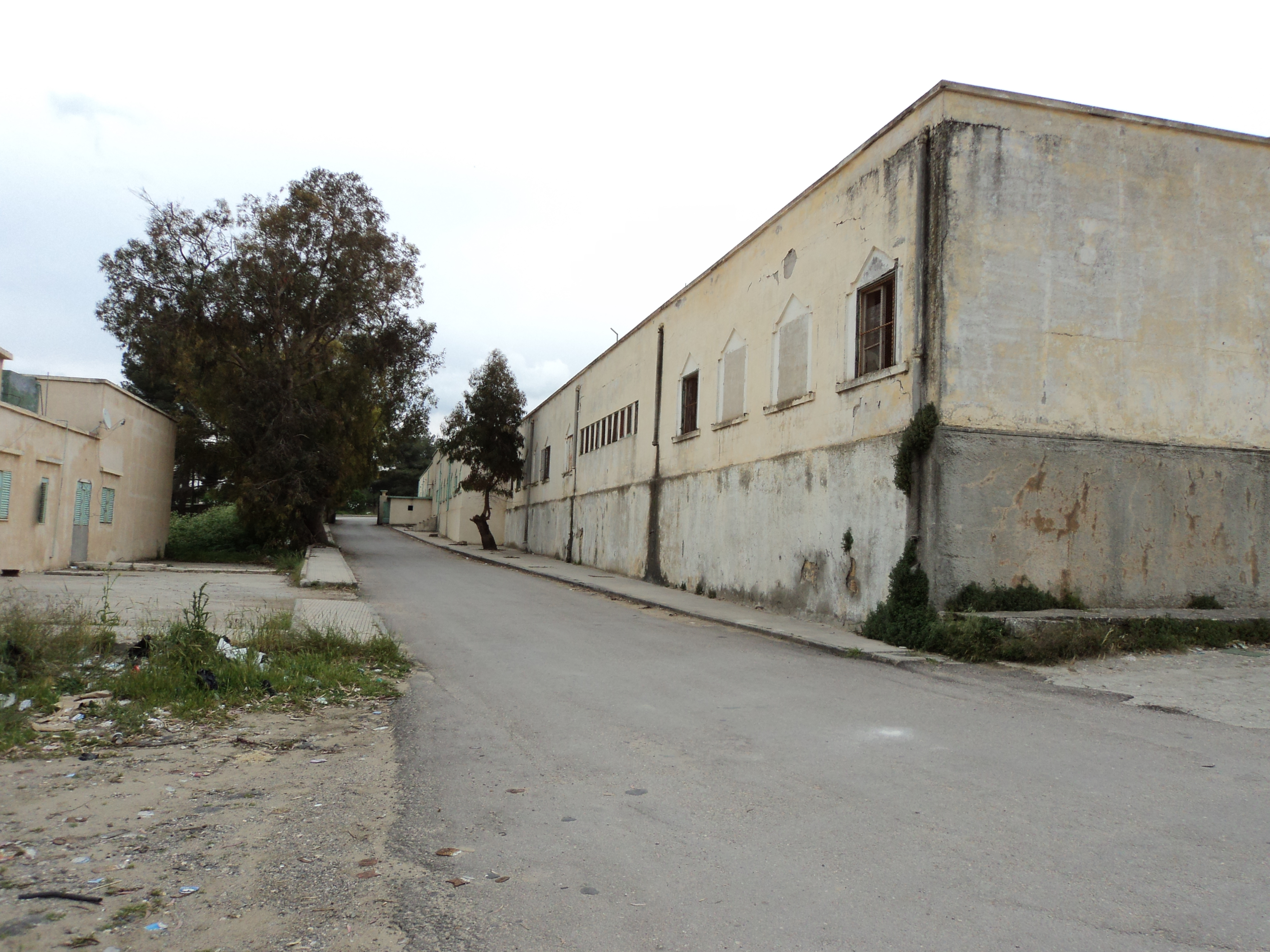
Zawiyat al-Baida Sanūsi, Libyen, 2010

Schon im 13. Jahrhundert war im Maghreb der Sufiorden (Tarīqa) der Schādhilīya gegründet worden. Ihr bedeutendster Vertreter war Ahmad ibn Idris al-Fasi (1760–1837). Einige seiner Schüler verbreiteten seine Lehren zunächst als Idrisiyya. Zu den einflussreichsten Schülern Ibn Idris gehörten Muhammad ibn Ali al-Sanūsi (1787–1859), der in der Kyrenaika den Sanūsīya-Orden gründete, Muhammad al-Majdhub as-Sughayir (1796–1833), der nach 1815 im Osten Sudans die einflussreiche Chatmiyya-Bruderschaft gründete und Ibrahim al-Raschid (1813–1874), der in seinem Heimatland Sudan eine eigene Tarīqa, die Raschidiyya bildete.

#### Jemen: Asch-Schaukānī
Muhammad ibn ʿAlī asch-Schaukānī (1760–1834) war von 1795 bis 1834 oberster Qādī im zaiditischen Imamat der Qāsimiden im Jemen. Er befürwortete die individuelle Wahrheitsfindung (Idschtihād) gegenüber der Nachahmung (Taqlid). Raschīd Ridā betrachtete ihn als den Erneuerer des 12. islamischen Jahrhunderts. In seinen zahlreichen Schriften, vor allem in Al-Badr al-Ṭālỉ, kritisiert er die wahhabitische Auffassung des Islams aus religiöser Sicht, sowie wegen ihrer engen politischen Verbindung mit dem Machthaber Muhammad ibn Saud, achtete aber in seiner Wortwahl sorgfältig darauf, die politischen Spannungen zwischen dem Staat der Saudi und dem schiitisch-zaiditischen Imamat von Sana’a nicht zu verstärken. Er stellte fest, dass der Vollzug einer Hadd-Strafe, die auch heute wieder im Fall von Amina Lawal und Safiya Hussaini in Nigeria zu Empörung führte, sowohl vom Eingeständnis des Schuldigen als auch von einem formalen Gerichtsurteil abhänge. Eine Person dürfe nicht als abtrünnig vom Islam verurteilt werden, solange sie dies nicht selbst explizit von sich behaupte und öffentlich kundgetan hätte.

#### Kyrenaika: al-Sanūsi
Die 1837 von Muhammad as-Sanussi gegründete Sanūsīya entstand als religiöse Reformbewegung mit dem Ziel der Erneuerung des Islams durch die Rückkehr zur reinen Lehre von Koran und Sunna. In seinen Schriften bemüht sich al-Sanūsi vor allem um die Legitimation des Sufismus gegenüber dem Islamverständnis der Wahhabiten, sowie um die Auslegung der Ḥadith und die rituellen und organisatorischen Aspekte der Tarīqa. Von der Zentrale in Al-Baida im südwestlichen Libyen aus, weitab vom Einfluss der osmanischen oder französischen Behörden, verbreitete sich die Sanūsīya vor allem in der Kyrenaika und in anderen Regionen Libyens. Nach seinem Tod 1859 übernahm sein Sohn Muhammad al-Mahdī as-Sanūsī (1859–1902) die Führung der Bruderschaft. Sein Enkel Muhammad Idrīs al-Sanūsī (1890–1983) war von 1951 bis 1969 König von Libyen.

#### Indien: Schāh Walīyullāh ad-Dihlawī
Schāh Walīyullāh ad-Dihlawī (1703–1763) aus Delhi war Augenzeuge der Eroberung Delhis durch Nadir Schah, 1739. Er war Schüler des Sufi-Meisters Muhyī d-Dīn Ibn ʿArabī, dessen Ansichten von Muhammad ibn ʿAbd al-Wahhāb hart bekämpft wurden. Seine eigene Lehre basierte auf dem Gedanken der Einheit, nicht nur des Bekenntnisses, sondern auch der sozialen Realität. Er vermittelt seine Einsichten in Form von Schilderungen seiner Visionen des Propheten Mohammed:

„[Gott will] durch dich Einigkeit in die gesegnete Gemeinschaft tragen (‚yajm' shamlan min shaml al-umma al-marḥūma bika‘), deshalb hüte dich, eine wahrhaftige Person anzuklagen, sie sei ketzerisch, es sei denn, tausend Freunde klagten ihn der Häresie an. […]“

Seine Lehre zeichnet aus, dass er zwar von förmlicher Ausübung des Schirk (qawālib) und möglichen Anzeichen für ihr Vorhandensein (maẓān) ausgeht, den Urteilsspruch jedoch offen lässt.
Die Ṭarīqa-yi Muḥammadīya knüpft an die Lehren ad-Dihlawīs und des jemenitischen Qādī al-Qudāt von Sanaa ʿAlī aš-Šaukānī (1760–1834) an. Sie wird als Vorbild für die bis in die heutige Zeit bedeutsame Ahl-i Hadīth angesehen.

### Arabische Halbinsel: Muhammad ibn ʿAbd al-Wahhāb
Muhammad ibn ʿAbd al-Wahhāb (1702/3–1792) lehrte ein spezielles Verständnis des Tauhīd, des aktiven Bekenntnisses zur Einheit Gottes (tauhīd al-ulūhīya), das der Gläubige durch sein Handeln in die Tat umsetzt. Erst die Erfüllung des tauhīd al-ulūhīya macht nach seiner Lehre den Menschen zum Muslim und unterscheidet ihn vom Ungläubigen. Zerstört wird der tauhīd al-ulūhīya durch jegliche Form von Schirk, „Beigesellung“, der von al-Wahhāb erheblich weiter aufgefasst wurde als von den sunnitischen Gelehrten seiner Zeit.
Im Jahre 1744 schlossen al-Wahhāb und der Emir Muhammad ibn Saud ein Bündnis, das durch einen Treueid besiegelt wurde. Der Pakt zielte auf die Errichtung eines Staates ab. Al-Wahhāb sollte als Imam die religiösen Angelegenheiten verwalten, während Ibn Saʿūd für die militärischen und politischen Angelegenheiten verantwortlich sein sollte. Durch die Verbindung von Glauben und Macht wurde die Herrschaft der Ibn Saʿūds religiös legitimiert.
Im heutigen Saudi-Arabien genießen die nach ihm benannten Wahhabiten, Anhänger eines traditionellen und puristischen Islam, staatliche Förderung. Sich selbst bezeichnen die Wahhabiten eher als Salafis oder einfach als „Sunniten“ (ahl as-sunna). Die Islamische Weltliga hat den Auftrag, wahhabitisches Gedankengut weltweit zu verbreiten. Die Gruppe der Ahl-i Hadīth sowie das Al-Qaida-Netzwerk stehen den Wahhabiten nahe. Auch die Ideologie der Taliban und der Organisation „Islamische Staat“ weist Ähnlichkeiten mit dem Wahhabismus auf.

### Nigeria: Usman dan Fodio und das Kalifat von Sokoto

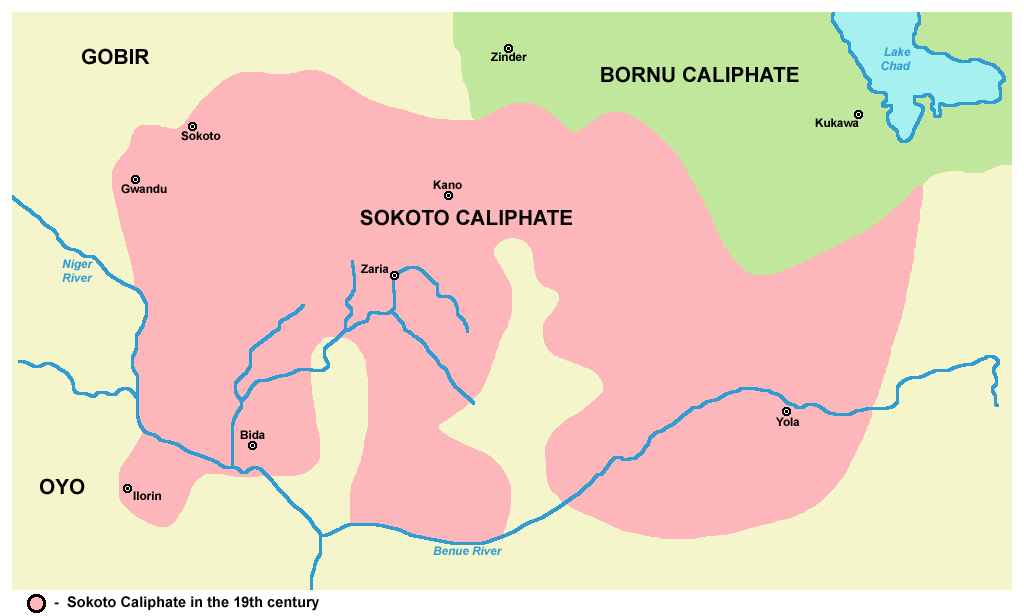
Sokoto-Kalifat im 19. Jahrhundert

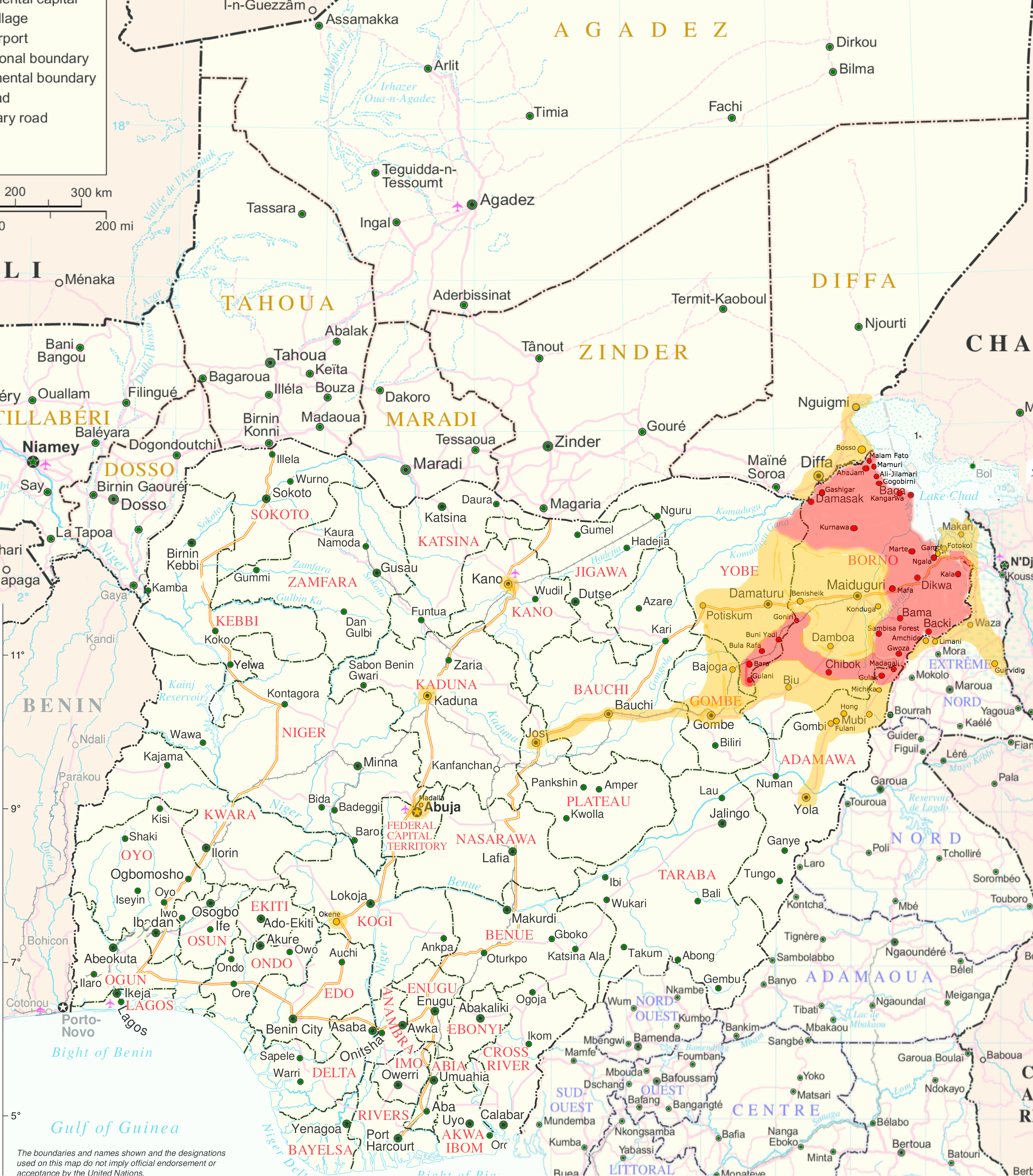
Boko Haram in der Tschadregion (11. Februar 2015)

Usman dan Fodio (1754–1817) war ein militärischer und religiöser Anführer der Qādirīya-Tarīqa aus dem Volk der Fulbe. Er trat zunächst als religiöser Reformer auf und widmete sich einer reineren Form des Islams. Seiner Meinung nach litt die Gesellschaft seiner Zeit an einer falschen Ausübung des Islams und an sozialer Ungerechtigkeit. 1804 rief er einen Dschihad aus und besiegte im selben Jahr ein Heer der Haussa. In den folgenden Jahren eroberte Usman die meisten der Haussa-Staaten und schuf ein Fulbe-Reich in Nordnigeria, das auch unter dem Namen Kalifat von Sokoto bekannt ist. Als Herrschaftssitz wählte er die Stadt Kano. Sein Schüler Modibo Adama gründete das Emirat Adamaua. 1808 und 1810 erlitt Usman Niederlagen gegen die Reiche Bornu und Kanem. 1903 wurde Sokoto von den Briten unter Frederick Lugard besiegt. Die von Sokoto losgelöste Region von Konni wurde Französisch-Westafrika zugeschlagen.
Die Terrorgruppen Boko Haram und die von ihr abgespaltene Ansaru berufen sich auf das Kalifat von Sokoto. Im März 2015 gab Abu Bakr Shekau, der Anführer der Boko Haram bekannt, dass seine Gruppe der Organisation Islamischer Staat und ihrem Anführer Abu Bakr al-Baghdadi Treue geschworen habe.

## 19. Jahrhundert

### Politische Reformen im 19. Jahrhundert
Seit dem frühen 19. Jahrhundert bis zur grundlegenden Neuordnung nach dem Ersten Weltkrieg waren es vor allem drei Zentren, die die islamische Gesellschaft des Nahen Ostens prägten: Ägypten (de facto unabhängig vom Osmanischen Reich), das Osmanische Reich selbst, und Iran unter der Herrschaft der Kadscharen.
Die gesellschaftliche und politische Ordnung im Osmanischen Reich und Ägypten waren in einem über nahezu drei Jahrhunderte gewachsenen Prozess auf dem Boden osmanisch-islamischer Werte und Gebräuche entstanden. Das politische System des Reiches war nie statisch oder in allen Regionen einheitlich, in dieser langen Zeit hatte sich in den einzelnen Regionen jedoch ein gemeinsames Verständnis der grundsätzlichen Ziele der osmanischen Herrschaft und der Art und Weise ihrer Ausübung herangebildet. Ende des 19. und in den ersten beiden Jahrzehnten des 20. Jahrhunderts befand sich das Osmanische Reich erneut in einem Reformprozess. Die Unterbrechung und letztliche Zerstörung der gewachsenen Herrschafts- und Gesellschaftsstrukturen während und nach der Reformära brachte erneut tiefe und desorientierende Einschnitte für die Völker des Nahen Ostens. Im 19. Jahrhundert war es nicht die Absicht der herrschenden islamischen Dynastien gewesen, die Länder des Nahen Ostens zu „verwestlichen“, sondern zunächst einmal nur technische und administrative Verbesserungen aus Europa einzuführen, vor allem im Hinblick auf eine Reform der Streitkräfte. Erst mit zunehmender Zahl europäisch ausgebildeter Verwaltungsbeamter und militärischer Anführer beschleunigte sich der Wandlungsprozess und griff über rein militärische Aspekte hinaus in weitere Bereiche des öffentlichen Lebens über.
Einzelne Personen standen diesen Veränderungsprozessen kritisch gegenüber, oder wünschten sich zumindest, sie seien besser vereinbar mit den Grundsätzen und Bräuchen islamischen Lebens. Unter diesen ragen im 19. Jahrhundert der osmanische Sultan Abdülhamid II. heraus, sowie drei aus dem ländlichen Leben entstandene Reformbewegungen: die Wahhabiten, Sanusi, und die Mahdiyya. In Ägypten verbreitete Muhammad Abduh seine Ideen und verbreitete sie über die Druckerpresse in der gesamten islamischen Welt. Die durch das gedruckte Wort eingeleitete Ära der Massenkommunikation brachte auch die eher säkularen Ideen des islamischen Erwachens hervor. Im Osmanischen Reich gelangten die in den modernisierten Bildungseinrichtungen ausgebildeten Jungtürken, überwiegend Militäroffiziere und Verwaltungsbeamte, an die Macht und versuchten, ihren Staat zu reformieren und somit zu retten. In Iran kam es 1905–1911 zur Verfassungsrevolte. Der Erste Weltkrieg mit seinen wechselnden Bündnissen, schließlich die Aufteilung der arabischen Provinzen des besiegten Osmanischen Reiches in britische und französische Einflusssphären traf die arabischen Länder weitgehend unvorbereitet. Fast ein Vierteljahrhundert lang waren die Leiter dieser Länder danach damit beschäftigt, ihre volle Unabhängigkeit von Europa zu erlangen und neue Identitäten für ihre Staaten zu finden. In der Zeit zwischen den Weltkriegen waren die vorherrschenden Ideologien der Regionalismus, der panarabische Nationalismus, sowie die Vorstellung von einer islamischen Solidarität.

### Koloniale Aneignung der islamischen Welt
Im Laufe des 17. Jahrhunderts lösten Handelswaren wie Tuche, Indigo, Tee und Porzellan die Gewürze als bedeutendste Handelsgüter ab. Im Zuge des Siebenjährigen Krieges gewann die britische Ostindien-Kompanie in der Schlacht bei Plassey die Oberhand über Frankreich und ergriff die Herrschaft über Bengalen, wo sie 1756 die Steuereinnahmen des Mogulherrschers für sich beanspruchte. Die Kompanie setzte einen Generalgouverneur ein und reformierte die Verwaltung. Ab 1818 war die Kompanie die dominante Macht in Indien, bis sie nach dem Sepoy-Aufstand von 1857 aufgelöst wurde.
1874 unterzeichnete Großbritannien Verträge mit malayischen Sultanen, die zunehmend unter den Einfluss der Kolonialmacht gerieten, bis zu Beginn des 20. Jahrhunderts Malaysia vollständig unter kolonialer Herrschaft stand. Im nahen Indonesien hatte die Niederländische Ostindien-Kompanie seit dem 17. Jahrhundert den Gewürzhandel beherrscht und ihren Einfluss bis zu Beginn des 20. Jahrhunderts auf den gesamten malaiischen Archipel ausgedehnt. Die Philippinen waren seit dem 16./17. Jahrhundert spanisch besetzt; nach dem Spanisch-Amerikanischen Krieg übernahmen die Vereinigten Staaten die Macht im Süden.
1650 hatte das Russische Kaiserreich Sibirien annektiert, 1715 erfolgte die Invasion der kasachischen Steppe. Bis zum Ende des 19. Jahrhunderts hatte das Reich die Gebiete des heutigen Turkmenistan, Kirgisistan und Tadschikistan unter seine Herrschaft gebracht. Seit der Mitte des 19. Jahrhunderts hatte Frankreich einen Großteil Westafrikas und den Maghreb kolonialisiert. Großbritannien annektierte Ostafrika, Nigeria, Ägypten und den Sudan, Italien bemächtigte sich Libyens und Somalias. Nach dem Zusammenbruch des Osmanischen Reiches nach dem Ersten Weltkrieg übernahm Großbritannien auch die Vorherrschaft über den fruchtbaren Halbmond und die Golfregion. Frankreich besetzte Syrien und den heutigen Libanon.

### Intensivierung der Kommunikation

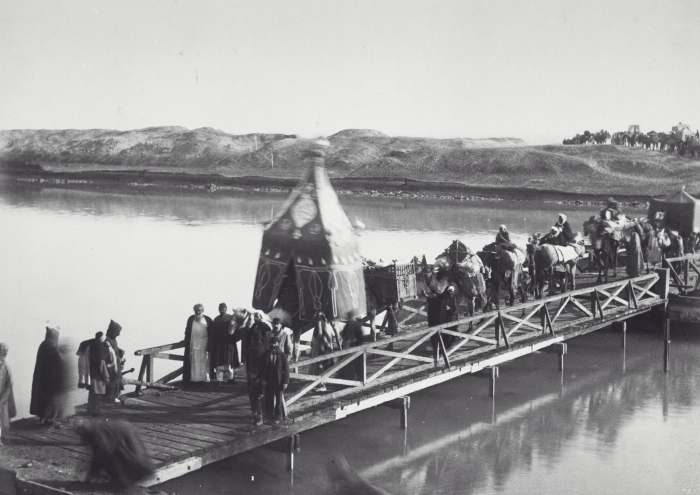
Pilgerkarawane nach Mekka überquert den Suezkanal, ca. 1885

Der Ausbau neuer Verkehrswege und Kommunikationsnetze (Dampfschifffahrt, Bau des Suezkanals, Ausbau des Eisenbahn- und Telegrafennetzes), obwohl primär durch das wirtschaftliche und politische Interesse der Kolonialherren motiviert, eröffnete sich zugleich die Möglichkeit einer schnellen und intensiveren Kommunikation zwischen den einzelnen Regionen der islamischen Welt. Der ab dem frühen 19. Jahrhundert in der islamischen Welt aufkommende Buchdruck und vor allem das Zeitungswesen trugen zur massenhaften Verbreitung von Ideen und Informationen ebenfalls bei. Dies bereitete letztlich den Boden für eine neue reformorientierte Strömung innerhalb des Islams.
Der Ausbau der Verkehrswege intensivierte sich vor allem mit dem Aufkommen der Dampfschifffahrt Mitte des 19. Jahrhunderts, im November 1869 eröffnete der Suezkanal. Nur wenige Jahre später wuchs auch das Eisenbahnnetz. Die neuen Massentransportmittel dienten in erster Linie dem Machterhalt der Kolonisatoren, da sich mit ihrer Hilfe Truppen schnell von einer Region zur anderen bewegen ließen, sowie dem kolonialen Handel. Sie ermöglichten gleichzeitig beispielsweise einer steigenden Zahl von Pilgern den Haddsch nach Mekka, intensivierten somit auch die Kontakte zwischen den einzelnen, jetzt unter Kolonialherrschaft stehenden Ländern. Parallel zu den Verkehrsnetzen, meist entlang der Eisenbahnlinien geführt, entwickelte sich auch die Telegrafie.
Eine wesentliche Rolle in der kulturellen Entwicklung Europas spielte der Buchdruck, da er die massenhafte Verbreitung von Informationen ermöglichte und somit dafür sorgte, dass neue Ideen und Informationen sich sehr rasch und weit verbreiten konnten. Der Buchdruck wird als eine der Triebkräfte für die Epoche der Renaissance sowie für das Zeitalter der Aufklärung angesehen, und spielte – trotz der fast gleichzeitig einsetzenden Zensur – eine wichtige Rolle beim Aufstieg des Bürgertums. Demgegenüber verbreitete sich der Buchdruck in der islamischen Welt eher spät und zögerlich: Nach dem Alhambra-Edikt vom 31. Juli 1492 und der Vertreibung der Juden aus Portugal 1496/97 verließen viele Juden die iberische Halbinsel und wanderten ins Osmanische Reich aus, wo sie durch ein Dekret Bayezids II. willkommen geheißen wurden. Diese so genannten Sephardim (hebräisch סְפָרַדִּים, Sfaradim, ‚die aus Sepharad (das heißt der iberischen Halbinsel) kommen‘) brachten auch den Buchdruck nach Istanbul. Die ʿUlamā' begegnete der neuen Technik mit Misstrauen, auch deswegen, weil die Koranrezitation als verdienstvoller religiöser Akt angesehen wurde, und die mündliche Überlieferung in der religiösen Ausbildung eine wichtige Rolle spielte. 1537/38 wurde in Venedig der erste Koran mit beweglichen Lettern gedruckt; das Werk fand jedoch kein großes Interesse. Eine Druckerpresse wurde schließlich 1727 in Istanbul aufgebaut, jedoch schon um 1740 auf Betreiben der ʿUlamā' wieder stillgelegt. Sultan Bayezid II. verbot 1483 das Drucken auf Arabisch bei Todesstrafe. Lediglich von der jüdischen (1515 Thessaloniki, 1554 Adrianopel, 1552 Belgrad, 1658 Smyrna) sowie der griechischen und armenischen Gemeinschaft wurde der Buchdruck in den jeweiligen Alphabeten betrieben. 1727 erlaubte Sultan Ahmed III. die Errichtung einer Druckerpresse mit arabischen Lettern, die einige säkulare Werke auf Osmanisch herausgab. Das Drucken religiöser Schriften blieb weiterhin untersagt.
Der Buchdruck gewann erst wieder im frühen 19. Jahrhundert an Bedeutung. Die Hofkanzlei des Osmanischen Reiches stellte jedoch bis zu dessen Ende sämtliche amtlichen Dokumente in kalligrafischer Handschrift aus. Napoleon Bonaparte führte auf seiner Ägyptischen Expedition (1798–1801) einige Druckerpressen mit, um seine Proklamationen drucken zu lassen. Schon um 1820 publizierte eine muslimische Presse in Kairo Lehrbücher. Nach kurzem Widerstand nutzte auch die al-Azhar-Universität die neue Technik, was Kairo zu einem der Zentren des islamischen Buchdrucks machte. Mekka erhielt 1883 eine Druckerpresse. Eine rege Pressetätigkeit begann gleichfalls um 1820 in den Urdu sprechenden Regionen Nordindiens. Die Publikation von Büchern führte nicht dazu, dass die ʿUlamā' ihre Bedeutung verlor. Es entwickelte sich aber eine neue Art islamischer Gelehrsamkeit und religiöser Autorität, deren Ansichten vor allem in den immer zahlreicher erscheinenden Zeitungen diskutiert wurden, und die Mitte des 20. Jahrhunderts mit den Programmen zur Massenbildung noch an Bedeutung gewinnen sollte.

### Territoriale Neuordnung in nationalstaatlichen Grenzen
Anfang des 20. Jahrhunderts waren die einst stolzen Reiche der islamischen Welt weitgehend in der Hand europäischer Kolonialmächte. Die muslimischen Staaten, die der Kolonialisierung entkommen waren (Osmanisches Reich, Saudi-Arabien, Iran und Afghanistan), standen dennoch unter dem Einfluss Europas. Zum bleibenden Erbe des Kolonialismus gehört die Neuordnung des Gebiets der islamischen Welt nach Nationalstaaten innerhalb international anerkannter Grenzen.
Die Grenzen von Gebieten, die seit alters her unter der Herrschaft eigener Dynastien standen, wie Marokko, Algerien, Ägypten, Arabien, Iran oder Afghanistan, wurden während oder im Verlauf der Kolonialzeit genauer festgelegt. Die Grenzen der Mehrzahl der in der Organisation für Islamische Zusammenarbeit vertretenen Staaten wurden zwischen Kolonialmächten ohne Beteiligung der betroffenen Bevölkerung ausgehandelt. Manchmal zerschnitten diese Grenzen historische Großräume. So teilte beispielsweise die in der Absicht Britisch-Indien vom Emirat Afghanistan abzugrenzen vereinbarte Durand-Linie das historische Stammesgebiet der Paschtunen. Die Teilung zwischen Irak und Syrien ignorierte ebenfalls die geschichtliche Zusammengehörigkeit dieser Region. Am Persischen Golf wandelte die britische Kolonialherrschaft historische Weiderechte in Besitzrechte für örtliche Stämme um und konnte sich so deren Loyalität sichern. Danach galten diese Länder und ihre Bodenschätze als Eigentum der regierenden Fürstendynastien.
Die nicht-arabischen Länder der islamischen Welt konnten sich – wie in Iran, der Türkei, Indiens, Indonesiens, oder Malaysias – meist auf eine genauer abgrenzbare sprachliche oder geschichtliche Tradition beziehen, die es ihnen leichter machte, eine nationalstaatliche Identität zu entwickeln. In den arabischen Ländern war dies nicht der Fall. Hier trat die Realität der Nationalstaaten eher in Gegensatz zur wahrgenommenen grenzübergreifenden Identität der „arabischen Nation“ als umfassende Kulturnation. Dennoch sollten Versuche während der 1950er bis 1970er Jahre scheitern, einzelne Nationalstaaten als Föderation oder echte Union zu vereinen: Die Vereinigte Arabische Republik, eine Union zwischen Ägypten und Syrien, hatte nur drei Jahre Bestand, von 1958 bis 1961.

### Neue islamische Öffentlichkeit
Im späten 19. und frühen 20. Jahrhundert entstanden in einer „doppelten Öffentlichkeit“, parallel zur europäischen Kolonisation, Reformbewegungen in der islamischen Welt, die sich aktiv mit der westlichen Kultur auseinandersetzten. Zwei große, allerdings oft unscharf voneinander abgrenzbare, Denkströmungen lassen sich unterscheiden: Eine eher an der Moderne orientierte, sowie eine traditionalistische, von der Moderne weniger beeinflusste Denkrichtung. Als Vermächtnis der Reformbewegungen des 19. und beginnenden 20. Jahrhunderts blieb die Idee eines alle Aspekte des modernen Lebens umfassenden, „vergesellschafteten“ Islam zurück, sowie die wahrgenommene Notwendigkeit, diesen zu bewahren und nach außen hin zu verteidigen. Diese beiden Konzepte prägen die Politik und Identität der islamischen Länder bis in die heutige Zeit.
Im Diskurs um die Neuorientierung der islamischen Gesellschaft („umma“) standen sich säkulare und islamische Akteure in der Auseinandersetzung um die Definitionsmacht gegenüber. Der traditionellen ʿUlamā' der Moscheen und Tarīqa setzten Laien aus einer neu entstandenen Gruppe von Intellektuellen ihr gesellschaftliches Verständnis entgegen und schufen sich in der politischen Öffentlichkeit mittels Presse, Parteien und Vereinen eigene Verhaltensnormen, die sich deutlich von den Bräuchen der traditionellen islamischen Religions- und Rechtswissenschaft unterschieden. Hierbei waren drei gegensätzliche Konzepte wirksam:
1. Sozialer Wertewandel: kolonial – traditional
2. Gegensatz zwischen Stadt- und Landbevölkerung (Ausmaß der Technisierung)
3. soziales Beziehungsnetz: islamisch – kolonial

In unterschiedlicher zeit- und ortsgebundener Ausprägung entwickelten sich unterschiedliche politische Traditionen: Die an den durch die Kolonialmächte neu geschaffenen Staatsgrenzen orientierten Nationalisten bedienten sich europäisch-modernistischer Denkweisen und orientierten sich an den von den Kolonialherren geschaffenen Verwaltungsstrukturen. So wie sie fühlten sich auch die Vertreter der Salafiyya eher der städtischen Kultur (deren Schwerpunkt sich in den neu entstandenen modernen Stadtteilen bildete) zugehörig, bezogen sich aber in ihren Konzepten und ihrer Sprache eher auf die traditionellen kulturellen Netzwerke. Parallel hierzu bestand das alte soziale Netz der Medina weiter und grenzte sich von der kolonialen Außenwelt ab. Nur in wenigen Stammeskulturen des Nadschd, der Kyrenaika und im Antiatlas sorgten islamisch interpretierte Stammeskulturen für die soziale Integration. Die Gegensätze zwischen den einzelnen Gruppen verschärften sich insbesondere nach den Umwälzungen in den islamischen Gesellschaften nach dem Ersten Weltkrieg.

#### Säkulare Reformideen: Rifāʿa at-Tahtāwī
Einer der ersten ägyptischen Gelehrten, der in engen Kontakt mit der modernen westlichen Zivilisation kam und darüber berichtete, war Rifāʿa at-Tahtāwī (1801–1873). Als geistlicher Begleiter einer ägyptischen Gesandtschaft Muhammad Ali Paschas hielt er sich 1826–1831 in Paris auf. Sein Bericht über seinen Aufenthalt (Taḫlīṣ al-ibrīz fī talḫīṣ Bārīz), der auch Grundzüge möglicher Reformen in seinem Heimatland enthält, erschien 1849. Er ist eines der wenigen Dokumente des 19. Jahrhunderts, aus denen der islamische Blick auf den Westen in jener Zeit nachvollziehbar wird. Obwohl at-Tahtawi eine traditionelle religiöse Ausbildung genossen hatte, lassen seine Reformideen keine Notwendigkeit einer Veränderung des religiösen Denkens oder der Ausbildung erkennen. Er zeigt sich einzig interessiert an Aufbau moderner Verwaltungs- und Wirtschaftsstrukturen nach französischem Vorbild und bezieht sich auf den Islam nur, wenn er betonen will, dass Muslime praktisches Wissen und Erkenntnisse aus Europa übernehmen können. In seinen Ansichten spiegeln sich die Bemühungen Muhammad Ali Paschas, der keine Anstrengungen unternahm, die al-Azhar-Universität zu reformieren, sondern stattdessen parallel ein unabhängiges Bildungssystem aufbaute.

#### Religiös motiviertes Reformkonzept: Hayreddin Pascha
Hayreddin Pascha (1822/3–1890) war ein tunesischer und osmanischer Staatsmann. 1852–1855 vertrat er die Interessen des Beis von Tunis am Hof Napoléons III. in Paris, wo er sich die französische Sprache und europäische Kultur aneignete. Er war Marineminister, später Präsident des Hohen Rats von Tunis, 1872 Präsident der internationalen Kommission, welche die finanziellen Verhältnisse von Tunis ordnen sollte, und 1873 erster Minister. Er reformierte die Verwaltung und Justiz der Provinz, deren Grundsätze er in französischer Sprache dargelegt hatte (Réformes nécessaires aux États musulmans, Paris, 1868). 1878 wurde er von Sultan Abdülhamid II. nach Istanbul berufen und zum Großweser ernannt, seine Reformbemühungen scheiterten jedoch am Widerstand des Kriegsministers Osman Nuri Pascha. Im Gegensatz zu at-Tahtawi formuliert Hayreddin Pascha mit der Wahrung des kollektiven Interesses (maṣlaḥa) der Muslime eine religiöse Begründung für seine Ideen, wobei er das Konzept des Idschtihād, des unabhängigen Nachdenkens, auch auf die öffentlichen Angelegenheiten anwendet. Eine vergleichbare Rolle spielten Sayyid Ahmad Khan in Britisch-Indien, und Dschamal ad-Din al-Afghani, der als Vordenker des Panislamismus und Antikolonialismus gilt, als liberaler Reformtheologe und Modernist, aber auch als einer der geistigen Begründer des Politischen Islams und der Salafismus-Bewegung des späten 19. und 20. Jahrhunderts.

#### Wohlfahrts- und Bildungsorganisationen: Muhammadiyah und Nahdlatul Ulama
1912 gründete sich in Yogyakarta die Muhammadiyah, die sich unter Betonung der Idschtihād eher der Wohlfahrt und Bildung der Muslime widmet.
1926 wurde in Indonesien die Nahdlatul Ulama gegründet. In den 1930er Jahren beinhalteten die Lehrpläne ihrer religiösen Internate (pesantren) auch Mathematik, Naturwissenschaften, Englisch und Geschichte. In den 1980er Jahren boten ihre Internate auch Abschlüsse in Wirtschaftskunde, Jura, Erziehungswissenschaften und Medizin an. Ab den 1990er Jahren positionierte sich die Organisation unter Abdurrahman Wahid als entschieden antifundamentalistisch und propagierte Demokratie und bürgerlichen Pluralismus.

#### Traditionalisten: All-India Muslim League und Dar ul-Ulum Deoband
1906 wurde in Dhaka die All-India Muslim League gegründet, deren Ziel es ursprünglich war, muslimische Minderheiten in mehrheitlich von Hindus bewohnten Regionen Indiens zu schützen. 1916 wurde Muhammad Ali Jinnah zu ihrem Präsidenten im britisch beherrschten Indien gewählt. Aus der Muslimliga entwickelte sich eine Partei, die sich seit 1936 zunehmend vom Indischen Nationalkongress absetzte. Auf der Grundlage der Lahore-Resolution setzte Jinnah 1947 die Teilung Indiens in das überwiegend von Hindus bewohnte Indien und den moslemischen Staat Pakistan im Industal und der Gangesmündung durch.
Eine streng traditionalistische Denkweise vertritt die Dar ul-Ulum Deoband, neben der al-Azhar-Universität eine der einflussreichsten islamischen Hochschulen. Seit ihrer Gründung 1866 in der Stadt Deoband im indischen Bundesstaat Uttar Pradesh widmen sich die Deobandi der Wiederbelebung von Gesellschaft und Bildung, aber auch der islamischen Frömmigkeit. In den 1990er Jahren beriefen sich auch die afghanischen Taliban auf die Schule von Deoband.

#### Sonderweg: Ahmadiyya
Ebenfalls in Britisch-Indien gründete in den 1880er Jahren Mirza Ghulam Ahmad die Sondergemeinschaft der Ahmadiyya. Sie versteht sich ebenfalls als Reformbewegung des Islams und hält an den islamischen Rechtsquellen – Koran, Sunna und Hadith – fest, wobei zusätzlich die Lehren von Mirza Ghulam Ahmad bedeutsam sind. Die Ahmadiyya-Lehre wird von den meisten Muslimen als Häresie betrachtet und abgelehnt.

### Panislamismus: Die Idee des Islāh und die Salafiyya

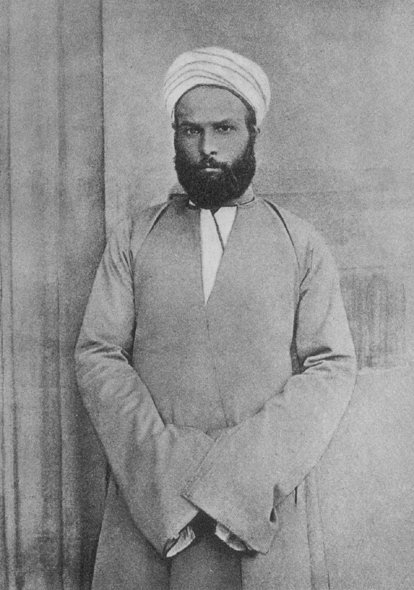
Muhammad ʿAbduh (1849–1905), undatierte Fotografie, wahrscheinlich Juli 1884 im britischen Parlament aufgenommen.

Als Begriff für politisch-religiöse Reformen wurde Islāh zum ersten Mal von dem ägyptischen Reformdenker Muḥammad ʿAbduh (1849–1905) verwendet. Dieser hatte bis 1887 mit Dschamal ad-Din al-Afghani zusammengearbeitet. Gemeinsam gaben sie die Zeitschrift al-ʿUrwa al-Wuthqā („Das feste Band“) heraus. Erstmals erreichte die panislamische Idee des Islams als „religiöses Band, das stärker [ist] als das von Nationalität und Sprache“ eine breite Öffentlichkeit. Ab 1876 gab ʿAbduh die Zeitung al-Ahrām heraus. In der Zeitschrift al-Manār („Der Leuchtturm“), die er ab 1898 zusammen mit Raschīd Ridā (1865–1935) herausgab, arbeitete er seine Reformideen weiter aus. „al-Manār“ erschien fast 40 Jahre lang und fand Leser in der gesamten islamischen Welt. Die dort veröffentlichte Artikelserie ʿAbduhs erschien zusammengefasst in seinem Werk Tafsir al-Manār.
Letztendlich begriff ʿAbduh den Islam als ein Mittel zur „Reform des Menschengeschlechts“ (iṣlāḥ nauʿ al-insān). Besonderen Wert legte er in seinen Schriften auf eine Reform des traditionellen Bildungswesens der Madāris, die in Ägypten aufgrund der Errichtung eines parallelen, säkularen Bildungssystems durch Muhammad Ali Pascha in Nachteil geraten waren. Sein Hauptbestreben galt der Vereinbarkeit traditioneller und moderner, säkularer Institutionen und somit der islamischen Rechtfertigung europäischer Institutionen, wie sie der Nationalstaat eingeführt hatte. Er greift dabei zurück auf das Konzept des kollektiven Interesses oder Gemeinwohls (maṣlaḥa), welchem er im Interesse der Muslime überragende Bedeutung zugestand (al-maṣlaḥa shar).
Von besonderer Bedeutung für die Zukunft wurde die Islāh-Idee, weil sie anstrebte, alle Aspekte des modernen Lebens aus der Lehre des Islams heraus zu begreifen und zu rechtfertigen. Nach dem Tod ʿAbduhs führte Raschīd Ridā „al-Manār“ weiter. Der thematische Schwerpunkt lag unter seiner Herausgeberschaft auf der Auseinandersetzung mit den Kolonialmächten, wobei Ridās Hoffnung, das Osmanische Kalifat könne als Schutzmacht des Islams agieren, sich nicht erfüllte. Er widmete sich weiter der Wahrung der islamischen Identität und setzte seine Hoffnung ab der Mitte der 1920er Jahre auf den neuen saudischen Herrscher ibn Saud.

### Entwicklung des Osmanischen Reiches

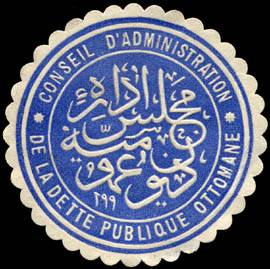
Siegelmarke des Conseil d’Administration de la Dette Publique Ottomane

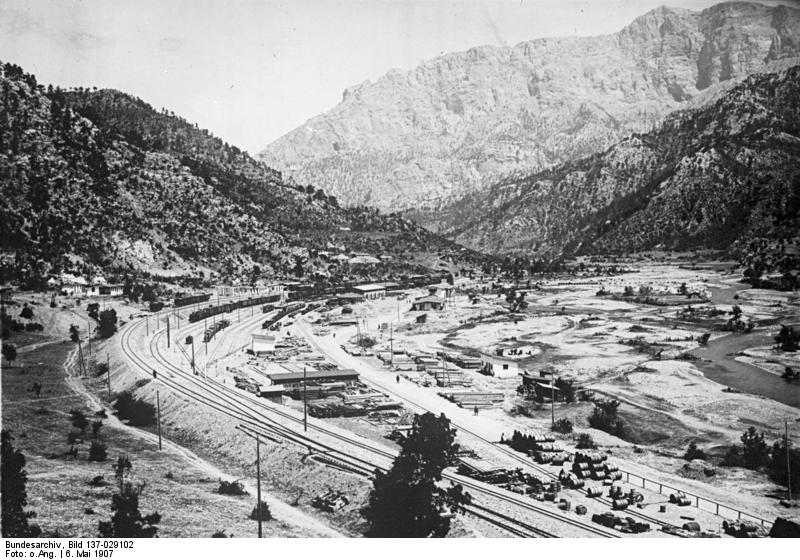
Bahnhof der Bagdadbahn bei Karapunar, 6. Mai 1907

#### Tanzimat-Reform
Sultan Mahmud II. (1808–1839) hatte mit der Auflösung des Janitscharenkorps (1826) und der Abschaffung des Lehnswesens (Tımar) (1833/1834–1844) erste Anstrengungen zur Reform des politischen Systems eingeleitet. Ab 1839 führten Abdülmecid I. (1839–1861) und später Abdülaziz (1861–1876), unterstützt von den Großwesiren Mustafa Reşid Pascha (gest. 1858), Ali Pascha (gest. 1871) und Fuad Pascha (gest. 1869) die Tanzimat-Reformen durch. Das Ziel war eine umfassende Modernisierung von Administration, Militär, Justiz und Wirtschaft.
Die wichtigsten Reformedikte waren das Hatt-ı Şerif (Edles Handschreiben) von Gülhane (1839), das Hatt-ı Hümâyûn (Großherrliches Handschreiben) (1856) sowie die Verfassung von 1876, mit denen schrittweise die Gleichheit und Gleichbehandlung aller Untertanen unabhängig von ihrer Religion eingeführt wurde.

#### Finanzkrise und Gebietsverluste
Die finanzielle Belastung durch den Krimkrieg wurde so groß, dass 1854 in London die erste Auslandsanleihe (für £3 Mio. zu 6 %) aufgenommen werden musste, eine weitere 1855 (über £5 Mio. zu 4 %). Im Jahr 1875 folgte der Staatsbankrott. Durch das sogenannte Muharram-Dekret vom 20. Dezember 1881 wurde der Conseil d’Administration de la Dette Publique Ottomane (türkisch düyūn-ı ʿumūmīye-ʾi ʿOs̠mānīye meclis-i idāresi ‚Verwaltungsrat der osmanischen Staatsschulden‘) gegründet. Großbritannien und Frankreich verhinderten somit, dass die osmanische Türkei dem Expansionsstreben des zaristischen Russland in Richtung Mittelmeer erlag. Im Berliner Vertrag von 1878 verpflichteten sich die europäischen Staaten zum wiederholten Mal, sich nicht mehr in die inneren Angelegenheiten des Osmanischen Reichs einzumischen.
Nach dem Staatsbankrott 1875 und der Einrichtung der Osmanischen Schuldenverwaltung hatten europäische Staaten die faktische Kontrolle über alle Regierungsbeschlüsse übernommen, die finanzielle Auswirkungen hatten. Auch Tunesien war hoch verschuldet. Es wurde 1881 von französischen Truppen besetzt. Ägyptens Baumwolle und der 1869 eröffnete Suezkanal waren von großer wirtschaftlicher Bedeutung für Europa. Im Gefolge des nationalistischen Aufstands der Urabi-Bewegung (1879–1882) wurde Ägypten durch Großbritannien besetzt. Mit Tunesien und Ägypten hatten die europäischen Mächte begonnen, ihre Interessensphären im Osmanischen Reich noch vor dessen Ende abzustecken. Spanien und Frankreich teilten sich Marokko. Italien besetzte nach dem Italienisch-türkischen Krieg (1911–1912) Tripolitanien, die Kyrenaika und den Dodekanes. Der Wettlauf um Afrika hatte zu ersten Ergebnissen geführt. Gleichzeitig führten die Gebietsverluste des Osmanischen Reiches zu wachsenden Bedenken in der arabischen Bevölkerung, das Reich könne auch seine arabischen Gebiete an die europäischen Mächte abgeben.
Ausgehend von Protesten gegen überhöhte Steuern wurde in den Provinzen Armeniens die Forderung nach Reformen laut. Großbritannien unterstützte dieses Anliegen, es scheiterte aber an Russlands Widerspruch: Die volle armenische Unabhängigkeit hätte einen Krieg mit dem Osmanischen Reich zur Durchsetzung des Planes notwendig machen können. Im Herbst 1895 begann eine Reihe von Massakern vor allem an den Armeniern, die sich in ganz Kleinasien und in der Hauptstadt über viele Monate hinzogen. Teilweise lieferten armenische Aktivisten den Vorwand; der Hintergrund war jedoch, die „Armenische Frage“ durch die Dezimierung und Einschüchterung der Betroffenen zu lösen.

## 20. Jahrhundert

### Salafiyya und Wahhabismus

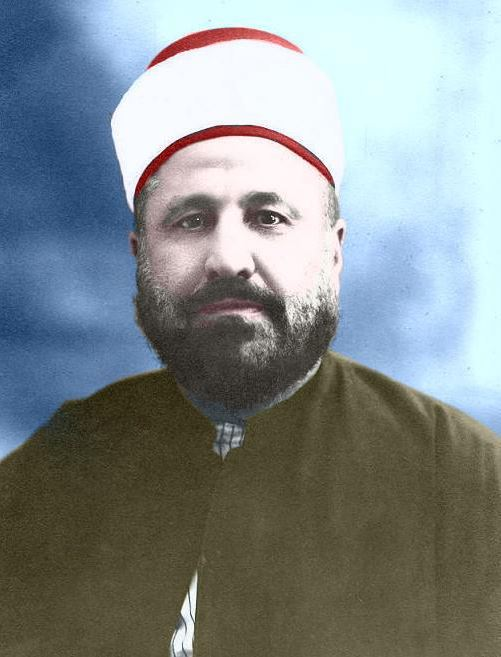
Raschīd Ridā (1865–1935)

Die Reformbewegung der Salafiyya Ende des 19./Anfang des 20. Jahrhunderts war von den Ideen al-Afghanis und ʿAbduhs beeinflusst. Nach dem Tod ʿAbduhs 1905 führte Raschīd Ridā die Zeitschrift al-Manār alleine weiter. 1924 veröffentlichte er in al-Manār eine Sammlung von Schriften einiger Gelehrter aus der Zentralregion der arabischen Halbinsel, dem Nadschd. Schon bei asch-Schaukānī, und verstärkt seit den 1880er Jahren, hatten die Lehren des hanbalitischen Dogmatikers Ibn Taimiya (1263–1328) wieder Beachtung gefunden. Die Lehre ibn Taimiyas wurde zu einem Bindeglied zwischen der wahhabiyya und Teilen der salafiyya.
Insgesamt waren die theologischen und sozialen Differenzen zwischen den beiden Strömungen zu groß, um zu einem vollständigen Zusammenschluss zu führen. Die Öffnung der Salafiyya zur Wahhabiyya hin rehabilitierte ibn Saud jedoch in der islamischen Öffentlichkeit: Dieser war 1924 in den Hedschas eingefallen und hatte die heiligen Städte Mekka und Medina besetzt. Hierbei hatten zentralarabische Milizen (Iḫwān) Mekka geplündert und zahlreiche nach ihrem Verständnis götzendienerische (schirk) Monumente zerstört. Der islamische Weltkongress in Mekka (1926) führte im Streit um die Legitimität der Herrschaft ibn Sauds und seiner Schutzherrschaft über die heiligen Städte zur Spaltung der Salafiyya. Ein pro-saudischer, monarchistischer Flügel, dem auch Raschīd Ridā angehörte, stand einer republikanisch gesinnten Fraktion gegenüber. In der Folgezeit wurde die pro-saudische Haltung zu einer der wichtigsten Strömungen islamischer Politik. Auch die heterogene Gruppe der neofundamentalistischen modernen Salafisten dschihadistisch-militanter Prägung beruft sich teilweise hierauf.

### Untergang des Osmanischen Reichs

#### Revolution der Jungtürken 1908

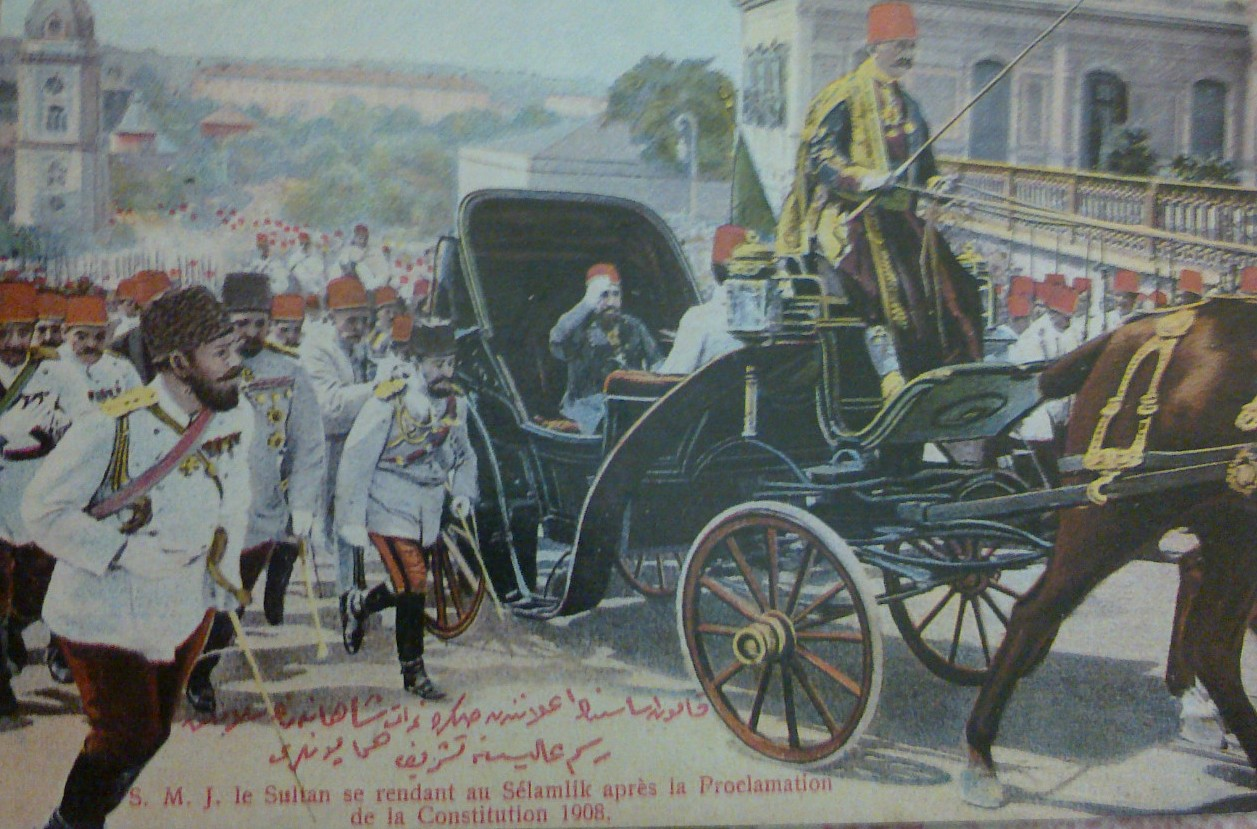
Abdülhamid II., nach der Wiedereinsetzung der Verfassung, 1908

In den Jahren 1905–7 verschärften Missernten die Wirtschaftskrise im Osmanischen Reich. Die Gehälter der Beamten konnten nicht mehr ausgezahlt werden. Diese Situation nutzten die griechischen und bulgarischen Rebellen in Mazedonien. Im Juni/Juli 1908 drohte ein bewaffneter Konflikt zwischen den konstitutionalistisch gesinnten Jungtürken und dem osmanischen Militär. Sultan Abdülhamid II. gab dem Druck schließlich nach und setzte die 1878 suspendierte Verfassung von 1876 am 23. Juli 1908 wieder in Kraft. Eine neue Regierung wurde unter Kıbrıslı Kâmil Pascha gebildet. In der Geschichte des osmanischen Reichs begann nun die letzte Ära des Imperiums, die „Zweite Verfassungsperiode“ (İkinci Meşrutiyet).
Die politische Macht der Jungtürken-Regierung stützte sich vor allem auf das Militär. Als Gegenleistung für die militärische Machtgarantie wurden die Ausgaben für das Militär in einem solchen Maß erhöht, dass für den Aufbau ziviler Institutionen und für Reformen kaum noch Mittel zur Verfügung standen. Finanziert wurde die Aufrüstung überwiegend über Kredite deutscher Banken, die Waffen wurden von den deutschen Firmen Friedrich Krupp AG und Mauser geliefert.
| Jahr | Osmanisches Reich | Absolut       | Ägypten |
| ---- | ----------------- | ------------- | ------- |
| 1889 | 42,1 %            | 7,8 Mill. T£  | 4,2 %   |
| 1900 | 39,0 %            | 7,2 Mill. T£  | 5,8 %   |
| 1908 | 34,6 %            | 9,6 Mill. T£  | 5,0 %   |
| 1911 | 35,7 %            | 12,6 Mill. T£ | 5,8 %   |

#### Balkankriege und Erster Weltkrieg

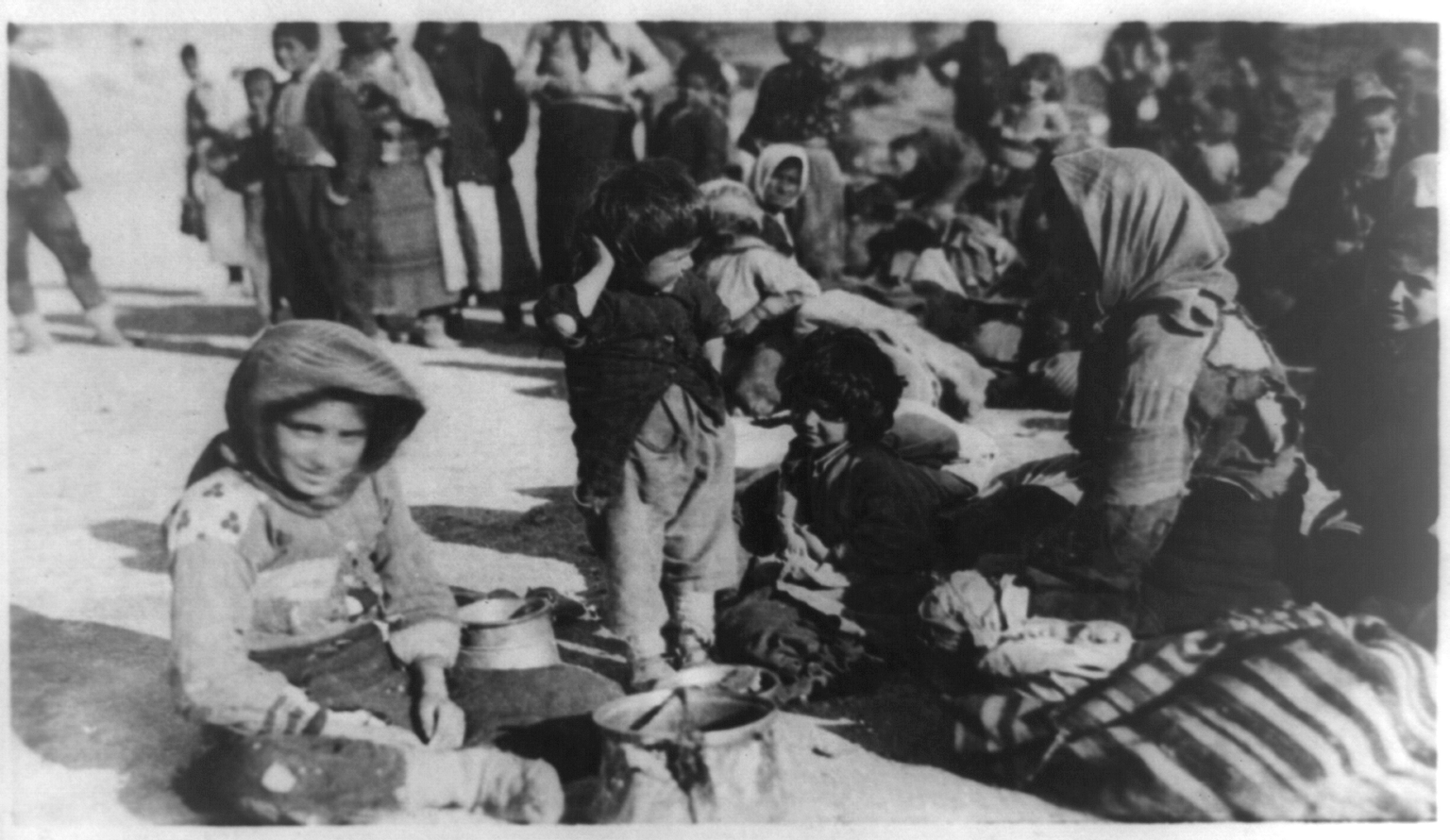
Armenische Flüchtlinge in Syrien, 1915

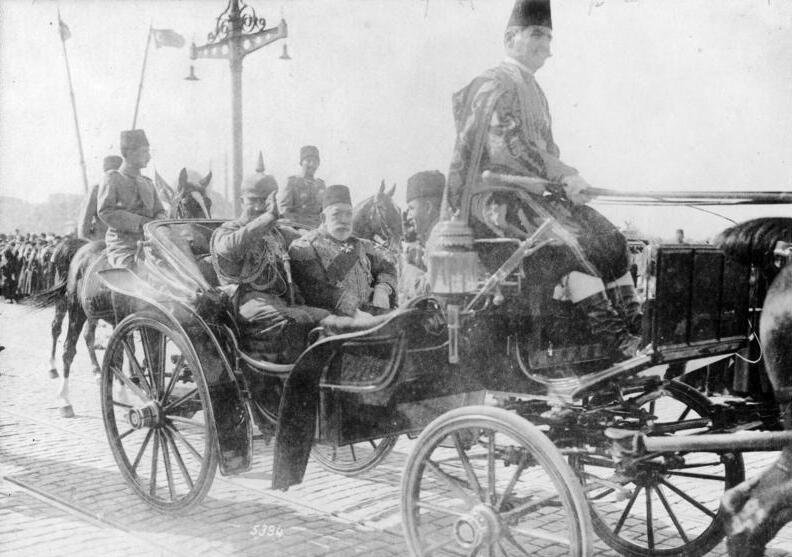
Wilhelm II., mit Abdülmecid II. und Enver Pascha Oktober 1917 in Konstantinopel

Der erste Balkankrieg (1912–1913) markiert den Beginn einer fast zehn Jahre dauernden Kriegszeit im Osmanischen Reich. Im Friedensvertrag von London verzichtete das Reich auf fast alle seine europäischen Gebiete. Im Ersten Weltkrieg versuchte das Reich, der drohenden Spaltung der islamischen Welt durch eine verstärkte islamische Propaganda entgegenzuwirken. Am 15. November 1914 verkündete der Schaich al-Islam den Dschihad. Die Propaganda der Gegenseite wies schnell darauf hin, dass dies wahrscheinlich unter deutschem Einfluss geschehen war. Das Osmanische Reich hatte sich mit Deutschland und Österreich-Ungarn in einer „Waffenbrüderschaft“ verbunden. Die osmanische Propaganda fand jedoch nur geringen Widerhall in der islamischen Welt, vielmehr mehrten sich die Zweifel an der Legitimität des Osmanischen Kriegs und sogar der kulturellen Oberhoheit des Landes.
Jahrhundertelang kannte das Osmanische Reich nur islamische und nicht-islamische Untertanen; die ethnische Herkunft spielte dabei nur eine untergeordnete Rolle. Unter der Herrschaft der Jungtürken setzte eine Politik der massiven „Türkisierung“ ein. Bürger des Landes sollten sich nur noch als Türken verstehen. Am 24. April 1915 veranlasste die osmanische Regierung die Verhaftung und Deportation armenischer Zivilisten in Konstantinopel. Diese Politik mündete schließlich in der Ermordung von ca. 600.000 bis zu 1.500.000 christlichen Armeniern. Durch die Deportationen starben etwa zwei Drittel der auf dem Gebiet des Osmanischen Reiches lebenden Armenier, was als Völkermord an den Armeniern betrachtet wird. Auch unter der Bevölkerungsgruppe der Aramäer/Assyrer kam es zum Völkermord an den syrischen Christen, auch die Pontosgriechen wurden verfolgt. Am 1. August 1915 hob das Innenministerium das armenische Patriarchat und die Rechtsstellung der Armenier mit der Begründung auf, es gäbe im Osmanischen Reich keine Armenier mehr. Vor allem nach dem Rückzug osmanischer Truppen kommentierten arabische Zeitungen wie al-Manār in Kairo das Kriegsgeschehen eher kritisch, und zeigten sich entsetzt über „die Schlächterei und den Massenmord an den Armeniern“ unter der Regierung der Jungtürken. Der Erste Weltkrieg führte schließlich nicht nur zum Untergang des Osmanischen Reichs, sondern auch zum Ende der jahrhundertealten Allianz von Arabern und Türken in der islamischen Welt. Nachdem am 3. Juli 1918 Mehmed V. gestorben war, folgte ihm sein Bruder Mehmed VI. Vahideddin nach. Er ging auf alle Forderungen der Siegermächte ein. Diese besetzten im November 1918 einen Großteil des Osmanischen Reiches. Das „Jungtürkische Triumvirat“ (Cemal Pascha, Talât Pascha und Enver Pascha) wurde entlassen und flüchtete. Nach Abschaffung des Sultanats im November 1922 verließ Mehmed VI. Konstantinopel und ging ins Exil.

#### Aufteilung des Osmanischen Reichs nach dem Ersten Weltkrieg
Mit der Aufteilung des Reichs im französisch-britischen Sykes-Picot-Abkommen entstanden nach dem Ende des Ersten Weltkriegs neue Nationalstaaten, aber auch Konflikte, die den weiteren Verlauf der Geschichte im 20. Jahrhundert bestimmen sollten.
Schon 1916 hatte sich der haschimitische Emir von Mekka, Hussein ibn Ali zum König von Arabien ausgerufen. Er wurde schließlich als König des Hedschas anerkannt. Der Libanon war von 1860 bis 1916 eine autonome Provinz innerhalb des Osmanischen Reiches. Ab 1920 war er französisches Mandatsgebiet. Als État de Grand Liban war das Gebiet Teil des Völkerbundsmandats für Syrien und den Libanon und wurde durch Gebiete im Westen deutlich erweitert. Während die Küstenregion überwiegend von christlichen Maroniten bewohnt war, lebten in den neu zugeordneten Gebieten des Libanongebirges, der fruchtbaren Bekaa-Ebene, des Anti-Libanon-Gebirgszugs und des Hermon mehrheitlich Muslime. 1926 erlangte der Libanon als Republik eine gewisse Eigenständigkeit, 1943 erklärte sich der Staat für unabhängig.
Gemäß den Beschlüssen der Konferenz von Sanremo (1920) wurde Jordanien zunächst an das britische Mandatsgebiet Palästina angegliedert. 1923 wurden die Gebiete östlich des Jordans unter britischem Protektorat im Emirat Transjordanien zusammengefasst. Abdallah ibn Husain wurde Staatsoberhaupt. Mit dem Ende des britischen Mandats 1946 erhielt Jordanien seine volle Unabhängigkeit. Abdallah ibn Husain nahm den Königstitel an. In der Balfour-Deklaration von 1917 wurde formuliert, dass Großbritannien einer „nationale Heimstätte“ der Juden in Palästina positiv gegenüberstünde.
Aufgrund seiner Erdölvorkommen und seiner Lage auf den alten Handelswegen nach Indien war Mesopotamien von besonderer wirtschaftlicher und politischer Bedeutung für Großbritannien. Das Gebiet war im Osmanischen Reich in drei Provinzen (Vilâyet) aufgeteilt. Im Vilâyet Bagdad lebten Juden, Christen und Muslime, im Vilâyet Mossul bildeten Kurden, im Vilâyet Basra schiitische Muslime die Bevölkerungsmehrheit. Vermittelt von Gertrude Bell, versuchte Großbritannien, die drei Vilâyet in einem autonomen, aber gegenüber Großbritannien loyalen Königreich Irak zusammenzufassen. Regiert werden sollte das Königreich von dem sunnitischen König Faisal I., Sohn Hussein ibn Alis, des Emirs von Mekka und König des Hedschas, der gemeinsam mit dem britischen Offizier T. E. Lawrence in der arabischen Revolte gegen das Osmanische Reich gekämpft hatte. Die innenpolitische Situation des von 1921 bis 1958 bestehenden Königreich Irak blieb schwierig, da die Dynastie in der Bevölkerung weder ethnisch noch religiös verwurzelt war. 1958 wurde der König durch einen Militärputsch abgesetzt und die Republik ausgerufen. Die Situation in dem künstlichen Staatsgebilde blieb bis zum Einmarsch amerikanischer Truppen 2003 und bis heute unter dem Terror der Organisation „Islamischer Staat“ unruhig.
Der durch die Kriegsereignisse überholte und nie ratifizierte Vertrag von Sèvres sah gemäß Artikel 62 die Autonomie für Kurdistan vor, sowie in Artikel 64 eine mögliche staatliche Unabhängigkeit der Kurden im südöstlichen Anatolien. Zudem wurde dem seit Jahrhunderten in diesem Gebiet ansässigen Volk der Assyrer/Chaldäer ein expliziter Minderheitenschutz eingeräumt. Die Armenier sollten ebenfalls einen eigenständigen Staat erhalten. Diese Entscheidung war im Vertrag von Lausanne nicht mehr enthalten, so dass die kurdische Bevölkerung nur teilweise Autonomie innerhalb der irakischen Autonomen Region Kurdistan genießen. Bestrebungen, einen unabhängigen kurdischen Staat zu gründen, scheiterten bislang.

### Islamische Gebiete unter sowjetischer Herrschaft

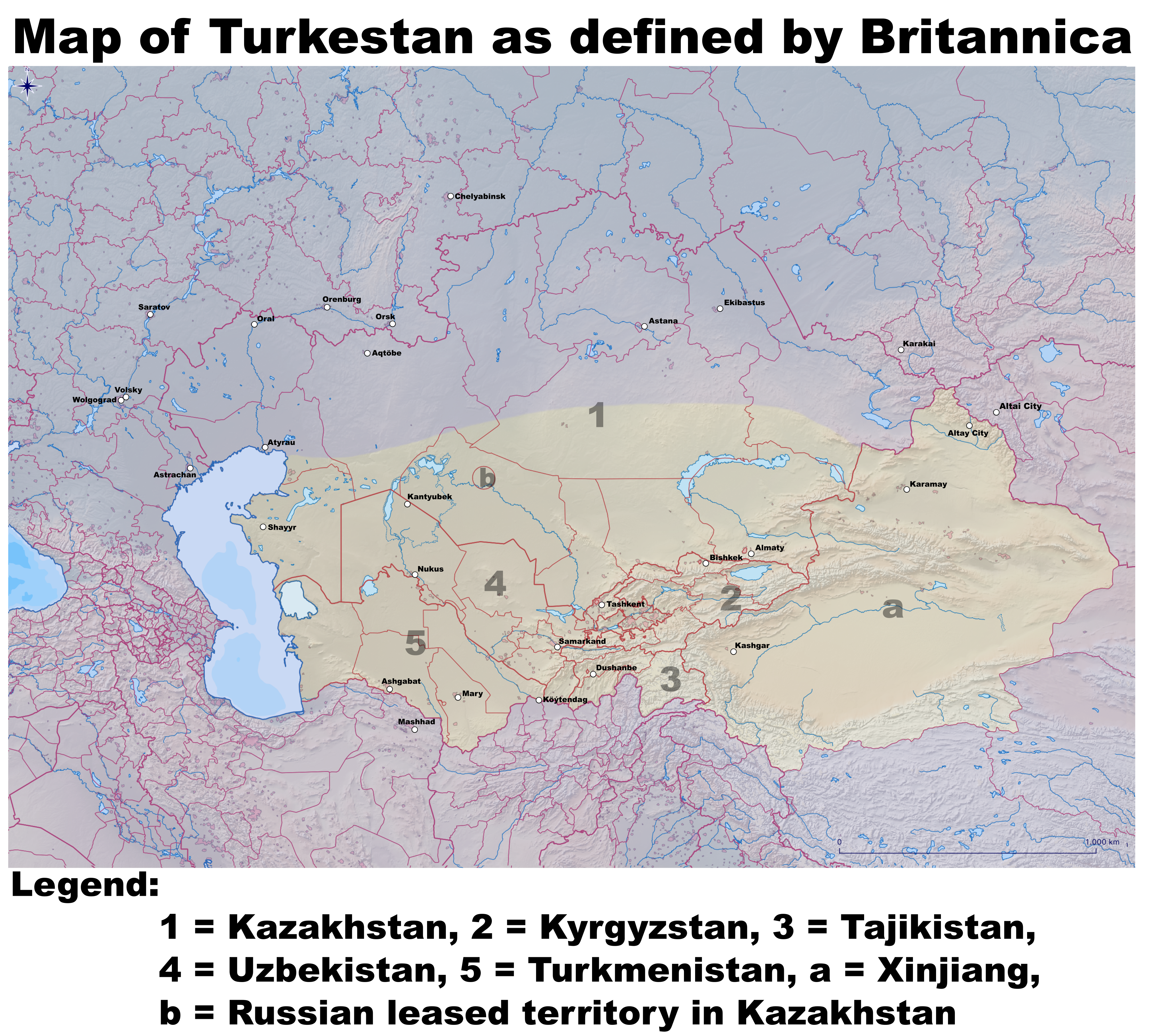
Die Region Turkestan und die Grenzen der heutigen zentralasiatischen Staaten (ungefähre Darstellung)

Die Region Turkestan entspricht einer nicht fest umrissenen zentralasiatischen Region, die sich vom Kaspischen Meer im Westen bis zur ehemaligen russisch-chinesischen Grenze in der Wüste Gobi im Osten erstreckte. Während der Osten Turkestans der chinesischen Provinz Xinjiang zugeordnet blieb, waren Teile Westturkestans schon im 18. Jahrhundert vom russischen Zarenreich annektiert worden.
In der ethnisch inhomogenen Gesellschaft Turkestans spielte der Islam eine einigende Rolle. Die persische und tschagataische Sprache verloren mit der Einbindung in russische Verwaltungsstrukturen unter militärischer Dominanz ihre Rolle als wichtigste Literatursprache zugunsten des Russischen. Die Eliten Turkestans verfolgten, vergleichbar der Situation in anderen Regionen unter kolonialer Verwaltung, eine Politik der Angleichung und Teilhabe an der herrschenden Staatsmacht, führte aber gleichzeitig zu einem allgemeinen Gefühl der Entfremdung von den islamischen Wurzeln.
1916 brach ein Aufstand aus, nachdem durch einen Erlass des russischen Außenministers Boris Stürmer erstmals auch muslimische Männer zum Militärdienst herangezogen werden sollten. Der Aufstand wurde mit militärischen Mitteln schnell niedergeschlagen, führte jedoch zu einem unüberbrückbaren Gegensatz zwischen dem Zarenreich und den städtischen Nationalisten Turkestans, die sich nach der Oktoberrevolution den Bolschewiken anschlossen. Zwischen 1917 und 1920 bestand in der nördlichen Steppenzone Westturkestans der autonome Staat Alasch Orda, südlich davon das von Mitgliedern der Alasch-Partei gegründete Kokander Autonomiegebiet. Im Westen die sowjetischen Volksrepubliken Buchara und Choresmien sowie die Autonome Sozialistische Sowjetrepublik Turkestan gebildet. Aus dieser entstanden zwischen 1924 und 1936 weitere neue Republiken.
Im Gegensatz zu den Nationalisten der Großstädte (Samarkand, Taschkent) stand die Miliz der Basmači unter dem Einfluss traditionell gesinnter Gelehrter und Sufiorden, die der Sowjetherrschaft in den Gebieten um Ferghana, Chiwa und Buchara Widerstand leisteten. Dort unternahm Enver Pascha den Versuch, die Basmatschi-Bewegung für die pantürkische Idee zu gewinnen und mit ihrer Hilfe ein neues Kalifat mit Sitz in Samarkand zu errichten. Es gelang ihm jedoch nicht, die einzelnen Widerstandsgruppen der Basmatschi militärisch zu organisieren. Am 4. August 1922 wurde Enver Pascha nahe Duschanbe von Soldaten der Roten Armee erschossen.
1927, schon ein Jahr vor der Umstellung der türkischen Schrift, hatte die Kommunistische Partei eine für alle muslimischen Völker verbindliche Lateinschrift durchgesetzt und damit die kulturelle Verbindung Turkestans zur islamischen Welt getrennt. Ab 1928 setzte besonders in Tatarstan eine Politik der aktiven „Entislamisierung“ ein, besonders nach 1932 wurden führende Intellektuelle verhaftet oder hingerichtet, islamische Gerichte und Schulen wurden in großer Zahl geschlossen, die Rechtsinstitution des Waqf abgeschafft und das Familienrecht entislamisiert. Kollektive Deportationen und die russische Kolonisierungspolitik verdrängten den Islam bis in die frühen 1940er Jahre weitgehend aus dem öffentlichen Leben.
Mit dem Zerfall der Sowjetunion entstanden im westlichen Turkestan die Staaten Kasachstan, Kirgisistan, Tadschikistan, Usbekistan und Turkmenistan. Im April 1990 rebellierten vor allem die Uiguren in Xinjiang gegen die chinesische Zentralregierung und forderten die Unabhängigkeit von China sowie die Errichtung einer eigenständigen Turkrepublik. Der Aufstand wurde von chinesischen Truppen niedergeschlagen.

### Islamische Nationalstaaten im 20. Jahrhundert

#### Republiken

##### Türkische Republik
Am konsequentesten wurde die Idee des laizistischen Nationalstaats in der Geschichte der Republik Türkei umgesetzt. Ziel des Staatsgründers Mustafa Kemal Atatürk war es, aus dem Vielvölkerstaat des Osmanischen Reiches einen Nationalstaat (türkisch milliyet) zu formen. Grundlage war die gemeinsame Sprache und Geschichte des Landes. Die Sprach- und Schriftreform sowie die türkische Geschichtsthese dienten der Stärkung des türkischen Nationalismus. Der Islam wurde durch eine säkularistische, nationalistische Identität ersetzt. Die Existenz nicht-ethnischer Türken wurde jedoch geleugnet und unterdrückt. Minderheitenrechten gewährte die Türkei nur partiell. Jeder Bürger, der sich als Türke bezeichnete, wurde als solcher akzeptiert. Der Nationalismus Kemals lehnte den Turanismus ebenso ab wie den Panislamismus.

##### Rif-Republik in Nordmarokko
Die republikanische Tradition in Marokko wurzelte im Unabhängigkeitsstreben einzelner Berberstämme. Nach dem Ersten Weltkrieg wurde Marokko von französischen und spanischen Kolonisten besiedelt. Der französische Generalkonsul Hubert Lyautey errichtete eine französische Verwaltungsstruktur parallel zur marokkanischen und konnte mit militärischer Unterstützung die Steuerhoheit über die meisten Berberstämme erringen. Auch Spanien versuchte auf der Grundlage des Vertrags von Fès vom 30. März 1912 und des französisch-spanischen Vertrag vom 27. November 1912, ihre Herrschaft auf das gesamte ihnen zugesprochene Gebiet in Nordmarokko auszudehnen. 1926 gelang es ihnen schließlich, ausgehend von ihren alten Stützpunkten an der Küste das gesamte Protektoratsgebiet zu erobern. Dabei setzten sie auch chemische Waffen gegen ihre Gegner ein.
Angeführt von ʿAbdu l-Karīm al-Ḫaṭṭābī (1882–1963) gründete die marokkanische Oppositionsbewegung im September 1923 die „Konföderative Republik der Stämme des Rif“ und errang im Rifkrieg (1921–1926) die Herrschaft über Nordmarokko. In der Absicht, Marokko vollständig von der Kolonialherrschaft zu befreien, fielen die Truppen der Kabylen 1923 in das französische Protektorat ein. Die französische Armee unter Marschall Philippe Pétain hielt ihr Vordringen jedoch vor Fès und Meknès auf, während gleichzeitig spanische Soldaten von Norden her die Armee al-Ḫaṭṭābīs bedrängten. Am 25. Mai 1926 ergab sich al-Ḫaṭṭābī und wurde mit einigen Angehörigen auf die Insel La Réunion verbannt.
Im Gegensatz zu Kemal Atatürk konnte al-Ḫaṭṭābī keine dauerhafte republikanische Ordnung errichten. Als Grund hierfür wird das Fehlen einer einem Nationalkongress vergleichbaren politischen Repräsentation angesehen. Eine solche hätte nicht nur die traditionellen, auf Stammesbindungen und aristokratischen Beziehungen beruhenden Institutionen der Berberstämme, sondern auch die europäisch gebildeten und nationalistisch gesinnten Stadtbürger einbeziehen können. Diese sahen ihre meist arabische Kultur besser unter dem französischen Protektorat geschützt, als in einer Berberrepublik, und unterstützten eher die Ideen der Salafiyya. Diese Gruppe betrachtete eher die traditionelle islamische Gelehrsamkeit der Universität al-Qarawīyīn und die Sufi-Zentren als ihre Gegner als die französische Kolonialmacht, deren Sprache seit dem 19. Jahrhundert als prestigeträchtige Sprache der Moderne schlechthin galt.

#### Monarchien

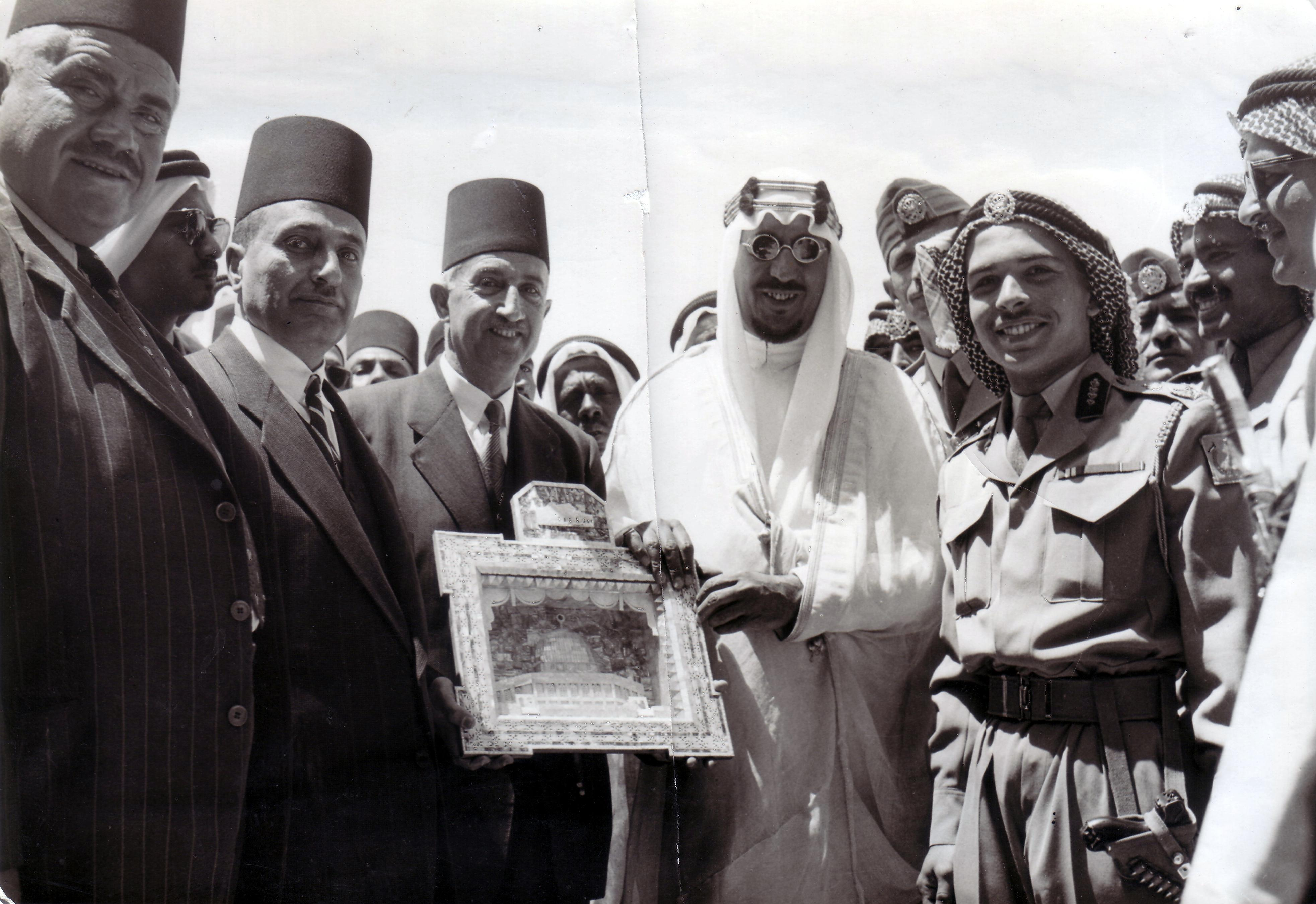
Abd al-Aziz ibn Saud und Hussain von Jordanien in Jerusalem, 1953

##### Saudi-Arabien
1744 rief Muḥammad Ibn Saʿūd (1726–1765), der eine enge Allianz mit Muḥammad Ibn ʿAbd al-Wahhāb eingegangen war, das „Emirat von Naǧd“ aus. Von Imamen geführt, hatte es bis zur osmanischen Eroberung unter Ibrahim Pascha 1818 Bestand. Emir Abd al-Aziz II. ibn Saud (regierend ab 1902) nutzte den wahhabitischen Fundamentalismus erneut für eine militärische Expansion in Arabien. Die eroberten Gebiete wurden am 23. September 1932 zum Königreich Saudi-Arabien vereinigt. In der Grundordnung von 1992 wurde der Absolutismus als Staatsform festgeschrieben. Der hanbalitische Islam in der streng konservativen Ausprägung des Wahhabismus spielt in Saudi-Arabien eine große Rolle. Aufgrund der strengen Auslegung der Scharia in der Rechtsprechung sind die Rechte der Frauen und religiösen Minderheiten im Land eingeschränkt.

##### Jordanien
Nach dem Ersten Weltkrieg wurde Jordanien gemäß den Beschlüssen der Konferenz von Sanremo (1920) an das britische Mandatsgebiet Palästina angegliedert. 1923 wurden die Gebiete östlich des Jordans unter britischem Protektorat im Emirat Transjordanien zusammengefasst. Abdallah ibn Husain wurde Staatsoberhaupt. Mit dem Ende des britischen Mandats 1946 erhielt Jordanien seine volle Unabhängigkeit. Abdallah ibn Husain nahm den Königstitel an.
Nach der Verfassung von 1952 ist Jordanien eine konstitutionelle Monarchie der haschimitischen Dynastie. Der König ist Staatsoberhaupt, Oberbefehlshaber der Streitkräfte und ernennt den Ministerpräsidenten sowie den Ministerrat. Das Parlament besteht aus dem Abgeordnetenhaus mit 110 für vier Jahre gewählten Mitgliedern (9 Sitze für Christen, 3 für Tscherkessen und 6 für Frauen reserviert) und dem Senat mit 40 Mitgliedern, die für acht Jahre vom König ernannt werden. Frauen und Männer haben ab 18 Jahren das Wahlrecht. Staatsreligion ist der Islam, andere Religionsgemeinschaften können sich anerkennen lassen. Im Rechtswesen, das nach britischem Vorbild aufgebaut ist, gibt es neben den Zivilgerichten auch Schariagerichte, die bei privatrechtlichen Auseinandersetzungen unter Muslimen angerufen werden können.

##### Marokko
1956 erlangte Marokko die Unabhängigkeit von Frankreich und Spanien. 1957 nahm Mohammed V. (1927–1961) den Königstitel an. Sein Sohn und Nachfolger Hassan II. verfolgte eine Außenpolitik der Westorientierung mit starker Anlehnung an Frankreich und das Europa der späteren EG. 1971/72 und 1983 misslangen Versuche, eine Republik zu errichten. Marokko ist eine konstitutionelle Monarchie, deren derzeitiges Staatsoberhaupt seit dem 24. Juli 1999 König Mohammed VI. aus der Dynastie der Alawiden ist.

#### Nationalstaaten um die Jahrhundertmitte

##### Arabischer Sozialismus und Panarabismus

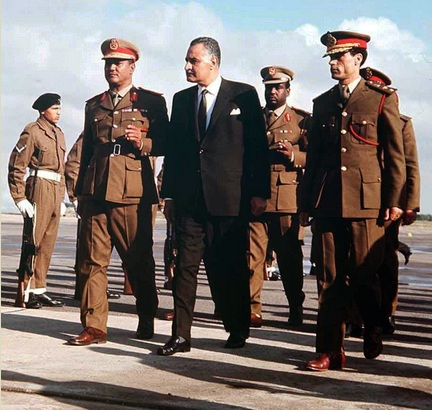
an-Numairi, Nasser und Gaddafi, 1969

So bedeutsam die religiösen Reformbewegungen innerhalb des Islams auf lange Sicht sein sollten, wurden dennoch viele Länder mit islamischer Bevölkerungsmehrheit im mittleren Drittel des 20. Jahrhunderts von einer neuen Klasse säkularer Nationalisten geführt. Die bedeutsamsten Neuerungen dieser Zeit schließen die Ausweitung der allgemeinen Bildung, die Organisation der öffentlichen Wohlfahrt, und neue politische Organisationsformen ein. Die neuen Führer bekannten sich zwar zum Islam, ihre Politik richteten sie aber eher an den Konzepten des Arabischen Sozialismus aus, unter Betonung nationaler Identitäten.
1919 entstanden in Palästina die ersten Parteien arabischer Kommunisten. 1921 wurde Ägyptens erste sozialistische Partei gegründet, 1922 gründete Husni al-Urabi die erste kommunistische Partei, ein Mitglied der Komintern. In den 1920er-Jahren teilte sich die Bewegung in sozialdemokratische, nationale und islamische Richtungen. Zur zentralen Strömung nach 1936 wurden die von Militärs getragenen nationalistischen Arabischen Sozialisten. 1941–1947 gründeten Michel Aflaq und Salah ad-Din al-Bitar die Baath-Partei, die 1953 mit Al-Hauranis Arabischer Sozialistischer Partei fusionierte. In Indonesien war in den 1950er Jahren eine der größten kommunistischen Parteien außerhalb des Ostblocks aktiv.
Den Höhepunkt seiner öffentlichen Wirkung erreichte der arabische Sozialismus ab Mitte der 1950er-Jahre, als Offiziere um Gamal Abdel Nasser in Ägypten durch einen Putsch an die Macht kamen. Grundlegend waren hierbei die „Charta der Nationalen Aktion“ Ägyptens (1962) und die ägyptische Verfassung von 1964. Gamal Abdel Nasser vertrat nach seiner Machtübernahme 1954 das Konzept eines Panarabismus oder „arabischen Nationalismus“. An der Ideologie des Nasserismus orientierte sich auch die Bewegung Arabischer Nationalisten. Der Versuch, Ägypten und Syrien zur Vereinigten Arabischen Republik zusammenzuschließen, scheiterte jedoch nach kurzer Zeit.
Als Reaktion auf die Gründung der Vereinigten Arabischen Republik gründeten der irakische König Faisal II. und sein jordanischer Cousin Hussein I. im Februar 1958 die Arabische Föderation, welche jedoch nur sechs Monate bestand. Ein weiterer Vertreter der panarabischen Idee war auch Libyens Revolutionsführer Muammar al-Gaddafi, der sich für eine Föderation Arabischer Republiken aussprach, aber auch zahlreiche Libysch-arabisch-afrikanische Vereinigungsprojekte vorschlug. Seine Ziele und Ansichten veröffentlichte Gaddafi ab 1975 in seinem Grünen Buch.
Nach dem Sechstagekrieg 1967 verlor der arabische Nationalismus gegenüber dem islamischen Fundamentalismus an Boden. Der arabische Nationalismus entwickelte sich durch die zunehmende Macht der Nasseristen und später der Baathisten zugleich zu einem Unterdrückungsinstrument gegen die nationalen Minderheiten in den arabischen Ländern.

##### Sonderweg in Iran unter der Pahlavi-Dynastie

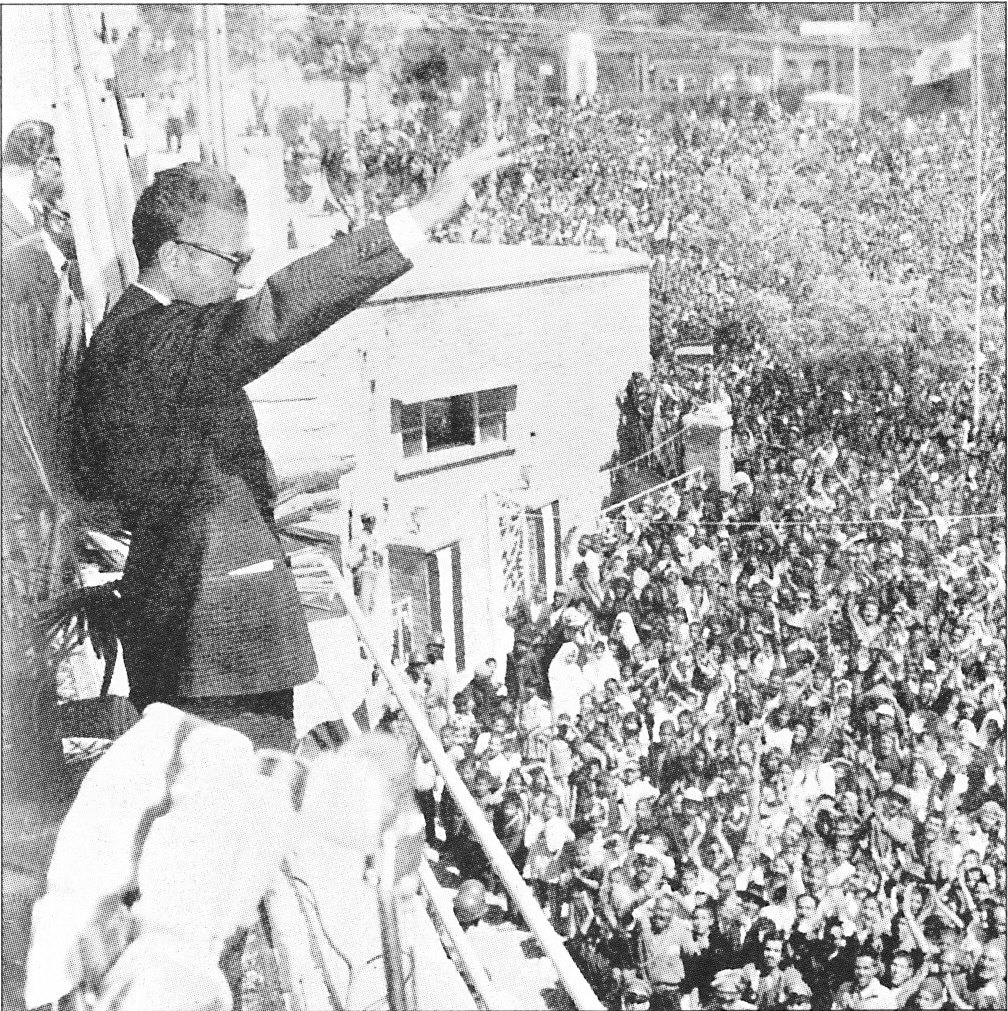
Mohammed Reza Pahlavi, 1963

Seit der Konstitutionellen Revolution von 1906 beruhte die politische Ordnung in Iran auf der Staatsform der Konstitutionellen Monarchie. Diese Verfassung war bis zur Islamischen Revolution gültig. Das Parlament bestand aus zwei Kammern, dem Madschles und dem Senat. Die Abgeordneten des Madschles (Madschles Schora Melli) wurden vom Volk gewählt, die Abgeordneten des Senats wurden je zur Hälfte gewählt bzw. vom Schah ernannt. An der Gesetzgebung waren beide Häuser beteiligt. Die aktive politische Rolle in der Gesetzgebung kam jedoch dem Madschles zu. Nach der Verfassung stand der Schah als Monarch an der Spitze der Verwaltung, des diplomatischen Diensts und des Militärs. Er hatte das Recht, Minister zu ernennen und zu entlassen und die von den parlamentarischen Kammern erlassenen Gesetze mittels eigener Dekrete und Ausführungsbestimmungen durchzusetzen.
Am 31. Oktober 1925 proklamierte der iranische Madschles Reza Chan als Reza Schah Pahlavi zum Herrscher Irans. Unter seiner Herrschaft besaß das Militär weitreichende Machtbefugnisse. Finanziert aus den Erlösen der Erdölproduktion, führte Reza Schah zwischen 1926 und 1928, gestützt auf das Militär eine Reihe von Reformen durch. Hierzu gehörte auch das Verbot der traditionellen nomadischen Lebensweise und Bekleidung sowie eine von der islamischen Gesetzgebung unabhängige Rechtsordnung. Eine Zustimmung der Bevölkerung war in der Militärdiktatur der Pahlavi-Dynastie weder vorgesehen, noch wurde sie erwartet.
Die Weiße Revolution war ein Reformprogramm, das von Schah Mohammad Reza Pahlavi nach Plänen von Ali Amini am 11. Januar 1963 vorgestellt und am 26. Januar 1963 durch ein Referendum verabschiedet wurde. Es sollte Iran modernisieren und die dortige soziale Situation verbessern. Als besondere Aufgabe galt die Durchführung einer Landreform, mit der das Feudalsystem abgeschafft und Land von den Großgrundbesitzern an die Bauern umverteilt werden sollte. Die Frauenrechte wurden gestärkt, staatliche Industrieunternehmen sollten privatisiert, die Arbeiter und Angestellten am Gewinn beteiligt werden. Außerdem sollte der Analphabetismus bekämpft werden.

### Politische Organisationen
Um die Mitte des 20. Jahrhunderts kam es in vielen islamischen Ländern zu einem sehr starken Anwachsen der Bevölkerung, sowie zu einer zunehmenden Migration in die städtischen Ballungsräume. Insbesondere die erfolgreichen Programme zur Massenbildung, der Zugang zu Kommunikationsmedien und wachsender sichtbarer Konsum führten auch zu einer zunehmenden Enttäuschung großer Bevölkerungsteile, die sich von dieser Entwicklung ausgeschlossen fühlten. Die Reformen des gesellschaftlichen Lebens führten auch zu einer Zerstörung der sozialen Strukturen, die bislang das Überleben der städtischen Armen und der Landbevölkerung gesichert hatten: Von den Reformen ausgenommen blieben in vielen Ländern die religiösen Einrichtungen und Bildungsstätten, denen sich die von den Versprechungen der Moderne Enttäuschten nun vermehrt zuwandten.
Die fortschreitende Urbanisierung, zunehmend intensivere Kommunikation mittels gedruckter Medien, sowie der Mitte des 20. Jahrhunderts deutlich ausgeweitete Zugang zu Bildung hatten erhebliche Konsequenzen für die islamische Welt: In Indonesien fiel beispielsweise die Rate der Analphabeten zwischen 1965 und 1990 von 60 auf 10 %, im gleichen Zeitraum stieg die Rate der Hochschulabsolventen von 4 auf 30 %. Seit den frühen 1980er Jahren existieren in nahezu jeder Universität der islamischen Staaten islamische Studentenorganisationen. Diese wurden geprägt durch die Reformideen des frühen 20. Jahrhunderts: Die Dar ul-Ulum Deoband nutzte intensiv die billige Drucktechnik, um ihre Ideen und die Fatwas ihres Zentrums für religiöse Meinungsbildung (dār al-iftā) zu verbreiten. Die aus den Reformkonzepten al-Afghanis und Abduhs entstandene Bewegung der Salafiyya erreichte durch ihre Bücher und Zeitschriften vor allem die Intellektuellen Nordafrikas und des Mittleren Ostens.
Im 20. Jahrhundert gewannen Organisationen wie die Tablīghi Jamāʿat und die Nahḍat al-ʿulamāʾ Millionen von Mitgliedern; letztere gründete in Indonesien 1945 eine eigene politische Partei, die Masyumi, die bis 1984 bestand. Seit 1998 existiert die Partai Kebangkitan Bangsa als politischer Arm der Nahḍat al-ʿulamāʾ. Während der 1970er Jahre war die al-Azhar-Universität ein bedeutendes intellektuelles Zentrum für Bewegungen in Westafrika. Seit der Islamischen Revolution in Iran gewann die Theologische Hochschule von Ghom an Bedeutung, insbesondere für die Ausbreitung des Schiismus im Senegal, Nigeria und anderen afrikanischen Staaten. Der führende islamische Denker Rached al-Ghannouchi erhielt seine Ausbildung an der Universität Ez-Zitouna in Tunis. Wie er stammte auch der indonesische Gelehrte Nurcholish Madjid aus einfachen, religiös geprägten Verhältnissen.

### Konsequenzen der Weltwirtschaftskrise 1929 und Konzeption einer islamischen Wirtschaft
Die Wirtschaftskrise 1929 traf diejenigen islamischen Länder besonders hart, deren Güterproduktion von einer überwiegenden Subsistenzwirtschaft in eine an den Bedürfnissen der europäischen Mächte orientierte Produktion von Rohstoffen und „Kolonialgütern“umgewandelt worden war. Der allgemeine Preisverfall für Rohstoffe hatte einen erheblichen Konsumrückgang in den islamischen Ländern zur Folge. Dies führte zu einer Verarmung des Dienstleistungssektors, schweren Verlusten im Agrarsektor und letztlich zur Landflucht der bäuerlichen Bevölkerung. In den Städten entstanden informelle Siedlungen (ʿašwāʿīyāt); das erste geschlossene Elendsviertel entstand 1934 in Casablanca. Für die Bewohner dieser Viertel bedeutete dies die Loslösung aus der bisherigen ländlichen Tradition, sowie den Rückzug aus der kolonialen Gesellschaft und dem Diskurs der städtischen islamischen Eliten.
| Land              | Exportprodukt | 1928   | 1930   | 1932   | 1935   |
| ----------------- | ------------- | ------ | ------ | ------ | ------ |
| Ägypten (1000 £)  | Baumwolle     | 45.138 | 23.788 | 17.866 | 26.413 |
| Türkei (1000 TL)  | Tabak         | 54.196 | 43.160 | 27.140 | 18.950 |
| Algerien (1000 £) | Getreide      | 18.756 |        |        | 8.285  |

Der schiitische Großajatollah und Wirtschaftstheoretiker Muhammad Baqir as-Sadr (1935–1980/81) griff die Ideen Abū l-Aʿlā Maudūdīs auf. In seinem Werk „Unsere Wirtschaft“ (arabisch اقتصادنا, DMG Iqtisaduna) legt er die theoretischen Grundlagen für ein Islamisches Bank- und Wirtschaftswesen als islamische Alternative sowohl zum Kapitalismus als auch zum Sozialismus. Er weist den Sozialismus zurück, da der Islam zwischen den Personen und Allah als Herrscher unterscheide, so dass zwischen öffentlichem und privatem Eigentum unterschieden werden müsse. Gleichfalls wendet sich gegen den Kapitalismus, da alles Eigentum letztlich von Gott gegeben werde, so dass die Rechte und Pflichten sowohl für privates als auch öffentliches Eigentum durch den Islam festgelegt würden. Eine islamische Wirtschaft sei demgegenüber aus der Religion abgeleitet und sei daher unabhängig von jedem anderen ökonomischen System gerechtfertigt.

### Islamischer Fundamentalismus

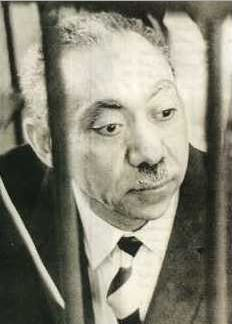
Sayyid Qutb (1906–1966)

Die orthodoxen islamischen Reformbewegungen und der islamische Modernismus bilden den geistigen Hintergrund, auf dem eine neue Gruppe aus Publizisten, Journalisten, Studenten und Akademikern eine radikale islamische Ideologie entwickelten, die sich in bewusstem Gegensatz zu den säkularen Ideologien des Liberalismus und Nationalismus stellte. Gefördert wurde dieses Denken durch die Erfahrung der Entwurzelung aus den traditionellen ländlichen Strukturen und die fehlende Teilhabe am Konsum der etablierten kolonialen Stadtgesellschaft. In dieser Situation nutzten sie die islamische Symbolik und Sprache, die schon von der Salafiyya und besonders durch die Werke Dschamal ad-Din al-Afghanis, Muhammad Abduhs und Raschīd Ridās ausgearbeitet worden waren. Sie setzten ihre Situation der islamischen Frühzeit gleich, und deuteten ihren Rückzug aus der Gesellschaft der städtischen kolonialen Moderne als Hidschra.
Ein Vorläufer dieser fundamentalistischen Denkweise war der pakistanische Journalist und Politiker Abū l-Aʿlā Maudūdī (1903–1979), Gründer der Partei Jamaat-e-Islami und wichtiger Mitgestalter der Verfassung Pakistans. Seiner Auffassung nach sei eine Wiederbelebung des Islams unmöglich ohne die Errichtung eines islamischen Gottesstaats (ḥukūmat-i ilāhiya)
Maudūdīs Ideen gewannen zwei Jahrzehnte später, nachdem seine Werke in den 1960er Jahren ins Arabische übersetzt worden waren, unter dem Eindruck der sozialen Veränderungen erhebliche gesellschaftliche Bedeutung: 1928 hatte Hasan al-Bannā in Ägypten die Muslimbruderschaft gegründet. Ideologische Geschlossenheit erreichte die Bruderschaft erst mit den Werken Sayyid Qutbs. Qutb wandte den Begriff der Dschāhilīya, den Zustand der vor-islamischen „Verblendung“ auf die gegenwärtige Situation der islamischen Welt an. Sein Begriff hākimiyyat Allāh bezeichnet die absolute Souveränität Gottes, die jeder Form von Nationalstaat, Demokratie oder Volkssouveränität entgegensteht. Seine Bücher Zeichen auf dem Weg (arabisch معالم في الطريق, DMG maʿālim fī ṭ-ṭarīq) und Im Schatten des Korans (في ظِلال القُرآن / Fī ẓilāl al-qurʾān) trugen entscheidend zur Prägung nachfolgender islamistischer Gruppierungen bei.

### Islamisches Erwachen

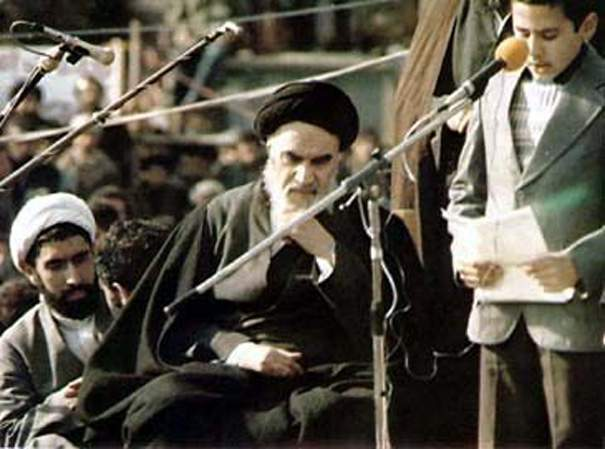
Chomeini in Behescht-e Zahra, 1979

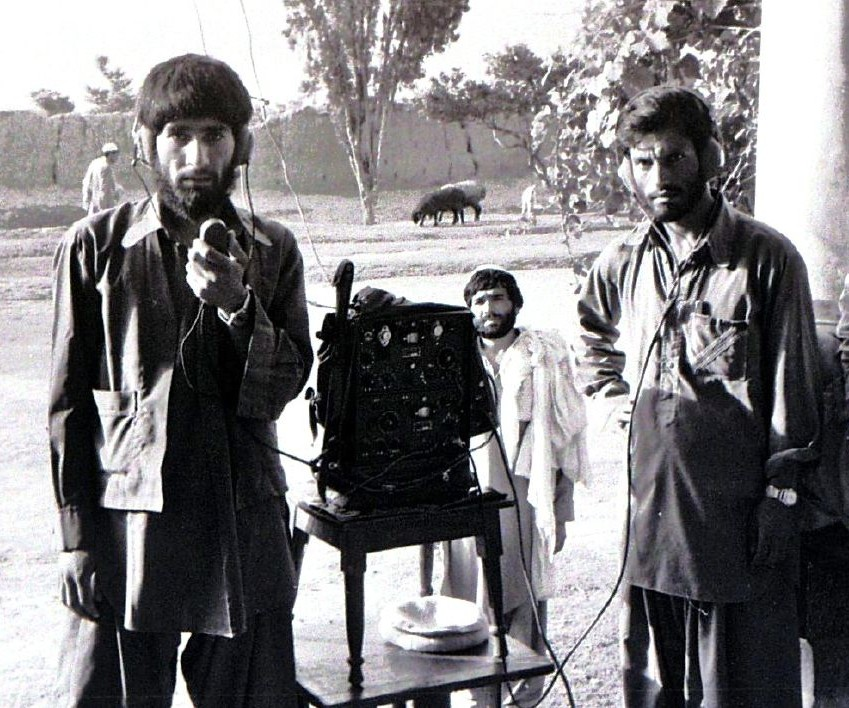
Mudschahidin mit Funkgerät, 1985

Aus westlicher Sicht waren die beiden wichtigsten Ereignisse, die das Wiederaufleben des Islams anregten, das Ölembargo und der Anstieg des Ölpreises während der Ölpreiskrise Mitte der 1970er Jahre sowie die sogenannte Islamische Revolution in Iran 1979, aus der eine islamische Republik unter Ajatollah Chomeini entstand. Saudi-Arabien, Kuwait und Libyen verwendeten einen Teil der Gewinne aus dem Ölhandel, um islamische Bücher, Madāris und Moscheen in der gesamten Welt zu finanzieren. Nach der sowjetischen Intervention in Afghanistan bildeten die Vereinigten Staaten, Saudi-Arabien und die Golfstaaten eine Koalition, ein großer Teil der aufgebrachten Geldmittel floss in die Unterstützung der afghanischen Mudschahid. Nach der islamischen Revolution unterstützte Iran schiitische Gruppen vor allem im Südlibanon. Bedeutsamer für die islamische Welt war allerdings die Erkenntnis, dass die Verwestlichung der muslimischen Länder nicht unumkehrbar ist.

### Erdölexport und Waffenimport
Mit dem in den 1960er Jahren einsetzenden Wirtschaftsboom war der weltweite Erdölverbrauch zwischen 1965 und 1973 um etwa 80 % gestiegen. Als Reaktion auf den Jom-Kippur-Krieg (Oktober 1973) setzten die Staaten der OAPEC die Erdöllieferungen an die USA und die Niederlande wegen ihrer Unterstützung Israels aus. Dies führte in den Ländern der westlichen Welt zur Ölpreiskrise von 1973 und zeigte, dass die politischen Auseinandersetzungen im Nahostkonflikt in direkter Beziehung zur Entwicklung der Weltwirtschaft standen. In den darauf folgenden Jahrzehnten stiegen sowohl die Fördermenge als auch der Preis für Rohöl nahezu kontinuierlich an.
| Rang (2012) | Land          | 1970  | 1980  | 1990  | 2000  |
| ----------- | ------------- | ----- | ----- | ----- | ----- |
| 1.          | Saudi-Arabien | 192,2 | 509,8 | 342,6 | 455,0 |
| 6.          | Iran          | 191,6 | 74,2  | 162,8 | 189,4 |
| 7.          | VAE           | 36,9  | 84,2  | 107,5 | 123,1 |
| 8.          | Kuwait        | 151,8 | 86,8  | 46,8  | 109,1 |
| 9.          | Irak          | 76,3  | 131,1 | 105,3 | 128,8 |
| 16.         | Katar         | 18,1  | 23,7  | 21,1  | 36,1  |
| 18.         | Algerien      | 48,2  | 51,8  | 57,5  | 66,8  |
| 19.         | Libyen        | 159,5 | 88,3  | 67,2  | 69,5  |
| 21.         | Oman          | 16,4  | 14,1  | 34,2  | 47,6  |
| 23.         | Indonesien    | 43,1  | 79,0  | 74,4  | 71,5  |
| 26.         | Ägypten       | 16,4  | 29,8  | 45,5  | 38,8  |
| 36.         | Turkmenistan  | 15,0  | 8,0   | 5,7   | 7,2   |
| 38.         | Jemen         | 0,0   | 0,0   | 8,7   | 21,3  |
| 39.         | Syrien        | 4,2   | 7,9   | 20,2  | 27,3  |

Entwicklung der weltweiten Erdöl-Fördermenge von 1965 bis 2007

Rohölpreise (nominell und real) seit 1861

Die steigenden Einnahmen aus der Rohölförderung beeinflussten nicht nur die internationalen Märkte, sondern beschleunigten auch Umstrukturierungsprozesse innerhalb der islamischen Länder. Der steigende Bedarf an Arbeitskräften führte zur Einwanderung von Arbeitern aus der arabischen Welt, Pakistan und später den Philippinen. Die Arbeiter überwiesen einen Teil ihres Lohnes in ihre Heimatländer zurück und beeinflussten dort die Märkte. Das Gefüge aus Migration, Medien und Kapitalüberweisungen innerhalb der islamischen Welt orientierte sich um und fokussierte jetzt neu auf die Golfstaaten und Libyen, wobei insbesondere die puritanischen Wahhabiten Saudi-Arabiens im Diskurs um gesellschaftliche Wertvorstellungen an Bedeutung gewannen.
In den frühen 1970er Jahren stützte sich in islamischen Ländern wie in der Türkei, in Iran, Irak oder Saudi-Arabien die politische Macht weitgehend auf das Militär. Der Anteil der Militärausgaben am Staatshaushalt betrug in diesen Ländern sowie den Golfstaaten, Syrien, Pakistan und Nordjemen zwischen 30 und 60 %. Von 1972 bis 1976 stiegen besonders im Mittleren Osten die Ausgaben für Waffenkäufe dramatisch an, blieben 1976–1980 annähernd konstant, und stiegen dann wieder infolge des Iran-Irak-Krieges. 1982 war der Mittlere Osten der weltweite Hauptabnehmer für Waffen. 42 % aller Waffenlieferungen und 51 % der Lieferungen an Entwicklungsländer gingen in diesem Jahr in den Mittleren Osten. Die Länder dieser Region und die Golfstaaten dominierten 1982 die Liste der zehn Staaten mit den höchsten Militärausgaben verglichen mit dem gesamten Staatshaushalt. Die Devisen für diese Waffenkäufe stammten meist aus dem Handel mit Erdöl, so dass ein Teil des zum Erdölkauf eingesetzten Kapitals wieder in die westlichen Länder zurückfloss.
Die Auswirkungen dieser massiven Waffenkäufe waren schwerwiegend: Zum einen war das Militär in den betroffenen Ländern der demokratischen Kontrolle oft entzogen und diente dem Machterhalt autoritärer Regime, andererseits konnten sich zunehmend auch ethnische oder gesellschaftliche Gruppen innerhalb einer Gesellschaft bewaffnen.

### Golfkriege
Der moderne Irak entstand, als weite Teile des ehemaligen Osmanischen Reiches nach dem Ersten Weltkrieg durch das Sykes-Picot-Abkommen von 1916 unter den Siegermächten Großbritannien und Frankreich aufgeteilt wurden. Dabei erbte der neu gebildete Irak auch die Grenzkonflikte an seiner Ostgrenze. Der Irak, Transjordanien und Palästina kamen unter britische, Syrien und Libanon unter französische Mandatsverwaltung. Kuwait gehörte vor dem Ersten Weltkrieg zum Vilâyet Basra, einer Verwaltungseinheit innerhalb des Osmanischen Reiches, die territorial allerdings nicht mit dem Gebiet der heutigen südirakischen Provinz Basra identisch ist. Zu dem erst nach dem Ersten Weltkrieg gegründeten Staat Irak gehörte Kuwait nie. Nach der Unabhängigkeit des Emirats von Großbritannien 1961 versuchte der Irak vergeblich, dessen Aufnahme in die UNO und die Arabische Liga zu verhindern. 1963 erkannte der Irak die Unabhängigkeit Kuwaits zwar an, in der Folge kam es aber immer wieder zu Grenzstreitigkeiten, da die Grenze zwischen beiden Staaten nie eindeutig genug festgelegt wurde.

#### Verlauf und Folgen

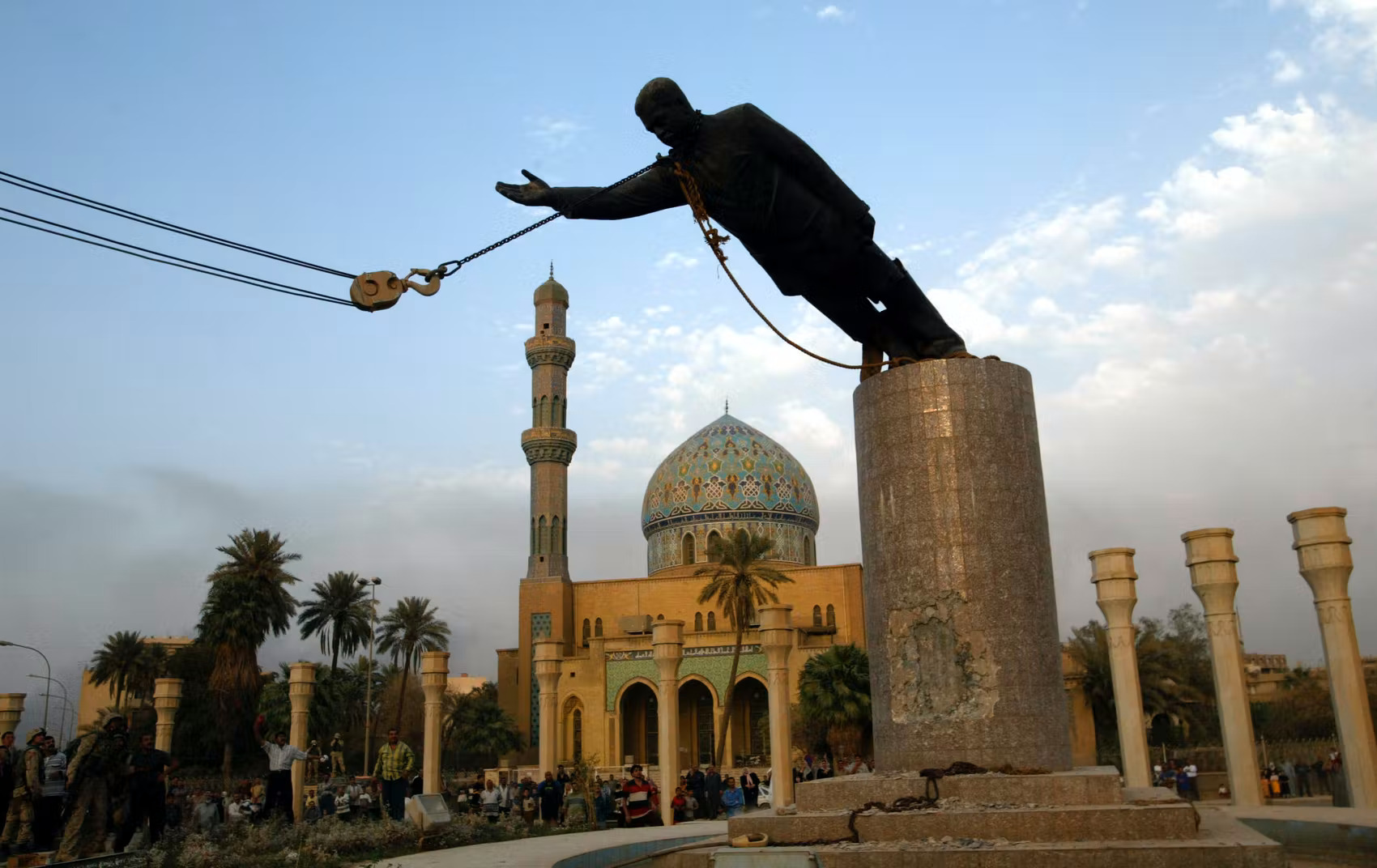
Sturz einer Statue Saddam Husseins

Im ersten Golfkrieg (1980–1988) hatte der Irak unter Saddam Hussein gute Beziehungen zu den Vereinigten Staaten und zu Europa, speziell Frankreich und Deutschland, unterhalten. Auf dem Hintergrund einer möglichen sowjetischen Einflussnahme, aber vor allem aus Angst vor einer Ausweitung der islamischen Revolution in Iran auf die Arabische Halbinsel, erhielt der Irak militärische und technologische Unterstützung im ersten Golfkrieg zwischen Iran und dem Irak. Schwere Menschenrechtsverletzungen wie der Giftgasangriff auf Halabdscha (März 1988) führten nicht zu wirksamen Protesten der westlichen Welt.
Im Zweiten Golfkrieg (1990–1991) vereitelte eine Koalition aus insgesamt 34 Ländern, darunter die USA und Staaten der Arabischen Liga die Annexion Kuwaits durch den Irak. Hintergrund des Krieges war der Versuch Iraks, die Last seiner Auslandsschulden (vor allem bei den Nachbarstaaten der Arabischen Liga) durch Druck auf die Organisation erdölexportierender Länder und insbesondere auf den Gläubigerstaat Kuwait, zu reduzieren. Die historisch unzureichende Grenzziehung zwischen den beiden Ländern spielte eine propagandistische Rolle. Politisch gesehen war das Ende des Kalten Krieges hierbei von unmittelbarer Bedeutung. Der Krieg selbst hatte über die Kriegsschäden hinaus Auswirkungen auf zahlreiche Aspekte der internationalen und der irakischen Politik, vor allem auf die Kriegsführung und die politische Rolle der Medien in den beteiligten westlichen Staaten.
Im Gegensatz zum Zweiten Golfkrieg war der Irakkrieg (2003–2011) nicht durch ein UN-Mandat gestützt, sondern wird als eine völkerrechtswidrige Militärinvasion der USA, Großbritanniens und einer „Koalition der Willigen“ in den Irak angesehen. Als Begründung des Irakkriegs wurde – neben einer geforderten unmittelbaren Reaktion auf die Terroranschläge am 11. September 2001 auch die mutmaßliche Produktion chemischer und biologischer Waffen, die einen Präventivschlag rechtfertigen sollten. Auch nach dem offiziell verkündeten Kriegsende 2003 blieb der Irak bis 2011 besetzt. Die Expansion der Organisation Islamischer Staat in der Irakkrise 2014 wird zum Teil als Folge des Irakkriegs angesehen.

### Islam als Ideologie
Die politische Prägung in der Periode des Islamischen Erwachens fand statt auf dem Hintergrund einer Bankrotterklärung sowohl der sozialistischen als auch der kapitalistischen Staaten, vor allem jedoch in bewusster Abgrenzung von den aggressiv säkularen, marxistisch-totalitären Regimes der 1960er und 1970er Jahre in den Ländern des Mittleren Ostens. Die Aneignung des politischen Mythos der Revolution, paradoxerweise ein Begriff, der eher aus der westlichen Geschichte stammt, blieb nicht länger nur Theorie, sondern mündete in eine revolutionäre Radikalisierung. Im Gegensatz zum traditionellen Rechtsverständnis der ʿUlamā' hatte sich unter den Intellektuellen der islamischen Welt ein neues Verständnis des Islams herausgebildet: Die Religion diente als Ideen- und Wertesystem, nach dem sich die Gesellschaft umgestalten lassen könnte. Als Ideologie stand der Islam nicht mehr in Konkurrenz mit anderen Religionen wie Juden- oder Christentum, sondern zu säkularen Weltanschauungen. Der Gedanke, dass alle Ideologien letztlich im Islam als dem erwünschten gesellschaftlichen Endzustand mündeten, findet sich schon im Werk Abū l-Aʿlā Maudūdīs, dessen Idee eines islamischen Gottesstaats (ḥukūmat-i ilāhiya) der Staatsidee Pakistans zugrunde liegt. Die Umsetzung dieser Ideologie in die gesellschaftliche Realität wurde als „Islamisierung“ oder „die Scharia befolgen“ bezeichnet. 1971 prägte der libysche Politiker Maḥmūd Nākū' das Schlagwort „Der Islam ist die Lösung“ (al-islām huwa al-ḥall), welches in der Folge unter anderem von Mahmud Taleghani und Gamal al-Banna aufgegriffen und propagiert wurde.

#### Ägypten
Die Suche nach einem authentischen Islam hatte Sayyid Qutb zu einem fundamentalistischen Islamverständnis geführt, dem zufolge die Religion die ausschließliche Grundlage und Gesetzmäßigkeit der Politik sei. Der wahre Gläubige habe alle menschlichen Gesetze und Regierungen abzulehnen. Er habe sich aus der verblendeten Welt der Dschāhilīya zurückzuziehen und die wahre islamische Gesellschaft nach den alten Mustern der ursprünglichen arabischen Expansion wiederherzustellen: Durch Rückzug (Hidschra) und Wiederkehr nach dem Vorbild des Propheten, Dschihad, und das Erringen der Macht.
Die Utopie eines einheitlichen islamischen Staates ist auf dem Hintergrund des ebenso monolithischen, säkularen ägyptischen Staates unter Gamal Abdel Nasser zu verstehen. Die neue Idee der Gottesherrschaft (ḥākimiyya) auf der Grundlage der Scharia stellt eine Weiterentwicklung der Ideen Abū l-Aʿlā Maudūdīs dar, der zwar den Begriff „ḥākimiyya“ geprägt hatte, in dessen Konzept eines islamischen Konstitutionalismus der Revolutionskrieg zur Wiedereroberung der verblendeten Dschāhilīya keine Rolle gespielt hatte. Die Idee einer Revolution findet sich weder bei den mittelalterlichen Hanbaliten, noch bei den orthodoxen Reformern der Salafiyya. Eine geschichtliche Entsprechung findet sich, wie Religionsgelehrte der al-Azhar-Universität feststellten, am ehesten bei den Charidschiten des 6. und 7. Jahrhunderts.
Die neue revolutionäre Radikalisierung wird erstmals deutlich anhand der Rechtfertigung der Ermordung des ägyptischen Präsidenten Anwar as-Sadat 1981 in Muhammad Abd as-Salam Faradschs Buch Die vernachlässigte Pflicht (The neglected duty):

„Die Götzen dieser Welt können nur durch die Macht des Schwertes vertrieben werden.“

#### Iran und Libanon
Im Gegensatz zur Situation in Ägypten spielten in der Islamischen Revolution von 1979 islamische Geistliche eine wichtige Rolle. Klerikale Intellektuelle wie Mahmud Taleghani (1911/14–1979) und Murtada Mutahhari hatten in ihren Schriften den Boden für die Revolution gegen den Schah vorbereitet. Ruhollah Chomeini hatte schon 1970 im Exil in Nadschaf sein Konzept der Herrschaft der Geistlichkeit Welāyat-e Faqih vorgestellt. Chomeinis Erfolg erklärt sich teilweise daraus, dass er sich in Iran auf eine vom Staat unabhängige schiitische Hierarchie stützen konnte. Der 1982 gegründeten schiitischen Hisbollah im Libanon stand eine solche nicht zur Verfügung.

### Islamistischer Terrorismus nach 1989
Nach der Auflösung der Sowjetunion und der „dritten Welle der Demokratisierung“ war der politische Islam erneut Veränderungen unterworfen. Einerseits fand eine Globalisierung der revolutionären Radikalisierung sowie eine Globalisierung des Dschihad-Begriffs statt, andererseits orientierte sich der politische Islam vom Staat weg hin zur Zivilgesellschaft. In den Vordergrund traten hierbei die Vereinigten Staaten, die als verbleibende globale Supermacht erstmals im Ersten Golfkrieg aktiv und sichtbar in die Konflikte der islamischen Welt eingegriffen hatten.
Noch in der Tradition der Bekämpfung des Nationalstaats in der Tradition Sayyid Qutbs wurde 1967 die Organisation al-Dschihad unter Beteiligung von Aiman az-Zawahiri in Ägypten gegründet. Eines ihrer ursprünglichen Ziele war die Rückeroberung des im Sechstagekrieg an Israel verlorenen Jerusalem. Mit der Erklärung des Dschihad gegen die Sowjetunion nach der Intervention in Afghanistan und der Rekrutierung von Kämpfern in der gesamten islamischen Welt waren politische Gewalt und transnationaler Islamistischer Terrorismus weithin legitimiert. Mit der Auflösung Jugoslawiens sammelten sich militante Islamisten aus Afghanistan und anderen Ländern, um in den Jugoslawienkriegen (1992–1996) zu kämpfen, und zogen dann weiter in den Zweiten Tschetschenienkrieg (1999–2009).
In den späten 1990er Jahren kehrte Osama bin Laden nach Afghanistan zurück und gründete die „World Islamic Front for Jihad against Jews and Crusaders“, der sich auch Aiman az-Zawahiri anschloss. Entsprechend Sayyid Qutbs Idee der „Speerspitze des Islams“ strukturierte bin Laden die Organisation als globale „Gegenelite“, die methodisch nach Regeln vorgehen sollte: „Al-Qaida“ (arabisch القاعدة, DMG al-qāʿida ‚Basis, Fundament‘). Ziel der Organisation ist der globale Dschihad mit terroristischen Mitteln gegen die USA und Israel; bin Laden selbst sprach von einem „Kreuzzug“ dieser Länder gegen den Islam, gegen den sich die islamische Welt zur Wehr setzen müsse. Die antisemitische Prägung Al Qaidas ist ebenfalls ein Erbe der Ideologie Sayyid Qutbs.

### Ambivalente Positionen zwischen Fundamentalismus und Moderne

#### Muslimbruderschaft
1928 von Hasan al-Bannā in Ägypten gegründet, stellt die Muslimbruderschaft (arabisch الإخوان المسلمون, DMG al-ʾiḫwān al-muslimūn „Ichwan“) eine der einflussreichsten sunnitisch-islamistischen Bewegungen im Nahen Osten dar. Unterorganisationen bestehen in Syrien und Jordanien. Die Organisationen Ennahda und Mouvement de la Société de la Paix sind Teil der Regierungen von Tunesien bzw. Algerien. In Gaza errichtete die Terrororganisation Hamas eine islamistische Diktatur, während die libysche Partei für Gerechtigkeit und Aufbau im Zweiten libyschen Bürgerkrieg als eine der Hauptfraktionen galt. Auch die im Sudan herrschende Nationale Kongresspartei beruft sich auf die Muslimbruderschaft. Vor der Präsidentschaft Mohammed Mursis in Ägypten 2012–2013 wurde die Muslimbruderschaft von einigen Beobachtern als vergleichsweise moderate und entradikalisierte politische und soziale Formation angesehen. Sie galt als eine konservativ-islamische Organisation, die Gewalt und den „globalen Dschihad“ ablehnte und sich in einem Prozess der Entideologisierung befand. Nach der Staatskrise in Ägypten 2013/2014 wurde die Muslimbruderschaft in Ägypten verboten und als Terrororganisation eingestuft.

#### Sudan: Hasan at-Turabi
In den öffentlichen Äußerungen des sudanesischen Politikers Hasan at-Turabi (1932–2016) mischen sich islamistisch-konservative mit pluralistischen Anschauungen. In der Zeit von 1979 bis 1985 unterstützte er, teils in politischen Ämtern, das nationalistische und an sozialistischen sowie panarabistischen Ideen nahöstlicher Machthaber orientierte Regime des durch einen Militärputsch zur Macht gelangten Dschafar an-Numairi gestützt, vollzog er im September 1983 auch dessen Hinwendung zu einem islamistischen Staat mit an der Scharia orientierter Gesetzgebung mit und bewilligte 1985 die Hinrichtung des Reformdenkers Mahmud Muhammad Taha.
Seine 1985 gegründete Partei Nationale Islamistische Front (NIF) unterstützte 1989 den Militärputsch General Umar al-Baschirs, der im Sudan nach islamisch-fundamentalistischen Grundsätzen regierte und gegen den später der Internationale Strafgerichtshof (IStGH) in Den Haag Haftbefehl wegen Völkermordes, Verbrechen gegen die Menschlichkeit und Kriegsverbrechen im Darfur-Konflikt erlassen hat. Nach dem Ausschluss der NIF aus der Regierung unterstützte er im Darfur-Konflikt die Bewegung für Gerechtigkeit und Gleichheit und unterhielt Kontakte zu Osama bin Laden.
In seinen Schriften und Interviews zeigte sich Turabi reformorientiert, betonte das islamische Prinzip der Schūrā („Beratung, Konsultation“) und unterstützte eine aktivere Rolle der Frauen im öffentlichen Leben.

## 21. Jahrhundert

Verbreitung des Islam heute (grün)

### Protest der jungen Generation
Seit den 1990er Jahren zeigen sich in der jüngeren Generation der Muslime Tendenzen, mit dem politischen Islam des Islamischen Erwachens abzuschließen und die Religion eher als eine Voraussetzung und Maßgabe für einen demokratischen Verfassungsstaat ansehen.

#### Iran

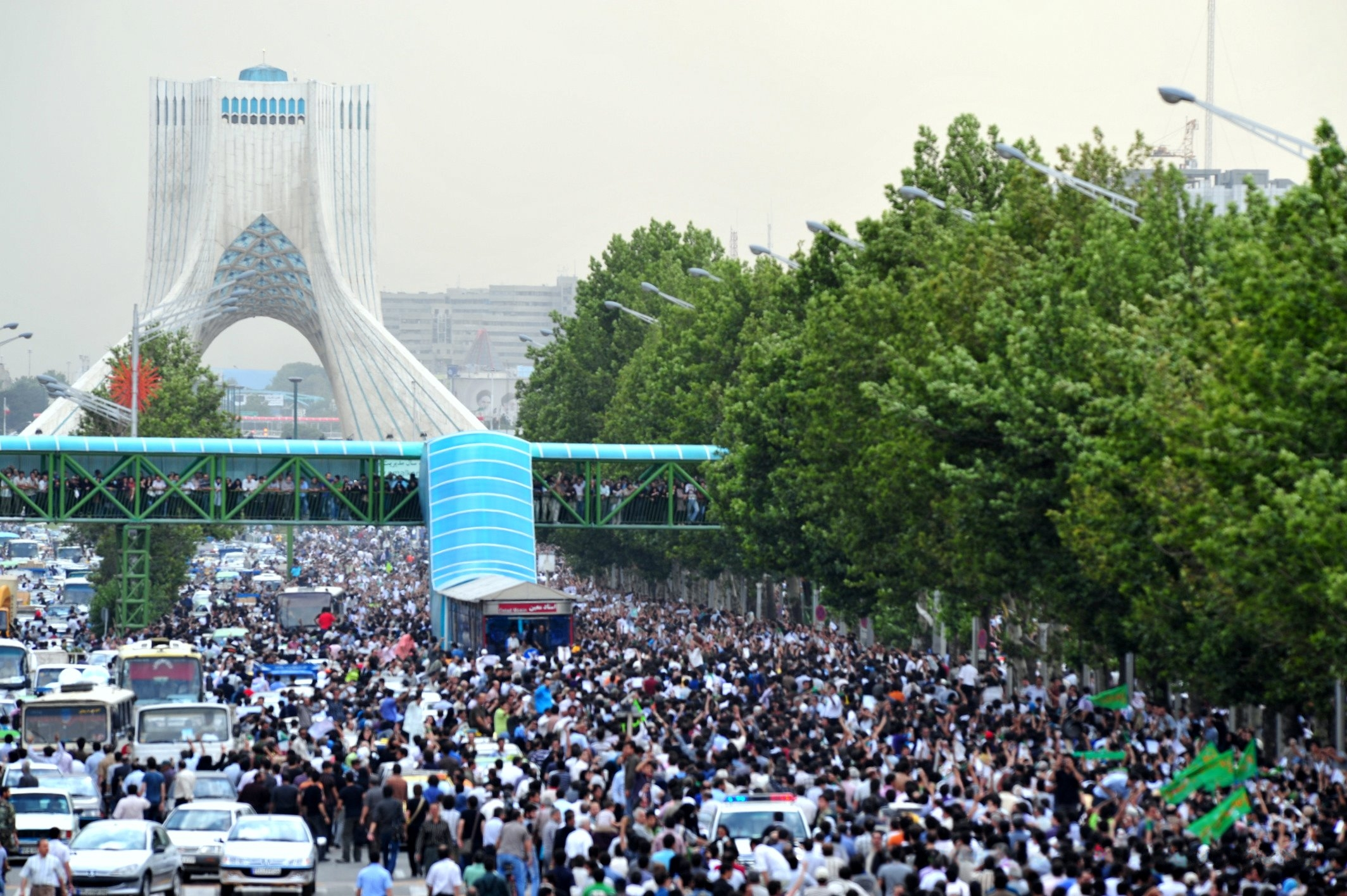
Proteste nach den iranischen Präsidentschaftswahlen, Teheran 2009

Seit den frühen 1990er Jahren setzen sich in Iran die Intellektuellen Abdolkarim Sorusch und der Kleriker Muḥammad Mudschtahid-Schabistari für eine säkulare und pluralistische Sichtweise des Islams ein und gehören so zu den Wegbereitern der politischen Reformen Präsident Mohammad Chatamis (1997–2005). Chatami argumentierte, dass eine Demokratie in Iran, wo die Mehrzahl der Bevölkerung als religiös betrachtet werden könne, eine Volksherrschaft von Natur aus eine „religiöse Demokratie“ (mardum-sālārī-yi dīnī) sein würde. Chatami unterlag in der Präsidentschaftswahl im Jahr 2005 dem konservativen Mahmud Ahmadineschad. Dessen Wiederwahl löste aufgrund des Verdachts der Wahlfälschung 2009 wochenlang anhaltende Proteste aus. Bei der Parlamentswahl im Jahr 2016 konnten die Reformparteien nach vorläufigem Ergebnis 38 % der Stimmen gewinnen.

#### Indonesien
Bereits in den 1970er Jahren hatte Nurcholish Madjid, der Leiter der Indonesischen Islamischen Studentenbewegung, mit seinem Lehrer Mohammad Natsir, einem der wichtigsten Ideologen der Masyumi-Partei, gebrochen. Er lehnte die Idee eines islamischen Staats (negara Islam) ab, da sie eine prinzipiell profane Idee heilige. Die Vorstellungen Madjids fanden weite Verbreitung in der Demokratisierungsbewegung nach dem Sturz Suhartos 1998. Seit den 1990er Jahren propagiert die bedeutende Organisation der Nahdlatul Ulama unter Abdurrahman Wahid Demokratie und bürgerlichen Pluralismus.

### Islam im Zeitalter des Internets
Moderne elektronische Medien unterscheiden sich in mehreren Aspekten von herkömmlichen Massenmedien, vor allem darin, dass sie die Distanz zwischen Sender und Empfänger minimieren. Bereits im Vorfeld der islamischen Revolution in Iran erreichten die Reden Chomeinis auf Kompaktkassetten weite Kreise der iranischen Bevölkerung. Im Vergleich zu gedruckten Medien sind die Kosten und erforderlichen Kenntnisse deutlich niedriger. Die interaktive Form elektronischer Kommunikation schafft eine interaktive „Online-Community“, die den Nutzern eine unmittelbare und prinzipiell gleichberechtigte, vor allem transnationale Teilhabe ermöglicht.
Texte des Korans und der Ḥadith erschienen schon früh in digitalisierter Form im Internet, Newsgroups diskutierten islamische Themen vom Alltäglichen bis hin zu religiösen Themen. Mit der Einrichtung des World Wide Webs in den 1990er Jahren begannen auch islamische Regierungen und Organisationen das Netz zu nutzen, ebenso politische Bewegungen wie die Islamische Heilsfront in Algerien oder die Hisbollah im Libanon. Während 1997 nur 0,4 % der arabischen Bevölkerung das Internet nutzten, waren es 2014 42 %.
Arabisch- und englischsprachige Nachrichtensender wie Al Jazeera (aus Katar, seit 1996) oder al-Arabiya (aus den Vereinigten Arabischen Emiraten, seit 2003) berichten flächendeckend aus der islamischen Welt und erreichen täglich über Satelliten und Internet eine große Zahl von Menschen. Die herrschenden Regimes versuchen teilweise, den hierdurch möglich gewordenen Meinungsaustausch und die Organisation und Absprache oppositioneller Gruppen durch Internetzensur zu begegnen, beispielsweise in der Islamischen Republik Iran. Auch terroristische Gruppen nutzen weiterhin die Möglichkeiten des Internet für ihre Propaganda.

### Arabischer Frühling
Am 17. Dezember 2010 begannen in Tunesien Proteste gegen die Regierung Zine el-Abidine Ben Alis, nachdem sich Mohamed Bouazizi infolge von Polizeiwillkür und Demütigungen selbst verbrannt hatte. Die Nachricht verbreitete sich mittels der modernen Kommunikationstechnologie in kurzer Zeit. Innerhalb weniger Wochen kam es zu landesweiten Massenunruhen, die in den nächsten Monaten auf etliche Staaten in Nordafrika und dem Nahen Osten übergriffen. Die Massenproteste führten zur Absetzung und Flucht Ben Alis und zum Rücktritt des ägyptischen Präsidenten Husni Mubarak. Der Präsident Jemens, Ali Abdullah Salih, trat Ende 2011 nach über 30-jähriger Herrschaft zurück. In Libyen kam es 2011 zu einem Bürgerkrieg, bei dem Rebellen mit Unterstützung durch die NATO Staatschef Muammar al-Gaddafi stürzten, während der Bürgerkrieg in Syrien seit 2011 noch andauert.
Nach der Revolution in Ägypten 2011 kam es 2013/2014 zu einer Staatskrise, die in einem Militärputsch und Neuwahlen endete. Abd al-Fattah as-Sisi wurde zum Präsidenten gewählt. Unruhen ereigneten sich auch in Algerien, Bahrain, Dschibuti, Irak, Jemen, Jordanien, Kuwait, Marokko, Mauretanien, Oman, in den Palästinensischen Autonomiegebieten, Saudi-Arabien und Sudan. Auch europäische Protestbewegungen wie in Spanien beriefen sich auf den Arabischen Frühling.

### Zerfall des Nahen Ostens

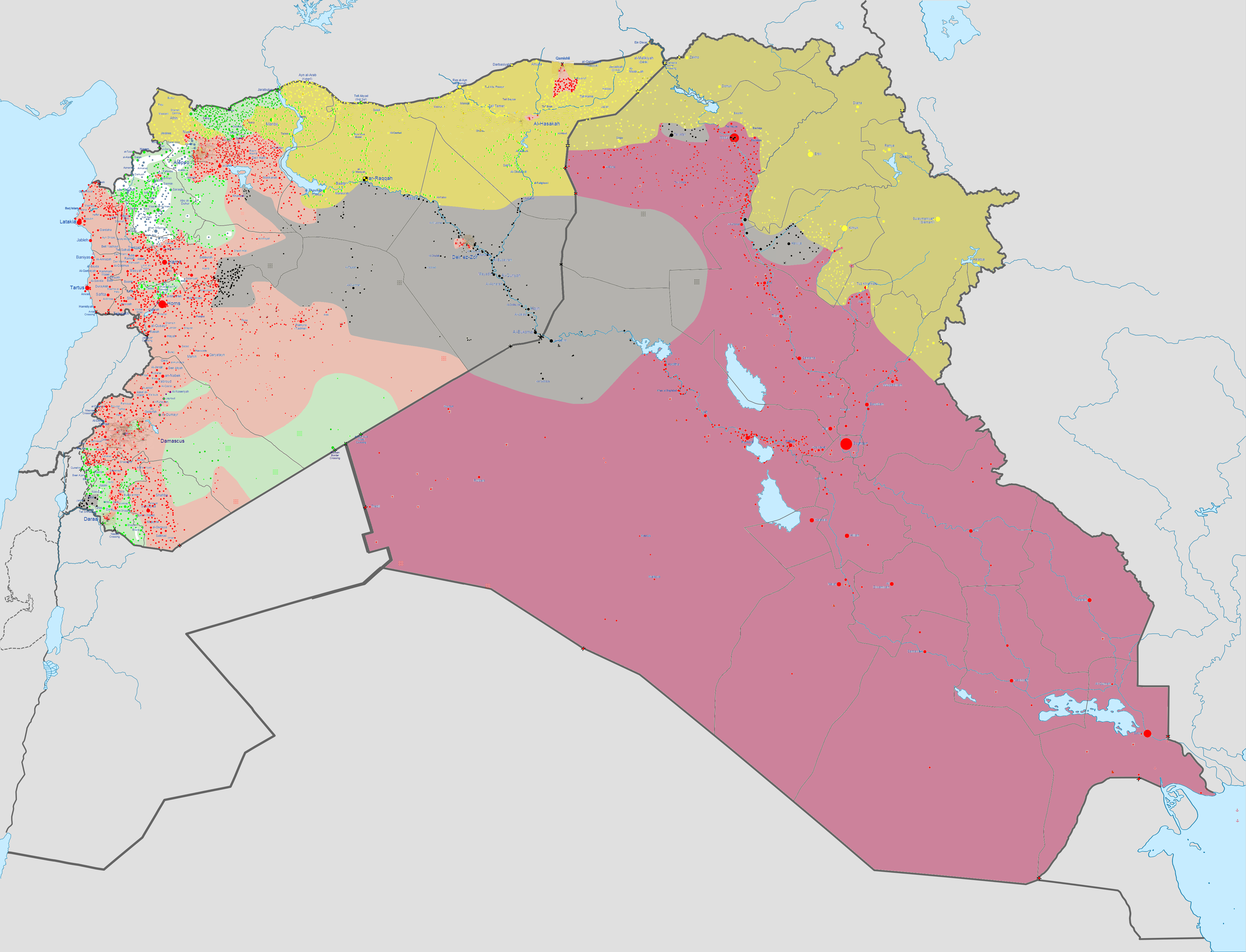
Syrien und Irak 2014

Die Aufteilung der arabischen Provinzen des im Ersten Weltkrieg besiegten Osmanischen Reiches in britische und französische Mandatsgebiete traf die arabischen Länder des Nahen Ostens weitgehend unvorbereitet. Fast ein Vierteljahrhundert lang waren die ohne Rücksicht auf historische oder ethnische Zusammengehörigkeit entstandenen Staaten danach damit beschäftigt, ihre volle Unabhängigkeit von Europa zu erlangen und neue Identitäten für ihre Länder zu finden.
Der Zerfall der alten Ordnung im „Arabischen Frühling“ führte nicht zur Ausbildung pluralistischer Demokratien, sondern verschärfte die ethnisch und religiös geprägten Konflikte in der Region: Die 1918 von den Siegermächten gezogenen Grenzen verlieren heute im Bürgerkrieg in Syrien seit 2011 – unter türkischer Beteiligung – sowie im Irak ihre Gültigkeit. Am Persischen Golf droht ein Konflikt zwischen Saudi-Arabien und dem schiitischen Iran, in den auch die mehrheitlich sunnitisch geprägte Türkei einbezogen werden könnte. Schon heute stehen sich Soldaten und Söldner beider Staaten vor Mossul und um Aleppo gegenüber. Im Irak dauert der Konflikt zwischen der schiitischen Regierung und der sunnitischen Bevölkerung im Norden an. Das Fehlen staatlicher Organisationen und die andauernde Gewalt lässt im Nahen Osten als stabile Institutionen nur die Sippe oder den Stammesverband sowie die Religion bestehen, so dass Organisationen wie der Islamische Staat (Daesh) weiter Zulauf erhalten. In Nordafrika entwickelt sich Libyen zu einem Brennpunkt des internationalen Dschihadismus, nach den ausgeblieben Reformen ist die politische Lage auch in Marokko und Ägypten instabil.

### Aktuelle Entwicklungen
- Bürgerkrieg in Syrien seit 2011
- Militärintervention im Jemen seit 2015
- Proteste im Iran 2017/2018

## Geschichte des Islams in einzelnen Ländern

### Deutschsprachige Länder
- Geschichte des Islams in Deutschland
- Islam in Österreich
- Islam in der Schweiz

### Übriges Europa
- Islam in Europa
- Islam in Albanien
- Islam in Bulgarien
- Islam in Estland
- Islam in Finnland
- Islam in Frankreich
- Islam in Italien
- Islam in der Republik Moldau
- Islam in Polen, Litauen und Belarus
- Islam in Rumänien
- Islam in Russland
- Islam in Tschechien und der Slowakei
- Islam in der Ukraine
- Islam in Ungarn

### Sonstige Länder und Regionen
- Islam in Afrika
- Islam in China
- Islam in Indien
- Islam in Indonesien
- Islam in Israel
- Islam in Japan
- Islam in Malaysia
- Islam in Mexiko
- Islam in Neuseeland
- Islam in Papua-Neuguinea
- Islam in Russland
- Islam in Simbabwe